# Architektur in Kaliningrad

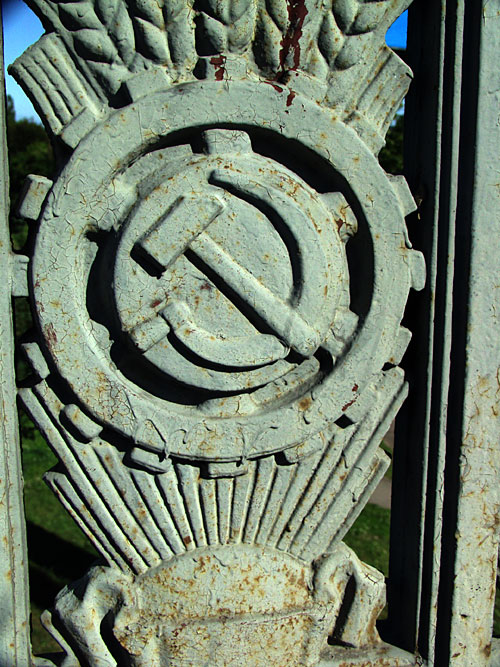
Hammer und Sichel, Staatsemblem der Sowjetunion, Detail der Estakadny-Brücke (russisch Эстакадный мост)

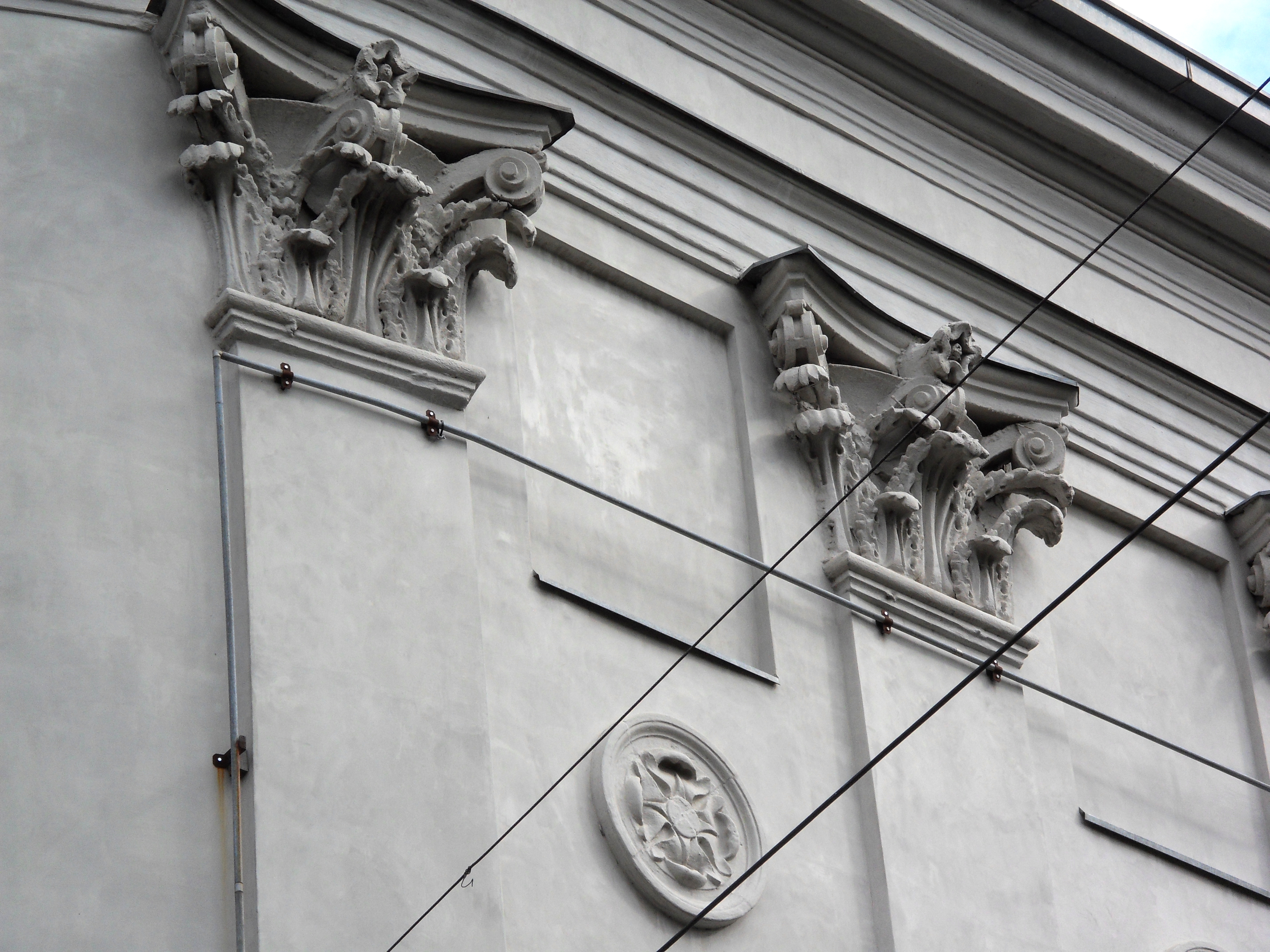
Filmtheater Sarja (sozialistischer Klassizismus unter Stalin)

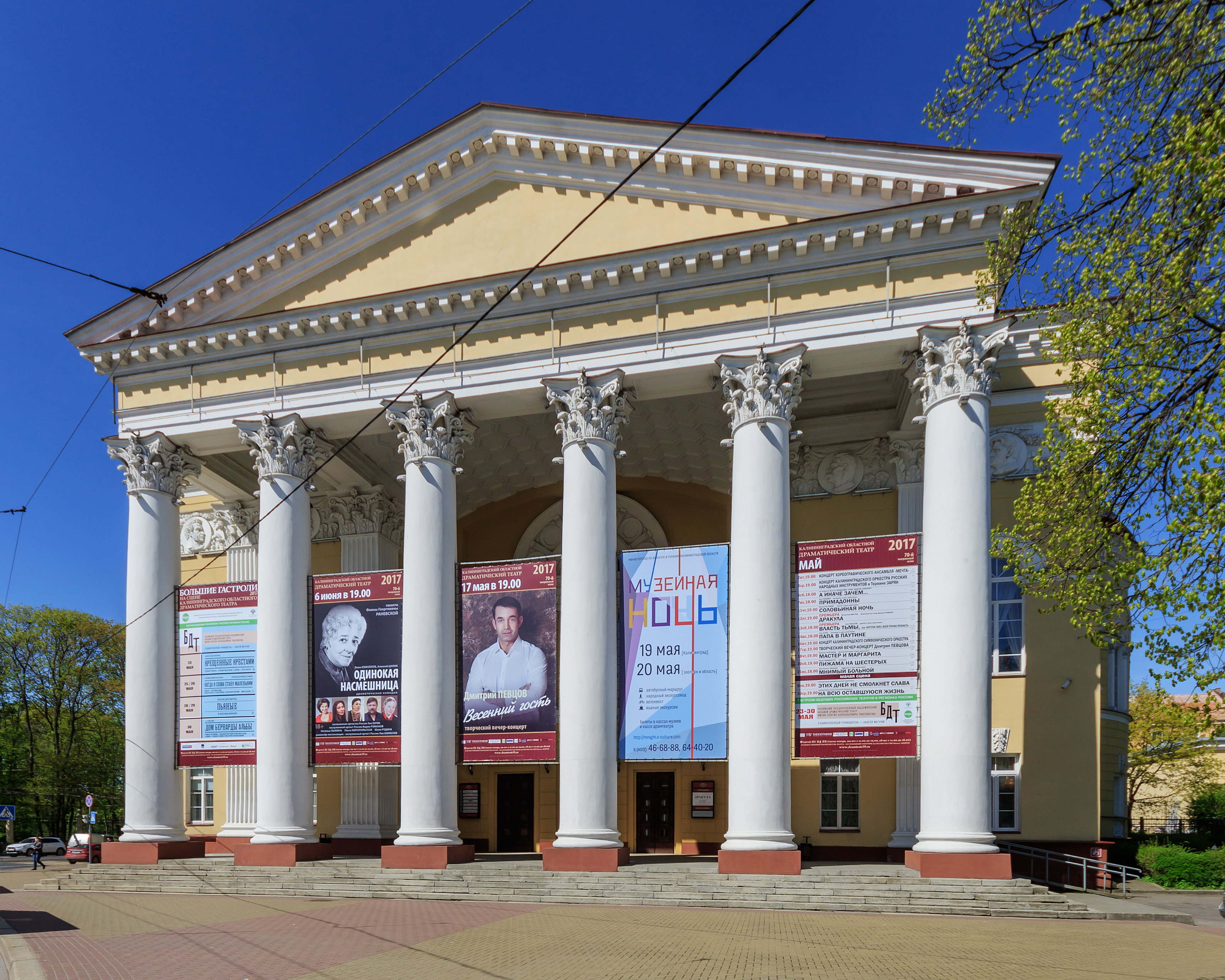
Theater: Das Gebäude zeigt die ganze Prachtliebe der „stalinistischen Ära“

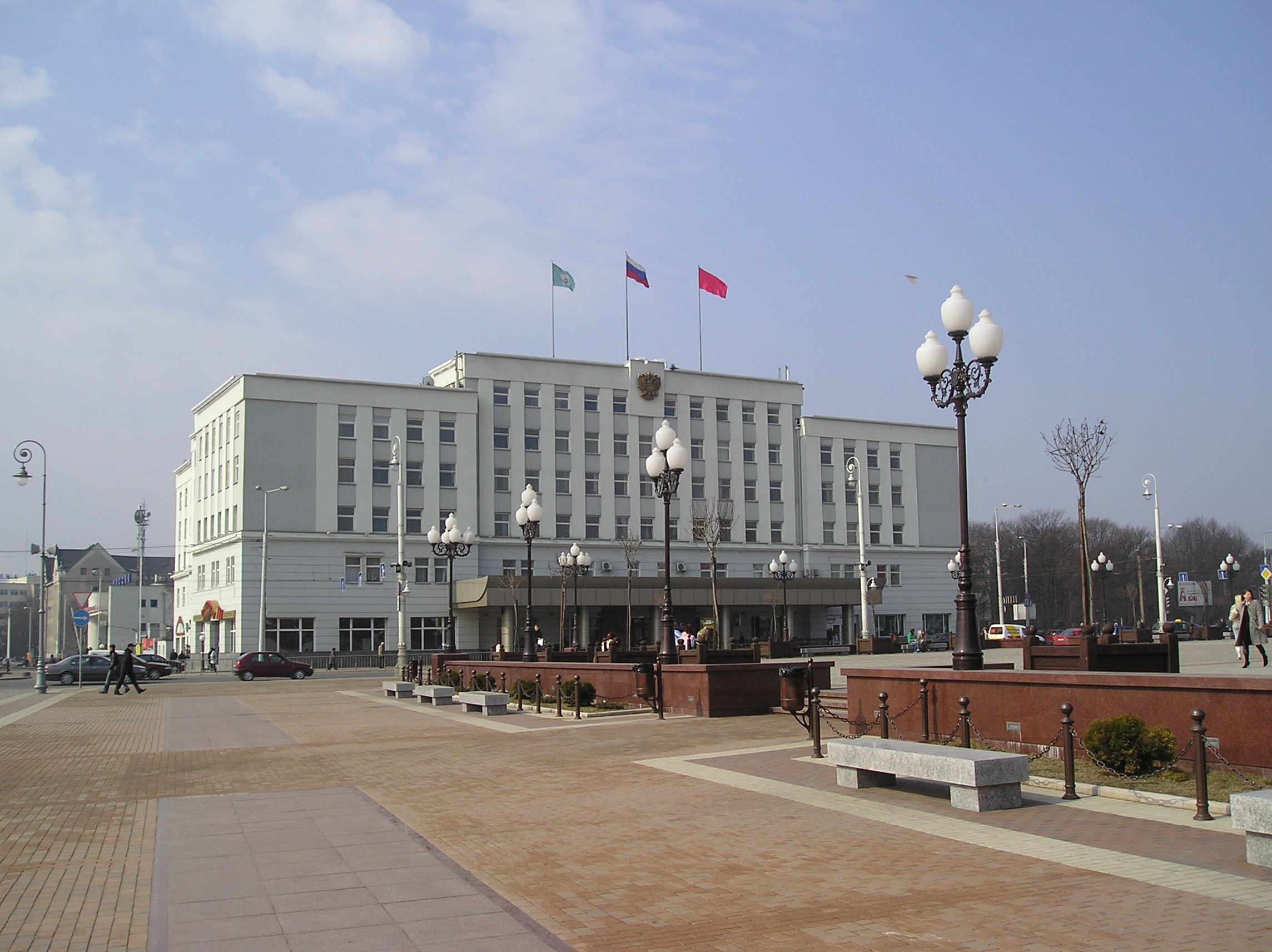
Rathaus (Chruschtschow-Klassizismus).

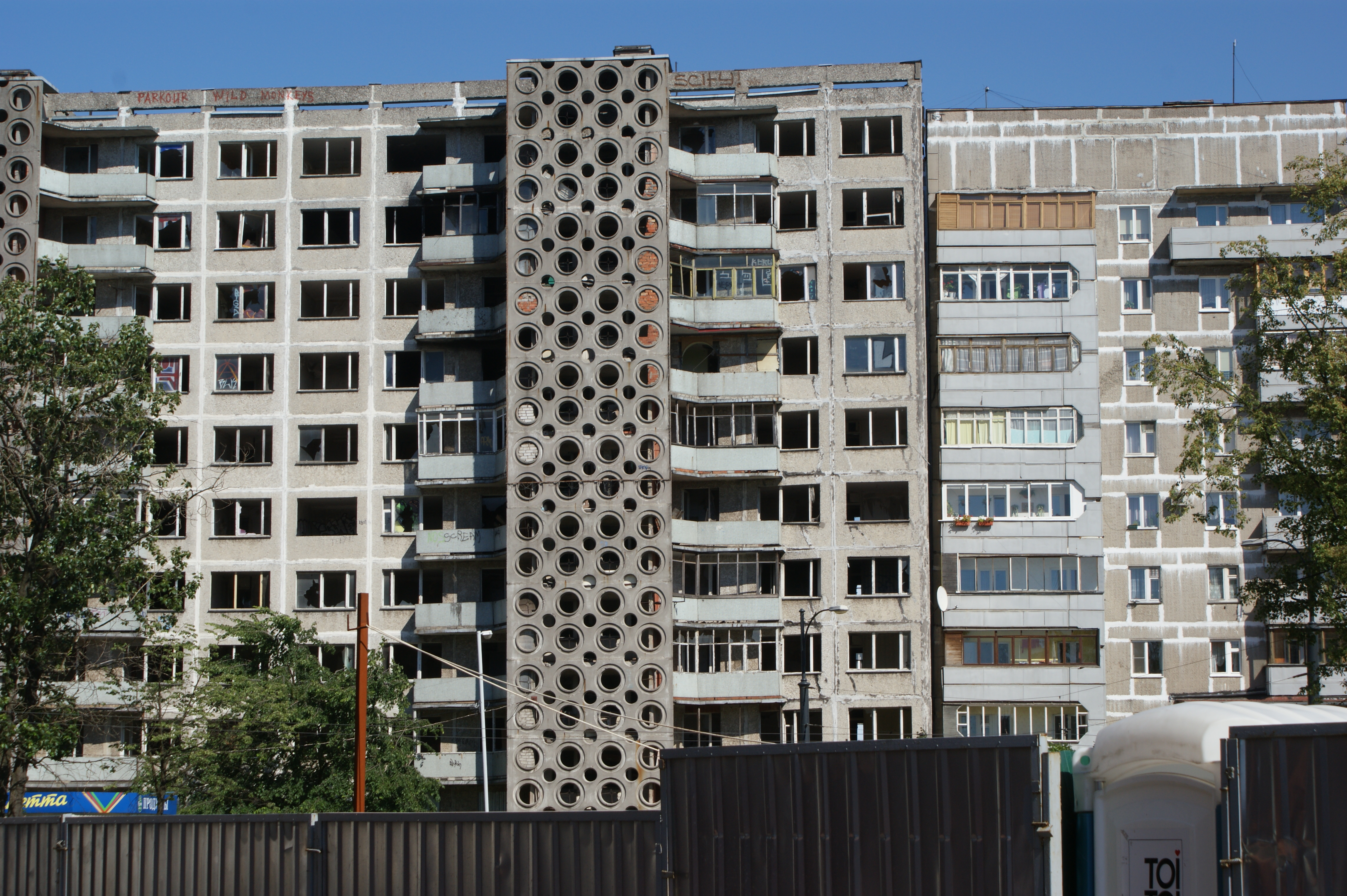
„Chruščevka“ (schmuckloses Typenhaus aus Betongroßblöcken)

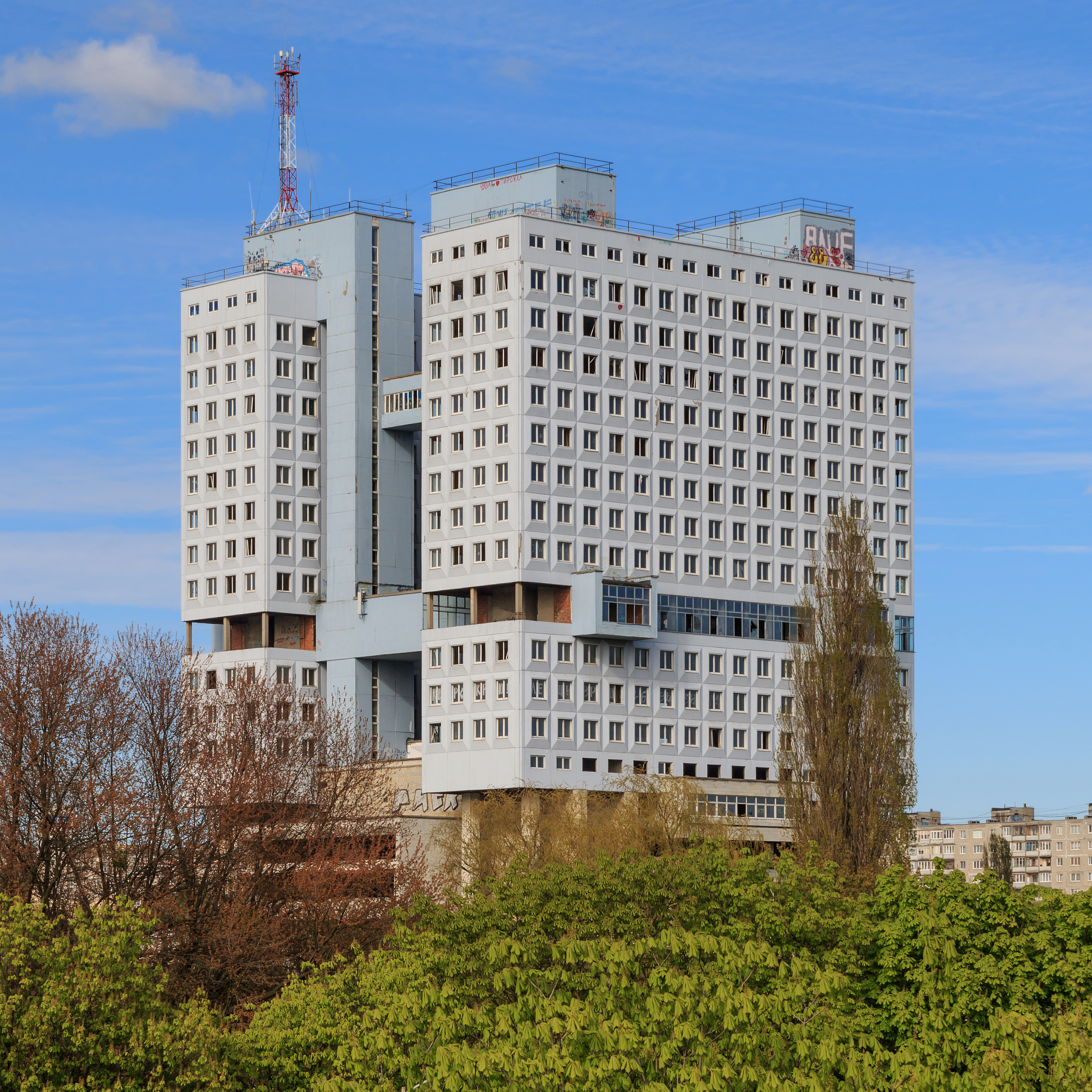
Haus der Räte

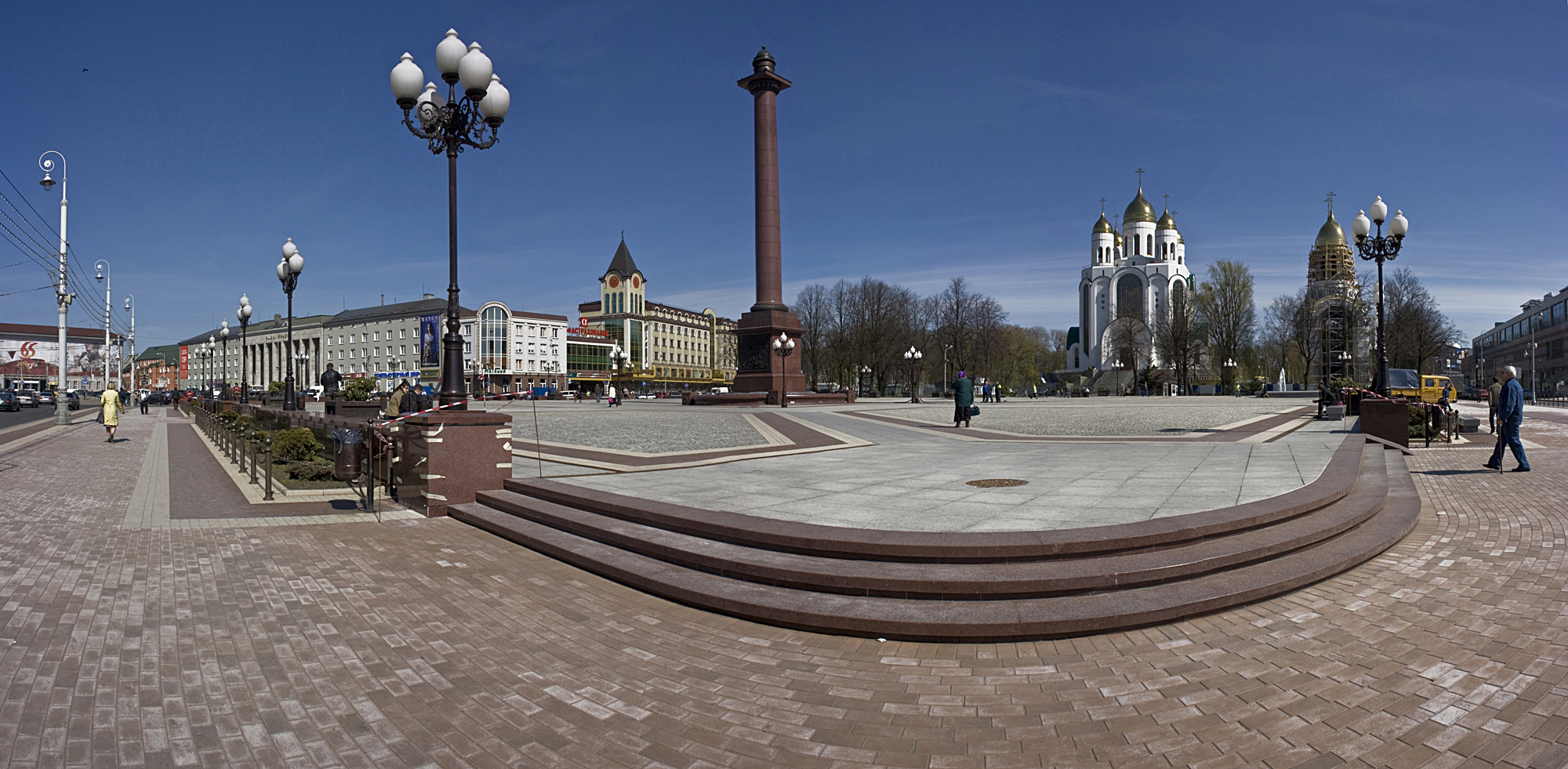
Platz des Sieges

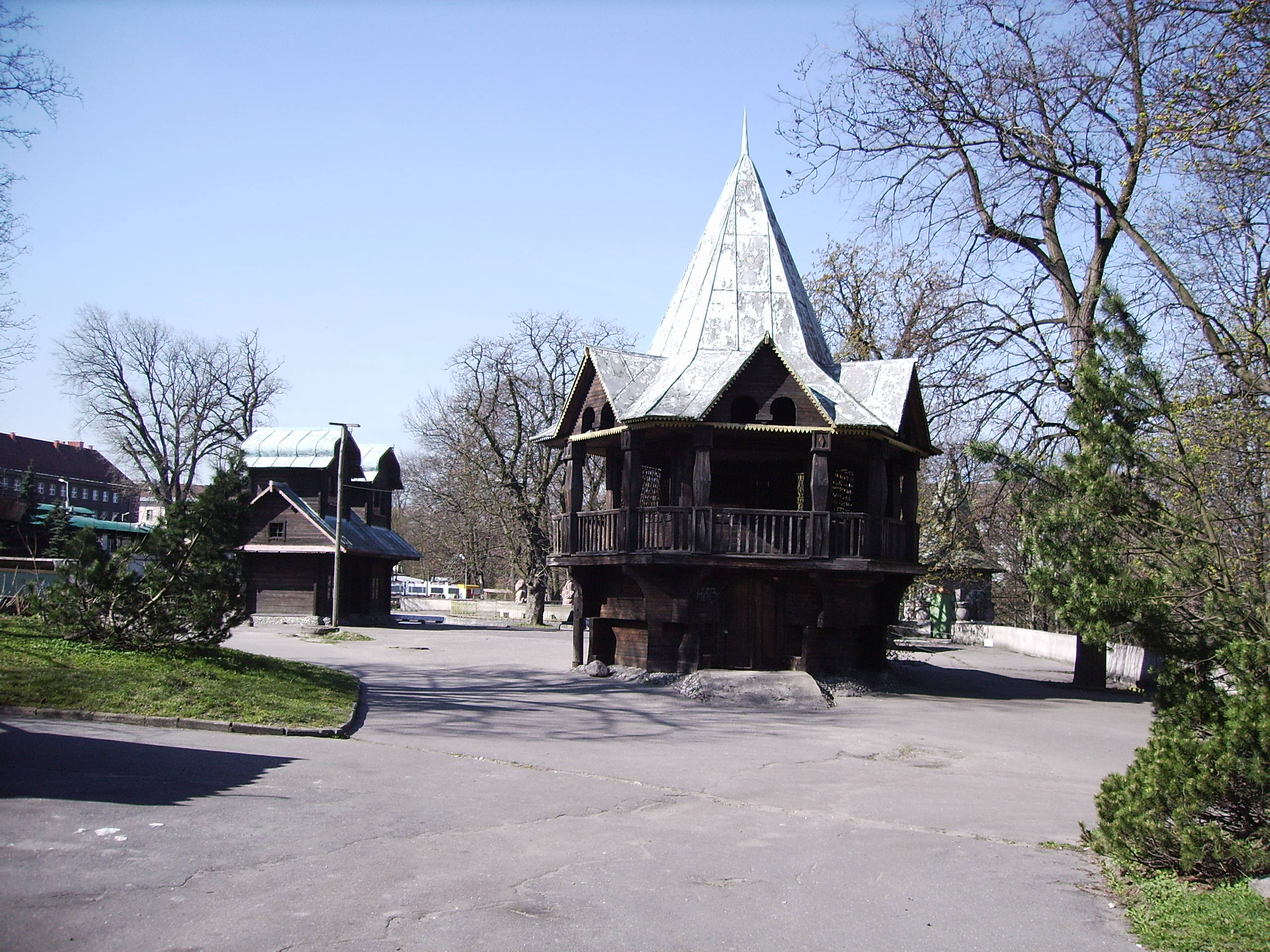
Der russische Märchengarten („russisch Сказочный городок“) im Zoo

Architektur in Kaliningrad beschreibt die Architekturgeschichte der heutigen russischen Stadt Kaliningrad ab 1945. Zwischen 1945 und 1970 gab es verschiedene Wiederaufbauversuche des alten Stadtzentrums in Kaliningrad.
Die ersten Bauten am Prospekt Mira wurden im stalinistischen Zuckerbäckerstil erbaut. Anschließend folgte der sogenannte Chruschtschow-Klassizismus. Beispiel ist der Handelshof Königsberg. Unter Breschnew erfolgte 1965 die Sprengung historischer Gebäude und die Neugestaltung des Zentrums mit dem Haus der Räte, Hotel Kaliningrad sowie dem Haus der Kommunikation. Kaliningrad erfuhr nach dem Erlass des Ministerrates der UdSSR vom 6. November 1968 einen „städtebaulichen Entwicklungsschub“.

## Geschichte
Am 4. Juli 1946 wurde die alte Deutschordensstadt Königsberg zu Ehren von Michail Iwanowitsch Kalinin, dem kurz zuvor verstorbenen Staatsoberhaupt der UdSSR, in Kaliningrad umbenannt.

## Gedenkstätte am Deutschordensring
Am 8. Mai 1945 forderte der Kommandierende General der Königsberger Garnison und Vorsitzende des Militärrates, Kusma Nikitowitsch Galizki, eine Gedenkstätte über dem Massengrab von 1200 bei den Kämpfen gefallenen Soldaten der 11. Gardearmee zu errichten. Das am 30. September 1945 eingeweihte Kriegerdenkmal war der „erste sowjetische Neubau“ in Königsberg. Das Denkmal befindet sich auf einer Bastion der alten Stadtbefestigung in der Nähe des Nordbahnhofes und besteht aus einem halbkreisförmigen Platz, der auf der ehemaligen Bastion angelegt wurde. In der Mitte der Gedenkstätte befindet sich ein 15 m hoher Obelisk aus Granit. Auf den Podesten am Eingang der Gedenkstätte befinden sich die Skulpturengruppen Sturm und Sieg. Die Entwürfe lieferten die Architekten Meltschakow (russisch И. Д. Мельчаков) und Nanuschjan (russisch С. С. Нанушьян), die Reliefs wurden unter der Leitung des Litauer Bildhauers Juozas Mikenas (russisch Юозас Микенас) geschaffen.

Gedenkstätte am Deutschordensring
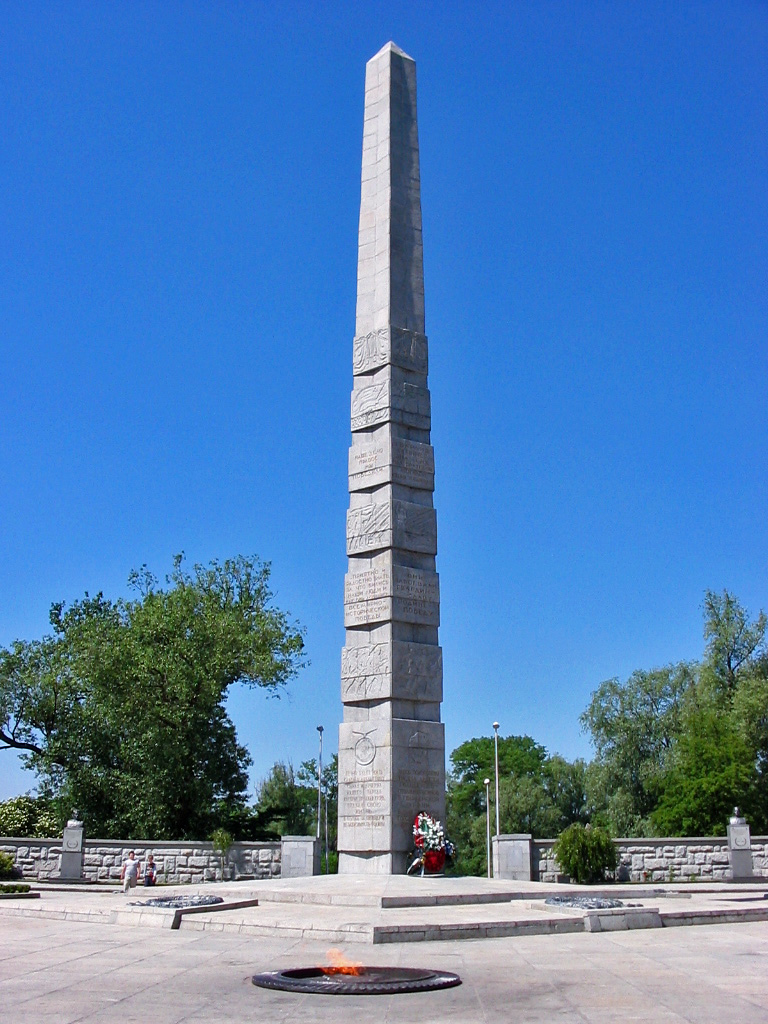
Obelisk für die 1200 Gardisten
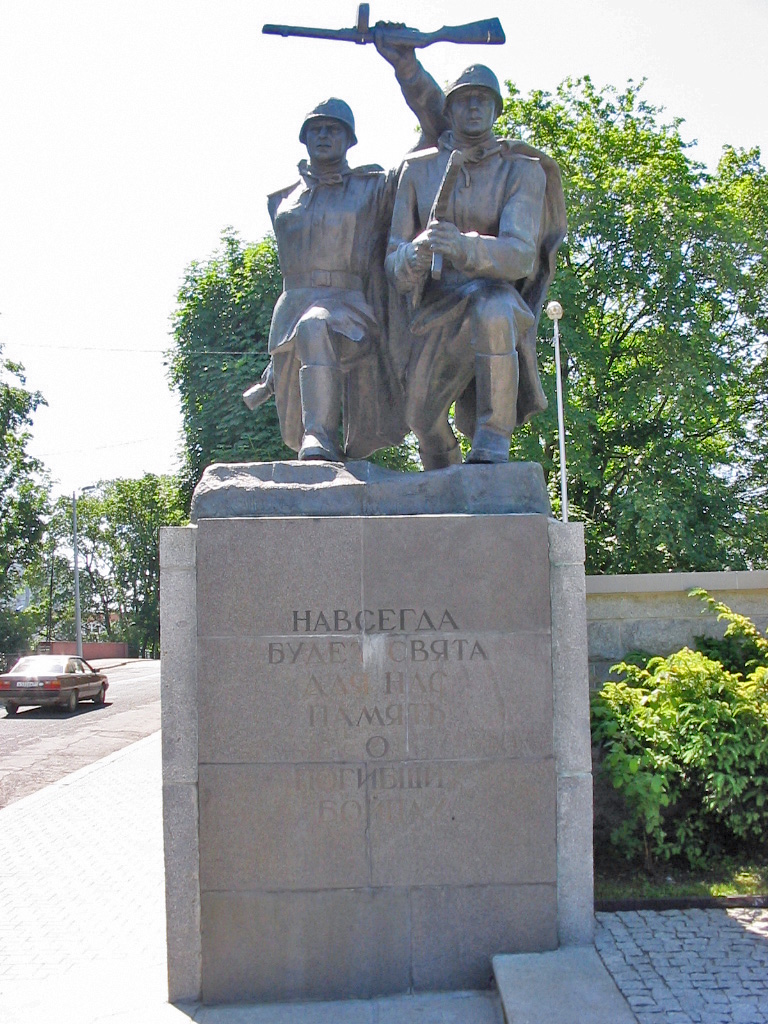
Skulpturengruppe Sieg
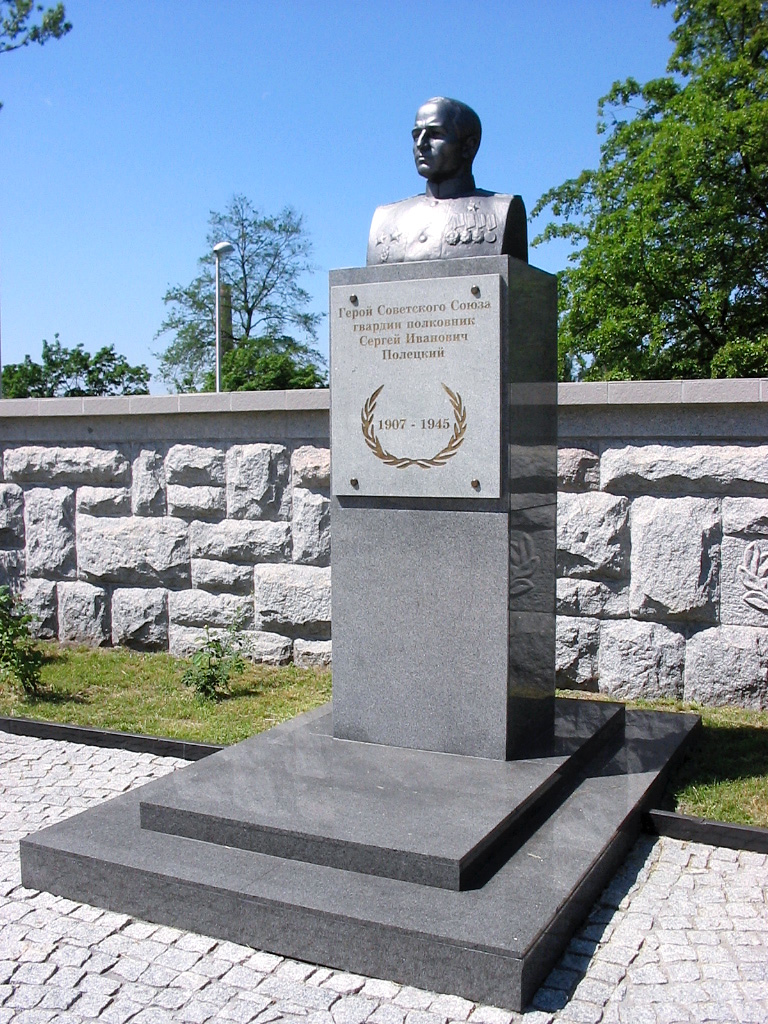
Denkmal
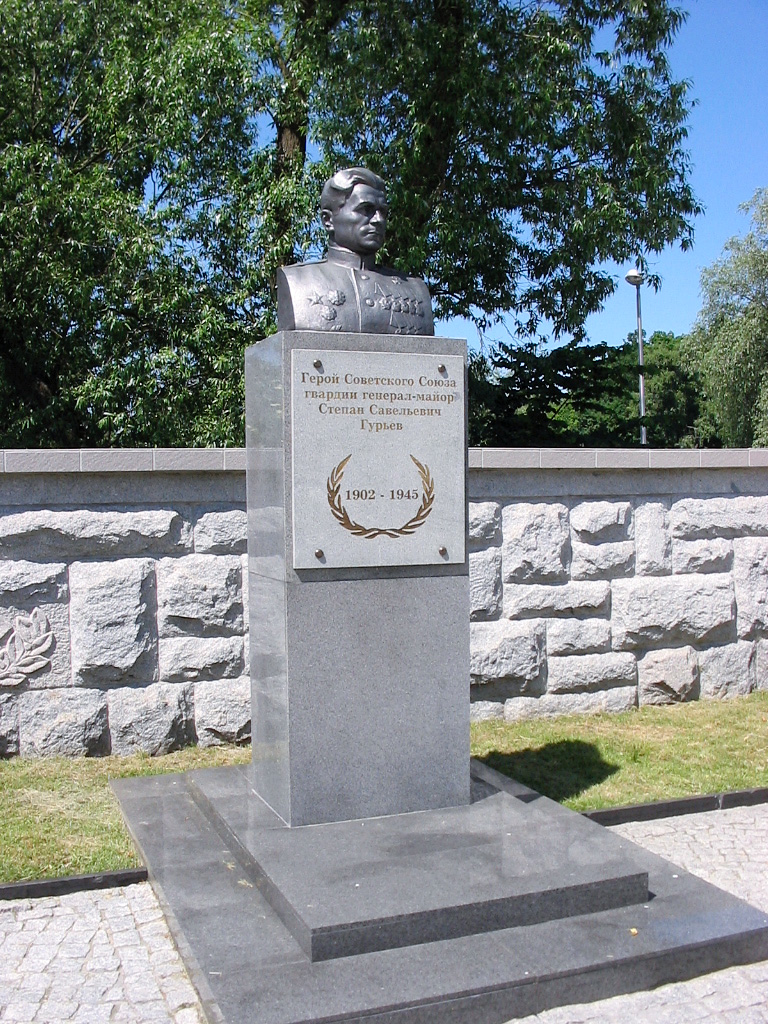
Denkmal
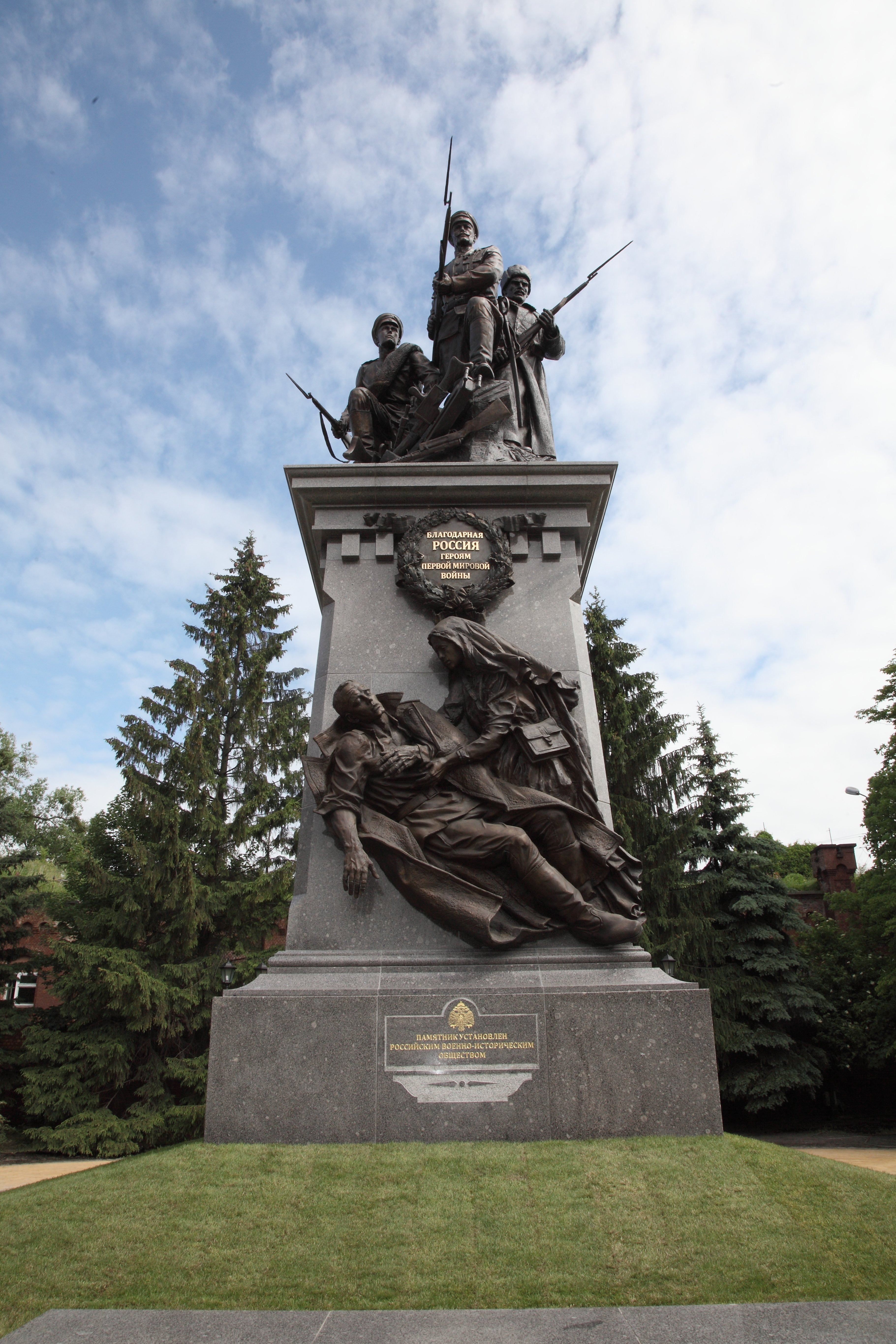
Denkmal

## Wiederaufbaupläne

Wiederaufbau in Königsberg
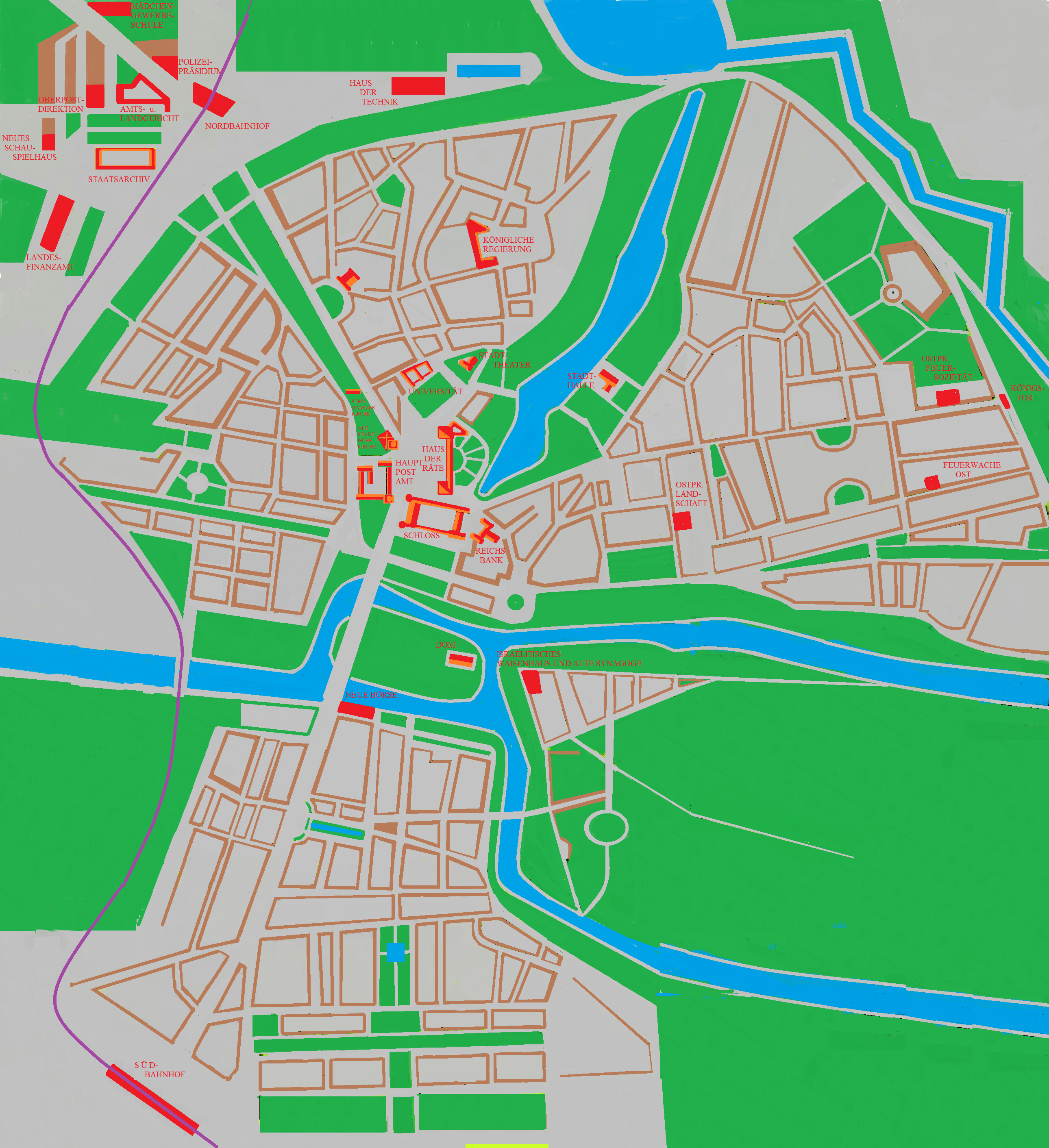
Wiederaufbauplan der Königsberger Altstadt, Entwurf Nawalichin Maksimow 1949
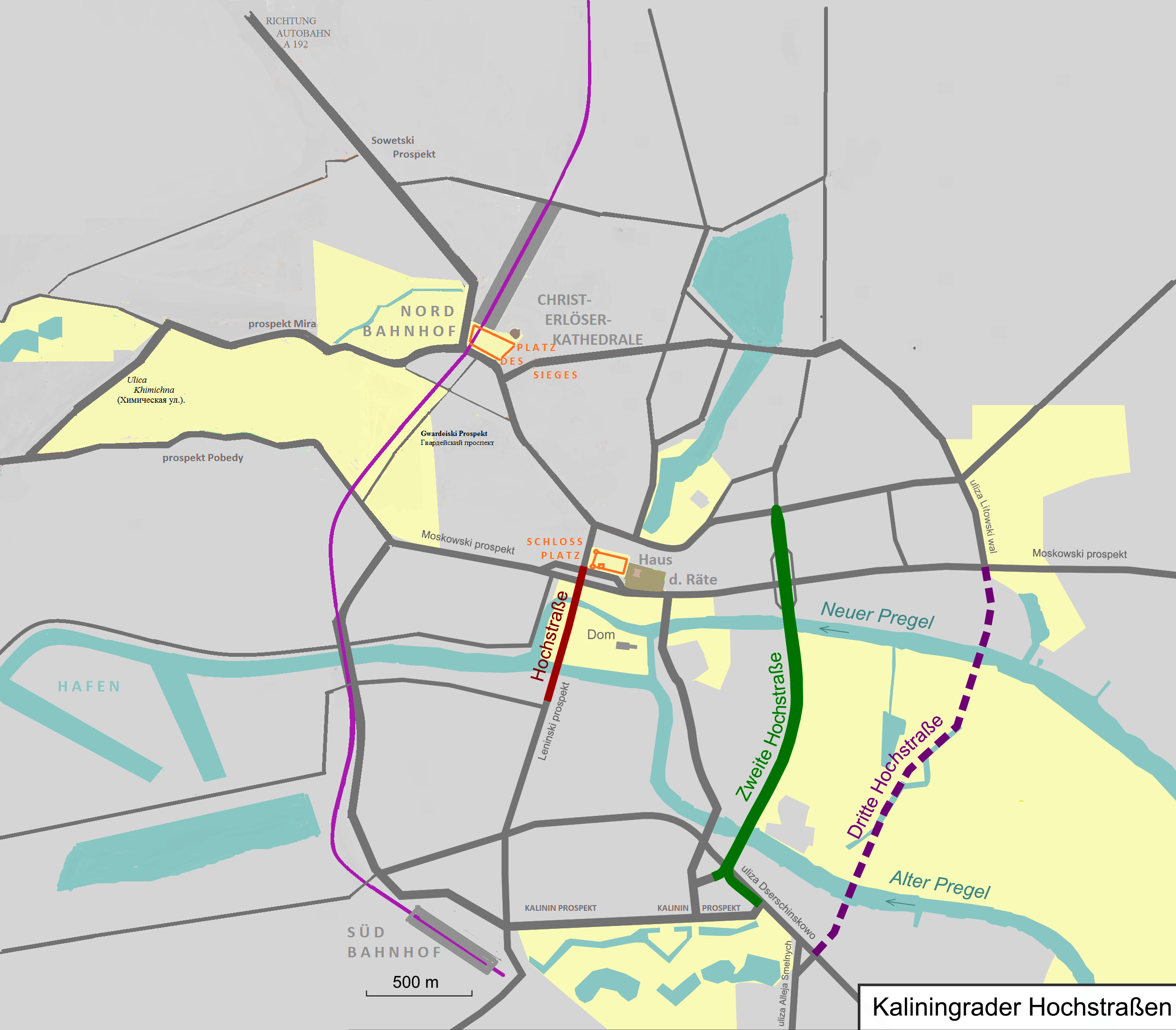
Das neue Stadtzentrum entwickelte sich am Nordbahnhof, am Ploschtschad Pobedy Platz des Sieges
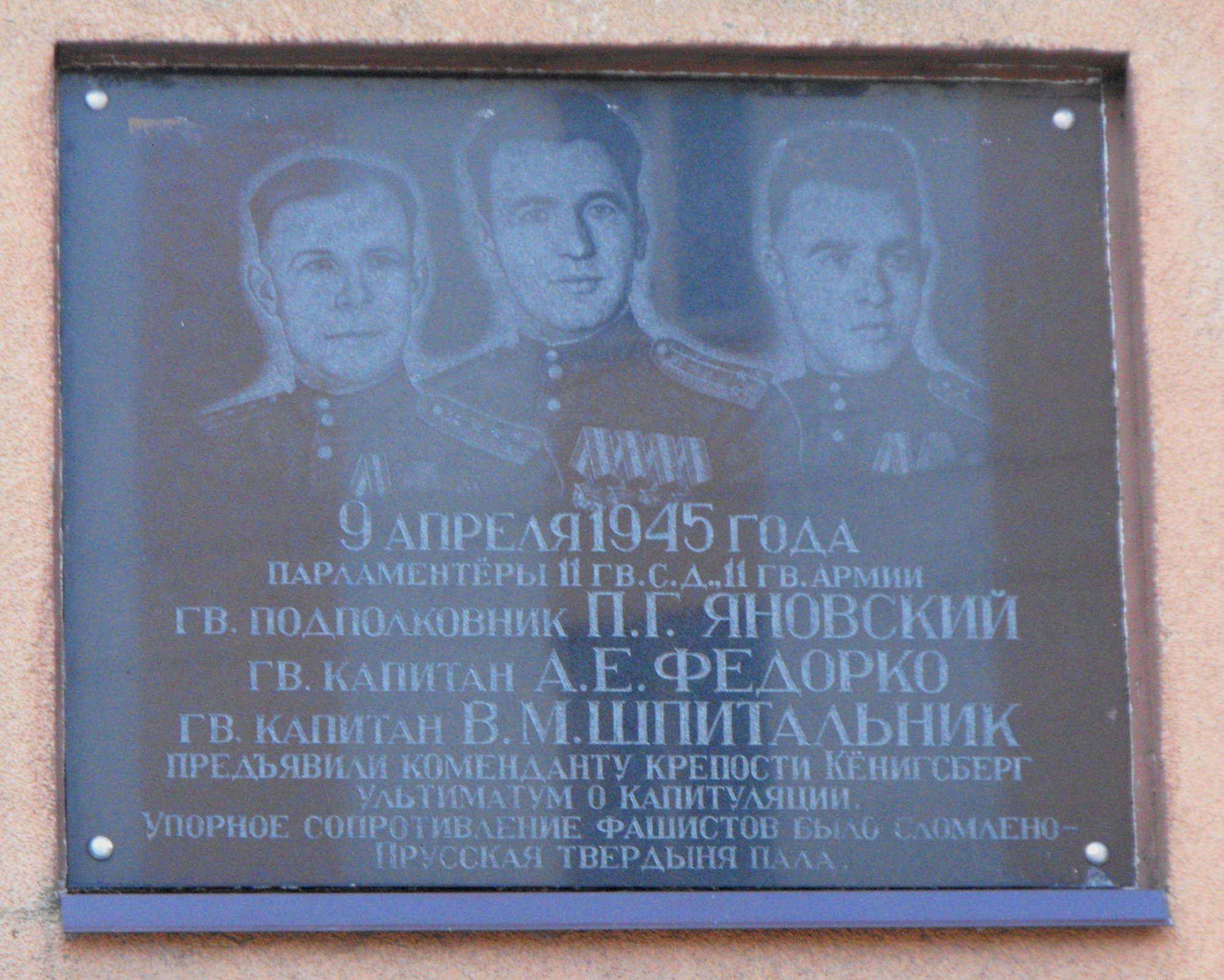
Gedenktafel zu Ehren von P. Janowski (russisch П. Г. Яновский), A.E. Fedorko (russisch А. Е. Федорко) und W. M. Schpitalnikow (russisch В. М. Шпитальников) am Platz des Sieges oder Platz der drei Marschälle

P. Wladimir Timochin (russisch П. Владими́р Тимохин), ab 1946 Chefarchitekt der Gebietskommunalwirtschaft, wollte die Altstadt zum Freilichtmuseum erklären. Ähnlich den Ruinen der Dresdner Frauenkirche, sollte das Königsberger Stadtschloss und die Bauten am Gesecusplatz als Mahnmal erhalten bleiben.
In der unmittelbaren Nachkriegszeit wollte man das alte Stadtzentrum bewusst brachliegen lassen. Das alte Stadtzentrum umfasste den Stadtkern innerhalb der Befestigungsanlagen des 19. Jahrhunderts. Das neue Stadtzentrum sollte laut Timochin auf dem Gelände der abgebrannten Ostmesse neu gebaut werden. Dimitri Tjan (russisch Дмитрий Тьян) war bis 1947–1948 zur Schaffung des Amtes des Chefarchitekten der Stadt Kaliningrad der Hauptverantwortliche für den Wiederaufbau. In einer Analyse der Architektur Ostpreußens und Kaliningrads, beschrieb er den „deutsch-teutonischen Stil“ der Stadt Königsberg. Dimitri Tjan sah im November 1947 als eine der vorrangigsten Aufgaben des Wiederaufbaus die Schaffung neuer Generalpläne für die Städte des Kaliningrader Gebietes.
Maksimow war der erste russische Chefarchitekt der Stadt. Zusammen mit Nawachilin entstand der erste Wiederaufbauplan der Stadt 1949, der die Rekonstruktion der historischen Gebäude vorsah. Nawachilin kam 1947 nach Kaliningrad und wurde 1948 Chefarchitekt der Stadt Kaliningrad bis 1955. Von 1955 bis 1957 war er Leiter der Gebietsverwaltung.
In Nawalichins Schadensplan der Innenstadt wurde der Zustand von 1948 dokumentiert. Dort gab es drei Kategorien: abzutragende Stadtviertel, faktisch abgetragene Stadtviertel sowie erhaltene und erhaltenswerte Gebäude. Als erhaltenswert wurden eingetragen: Das Gebäude der Deutschen Bank (früher Norddeutsche Kreditanstalt) von 1910 und Dresdner Bank (früher Ostbank für Handel und Gewerbe), das Post- und Telegraphenamt am Gesekusplatz, das Gebäude der Universität am Paradeplatz, das Otto-Braun-Haus, das Regierungsgebäude an der Königsstraße, die Baugewerkeschule, das Park-Hotel, die Stadthalle und die Börse. Am Hansaplatz standen noch alle Vorkriegsbauten wie der Nordbahnhof, das Land- und Arbeitsgericht, der Handelshof, das Polizeipräsidium sowie das Landesfinanzamt. Der Hansaplatz wurde 1946 als Gegenstück zum „Schloss der drei Könige“ auch „Platz der drei Marschälle“ genannt und es wurde dort eine Gedenktafel zu Ehren von P. Janowski (russisch П. Г. Яновского), A.E. Fedorko (russisch А. Е. Федорко) und W. M. Schpitalnikow (russisch В. М. Шпитальника) angebracht.
Das Königsberger Schloss gilt, ebenso wie alle Kirchen, als faktisch abgetragen. Das Schloss war bei den Luftangriffen ausgebrannt, der Glockenturm hatte die Luftangriffe zwar unbeschadet überstanden, bei der Einnahme Königsbergs wurde er jedoch schwer beschädigt. 1953 wurde der einsturzgefährdete Glockenturm der Schlosskirche gesprengt. Die Ruine der Schlosskirche war durch die beidseitigen Streben und die beiden Rundtürme aus der Zeit der Renaissance noch standsicher und verblieb zusammen mit den Ruinen des schlossartigen Post- und Telegraphenamts und des Kneiphöfischen Doms erhalten. Die Sprengung der Schlosskirchenruine erfolgte 1965, die des Postamts erfolgte 1960.

## Architekturgeschichte
Unter Nawalichin entstanden nun folgende Bauten im sozialistischen Neoklassizismus:

### Stalinistischer Zuckerbäckerstil bis 1953

#### Nordwesten Kaliningrads: Prospekt Mira und Seitenstraßen
Der Nordwesten Kaliningrads zeigt die Architektur des sozialistischen Neoklassizismus, auch als „(Stalinistischer) Zuckerbäckerstil“, „Stalingotik“ oder „Stalin-Empire“ bezeichnet. Die Beispiele für Architektur im sozialistischen Neoklassizismus erscheinen in ihrer Reihenfolge beginnend bei der Waggonfabrik über den Prospekt Mira (Stalingrader Prospekt) und dessen Seitenstraßen bis zum Sowjetski-Prospekt.
Nawachilin reichte 1949 seine Entwürfe für den Stalingrader Prospekt bei der Verwaltung für Architektur in Moskau ein. Nawachilin wollte den ehemaligen Hansaring zum städtischen Demonstrationsplatz umgestalten. Der westlich an den Platz anschließende Teil des Stalingrader Prospektes sollte umgebaut werden. Die Altbausubstanz mit ihrer neoklassizistischen und wilhelminischen Bebauung entsprach der sowjetischen Vorstellung vom sozialistischen Klassizismus. Zentrum sollte das Theater sein, dessen Wiederaufbau im Stil des Neoklassizismus schon 1947 vom Ministerrat der RSFSR entschieden wurde. In einer Sitzung am 3. Dezember 1949 in Moskau wurden Nawachilins Entwürfe gebilligt.
Waggonbauerstraße/ul. Wagonostroitelnaja
Die Gebäude im Norden der Waggonfabrik an der Waggonbauerstraße/ul. Wagonostroitelnaja (russisch ул. Вагоностроительная), Ecke Radischtschew-Straße/ul. Radischtschew (russisch ул. Радищев) sind mit Säulen, Pilastern und kräftigen Stuck-Elementen geschmückt.
Die Waggonbauerstraße und Radischtschew-Straße waren in der Vorkriegszeit die Wiebestraße und Arndtstraße. Das heutige Gebäude an der Waggonbauerstraße/Ecke Radischtschew-Straße ist die erhalten gebliebene Scheffnerschule in Ratshof, die im Stil des sozialistischen Neoklassizismus umgebaut wurde und erneut in vollem Schulbetrieb ist.
Friedensallee/Prospekt Mira (ehemals Hufenallee)
Der Prospekt Mira sollte als eine homogene, stalinistische Paradestraße entstehen. Der Stadtarchitekt Nawalichin erhob diesen Prachtboulevard zur erstrangigen Bauaufgabe der Stadt. Der Stalingradski-Prospekt, heute Prospekt Mira, war die eigentliche Hauptstraße Kaliningrads in den Jahren des Spätstalinismus. Er entstand aus der Zusammenlegung des Königsberger Hansarings vom Amts- und Landgericht bis zum Neuen Schauspielhaus mit der Hufenallee und dem Hammerweg.
Die überdurchschnittlich breite Straße ist ein Prachtboulevard, gesäumt von jeweils groß dimensionierten Wohnblöcken mit bis zu 5 Stockwerken. Die Fassaden zeigen an vielen Stellen Zitate antiker Einzelformen wie dorische oder ionische Säulen, Ziergiebel mit Architrav oder Friese.
Sowjetischer Prospekt/Sowjetski-Prospekt
Eine lange Gebäudezeile am Sowjetski-Prospekt wurde im Stil des sozialistischen Klassizismus errichtet, ist fünfgeschossig und zeigt auf Nr. 82 einen klassischen Turm mit Säulenumgang.
Karl-Marx-Straße/ul. Karla Marksa
Eine lange Gebäudezeile an der Karl-Marx-Straße Nr. 57–63 (russisch ул. Карла Маркса) wurde im Stil des sozialistischen Klassizismus errichtet.
Kommunale Straße/ul. Kommunalnaja
Eine lange Gebäudezeile an der Kommunalen Straße 25 (russisch ул. Коммунальная) wurde im Stil des sozialistischen Klassizismus errichtet mit Eckturm, Pilastern und Schaugiebeln.
Tschaikowski-Straße/ul. Tschaikowskogo
Eine lange Gebäudezeile an der Tschaikowski-Straße 2 (russisch ул. Чайковского) wurde im Stil des sozialistischen Klassizismus errichtet. Das Gebäude ist mit Festons, Girlanden, Gesimsen und Pilastern geschmückt. Die Fenster tragen Bekrönungen mit Segmentbögen und Dreiecksgiebeln.
Georgi-Dimitrov-Straße/ul. Georgija Dimitrowa
Eine lange Gebäudezeile an der Georgi-Dimitrov-Straße 5–19 (russisch ул. Георгия Димитрова) wurde im Stil des sozialistischen Klassizismus errichtet. Vier Kolossalpilaster tragen ein Giebeldreieck. Die Konsolen der Balkone sind reich geschmückt.

#### Süden Kaliningrads: Baltische Rayon und Seitenstraßen
Das zweite, kleinere Stadtzentrum des neuen Kaliningrad (neben dem ehem. Hansaring im Nordwesten des ehemaligen Königsbergs) bildete das ehemalige Ponarth, das in Dimitrowo umbenannt wurde.
Kiewer Straße/ul. Kiewskaja
Die Gebäudezeilen an der Kiewer Straße 125–130 und 131–135 (russisch ул. Киевская) wurden im Stil des sozialistischen Klassizismus errichtet. Die Fenster in der Kiewer Straße wurden mit Fensterbekrönungen mit Segmentbögen und Dreiecksgiebeln ausgestattet.
Eisenbahner Straße/ul. Schelesnodoroschnaja
Die Gebäudezeilen an der Eisenbahner Straße 49–56 (russisch ул. Железнодорожная) wurden im Stil des sozialistischen Klassizismus errichtet. Der Gebäudekomplex wurde gegenüber dem Kaliningrader Brandenburger Tor erbaut. Es sind Städthäuser im Stil des sozialistischen Klassizismus, die torartig die Stadtausfahrt in Richtung Brandenburg (am Frischen Haff), einrahmen. Die Attiken schmücken Balustraden. Die Fenster wurden mit Fensterbekrönungen mit Segmentbögen und Dreiecksgiebeln ausgestattet.
Bolschewisten-Gasse/ul. Bolschewistskaja
Das ehemalige Haberberger Gemeindehaus an der Bolschewistengasse 2–6 (russisch ул. Большевистская), das Wladimir Woronow zum Kindergarten Jantar (Bernstein) umbaute, wurde im Stil des sozialistischen Klassizismus errichtet.
Baltischer Rajon/Baltijski rajon
Im Baltischen Rajon entstand ein Kulturpalast mit großem Portikus, eine Markthalle und das Kino Heimat. Diese befinden sich am Straßenabschnitt östlich der Bahnstation von Dimitri (russisch Дмитрий (Калинингра́д)).
Leninski-Prospekt
Die Gebäudezeilen am Leninski-Prospekt Nr. 29–37 wurden im Stil des sozialistischen Klassizismus errichtet.

#### Theatergebäude
Das Neue Schauspielhaus zeigt die ganze Prachtliebe der „stalinistischen Ära“. In Moskau herrschte in den 1950er Jahren die „Prunkliebe der Stalinzeit [und] eine neoklassizistische Architekturauffassung“. Da es sich um einen öffentlichen Bau handelte, wurden die Entwürfe vom Projektierungsbüro Giprotheater in Moskau angefertigt, wie in preußischer Zeit die Entwürfe der Regierungsbauten und Schulen in Berlin entwickelt wurden. Architekt war Atanow aus Moskau. Vorbild war das Moskauer Bolschoi-Theater. Der Portikus ist daher „eines dieser Prachtstücke aus Moskau“.

Stalinistischer Zuckerbäckerstil in Königsberg
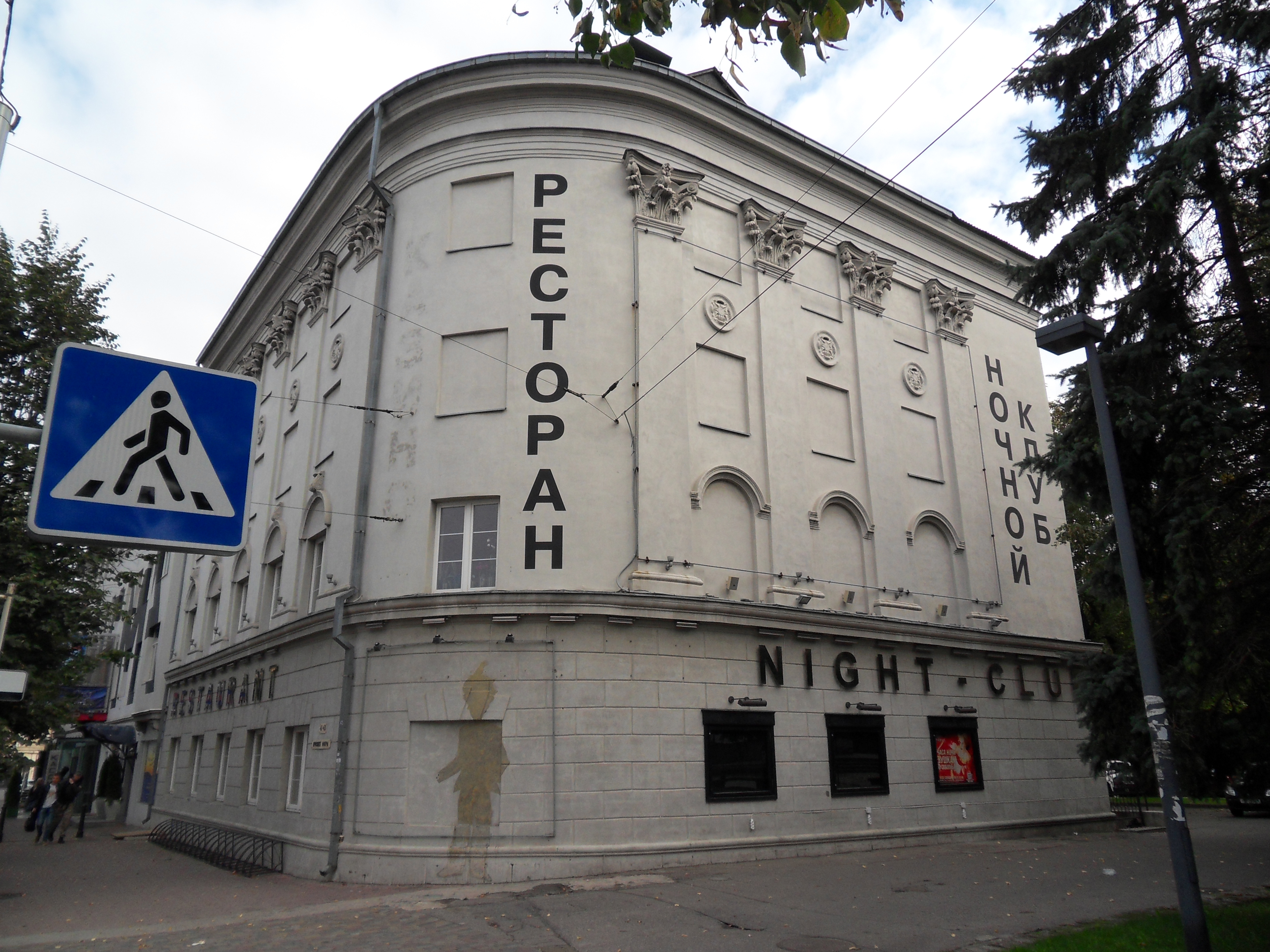
Filmtheater Sarja, Prospekt Mira
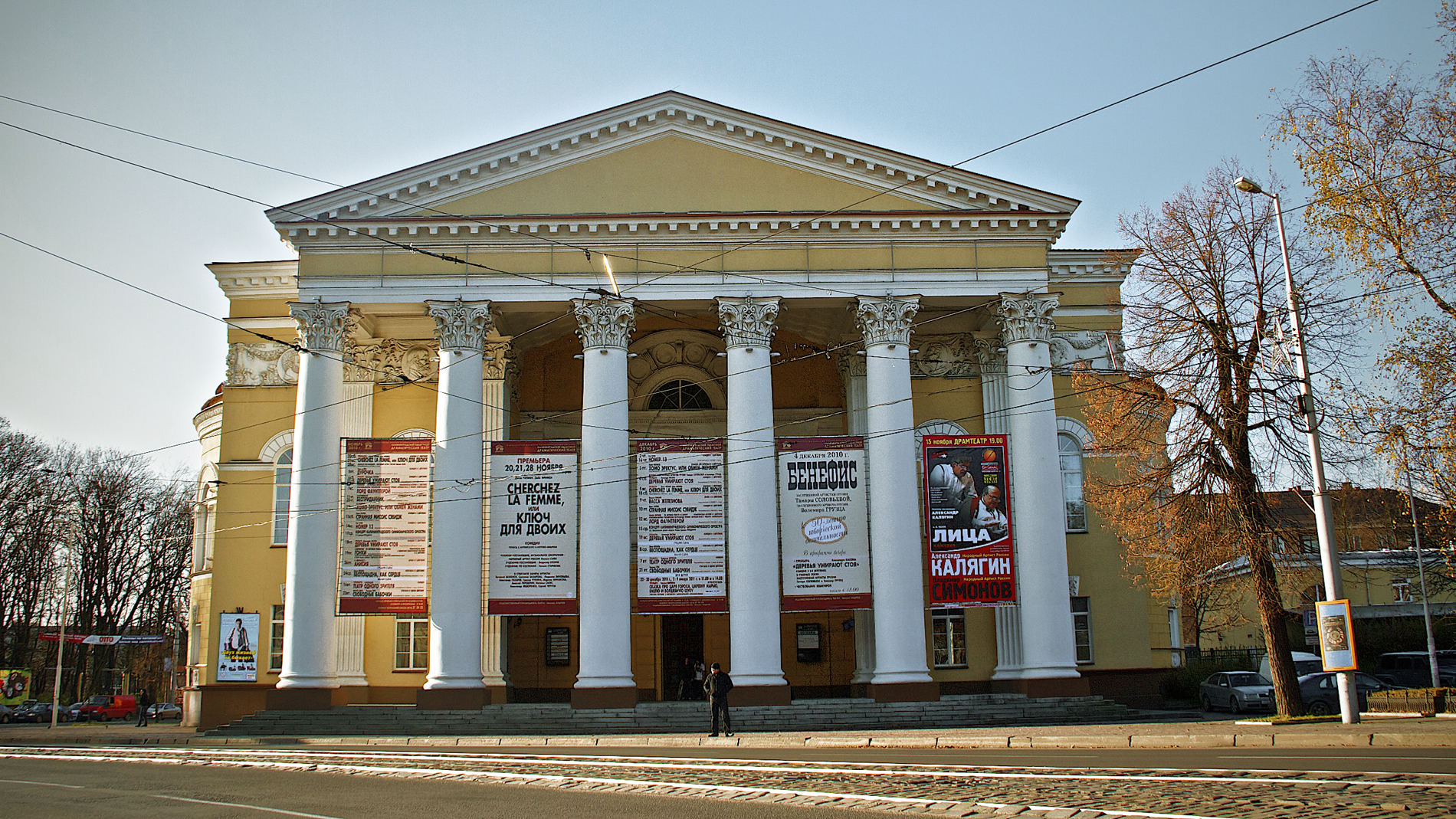
Schauspielhaus, Mittelbau
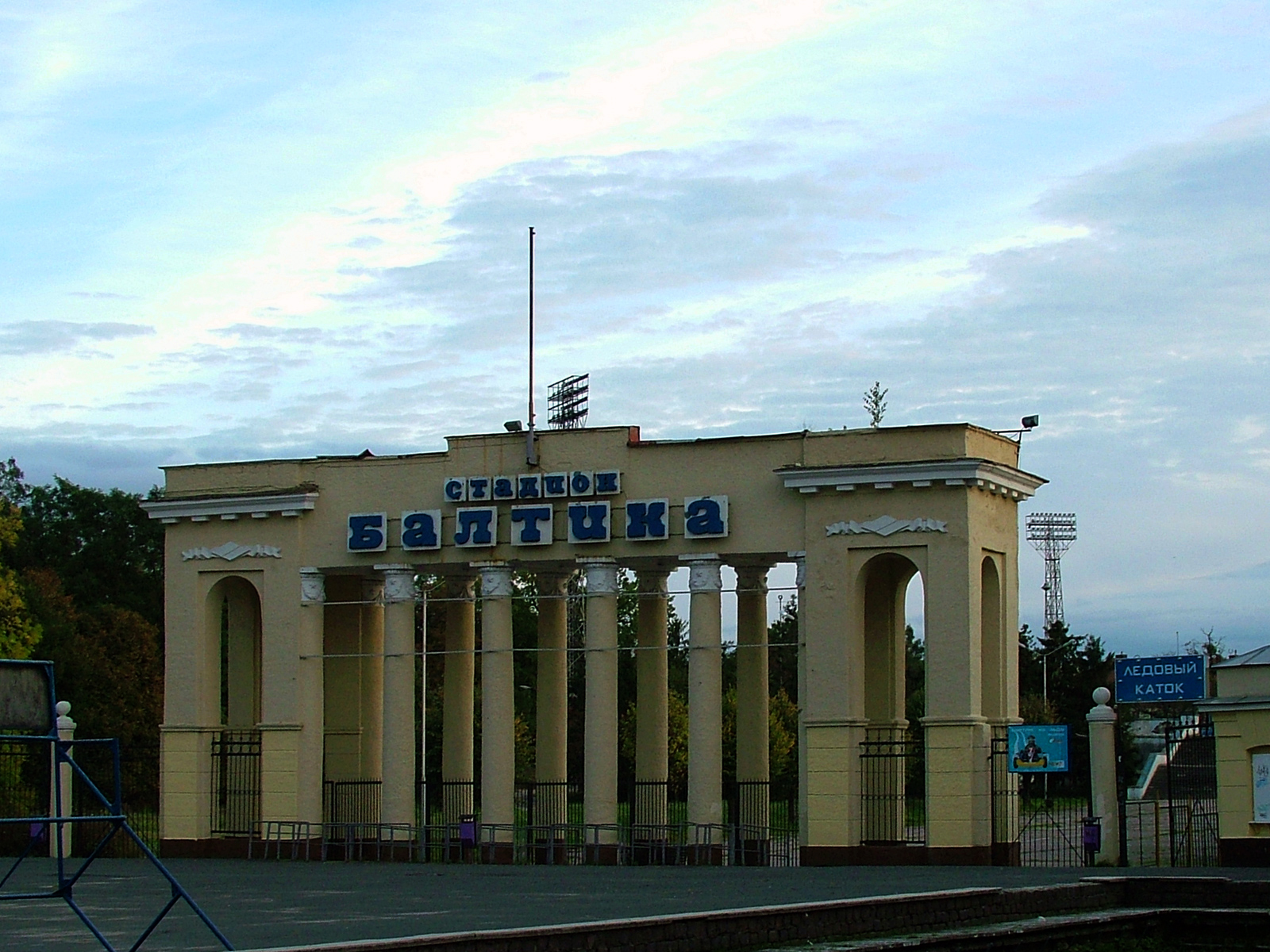
Stadion Baltika

### Chruschtschow-Klassizismus ab 1953
Die Regierungszeit von Chruschtschow stellte „sich für die Architektur von Kaliningrad als eine Architekturperiode dar,“ welche von einer Baureform und einer fundamentalen Umorientierung der Architektur gekennzeichnet war. In Kaliningrad erfolgte durch Chruschtschow der Übergang vom teilindustriell gefertigten, spätstalinistischen Wohnhaus zum schmucklosen Typenhaus aus Betongroßblöcken, der sogenannten „Chruščevka“. Ein Beispiel für diese industrielle Massenbauweise unter Chruschtschow ist das Mikrorayon Nr. 1 im Kaliningrader Stadtzentrum, erbaut nach dem Vorbild der Moskauer Siedlung Novye Ceremuski.
Die Fassaden öffentlicher Gebäude um 1960 zeigten eine „klassizistische Tendenz“. Die „Architektur des Chruschtschow-Klassizismus“, war ein Stil, der „klassizistische Motive mit modernen verwob“. In diesem Stil wurde das Haus der Gewerkschaften und der Handelshof Königsberg errichtet. Der Handelshof erhielt eine Betonung der Vertikalen durch aufgeputzte Lisenen, ähnlich dem „Tempel-Motiv“.

Chruschtschow-Klassizismus in Königsberg
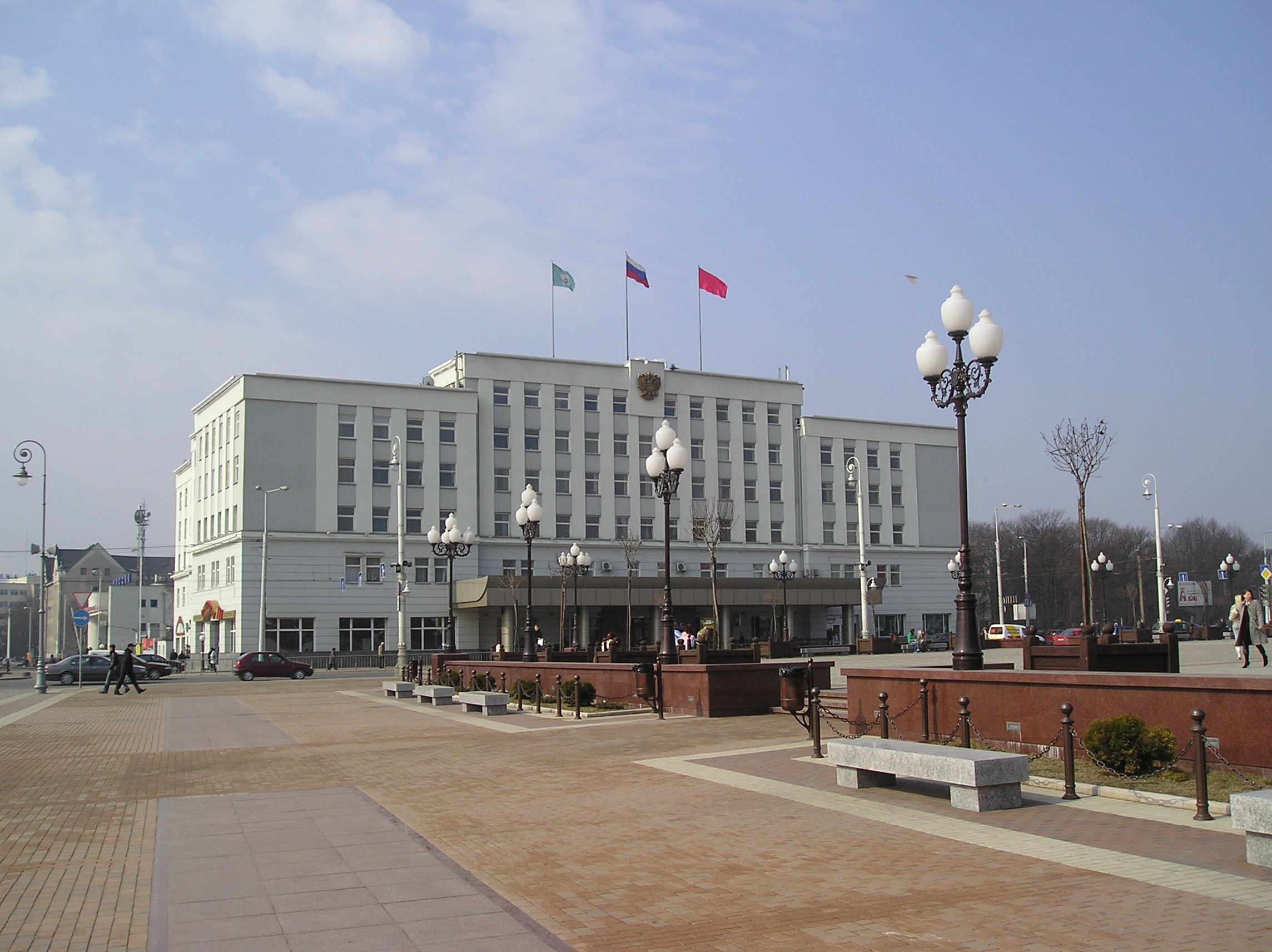
Früher Handelshof, heute Rathaus
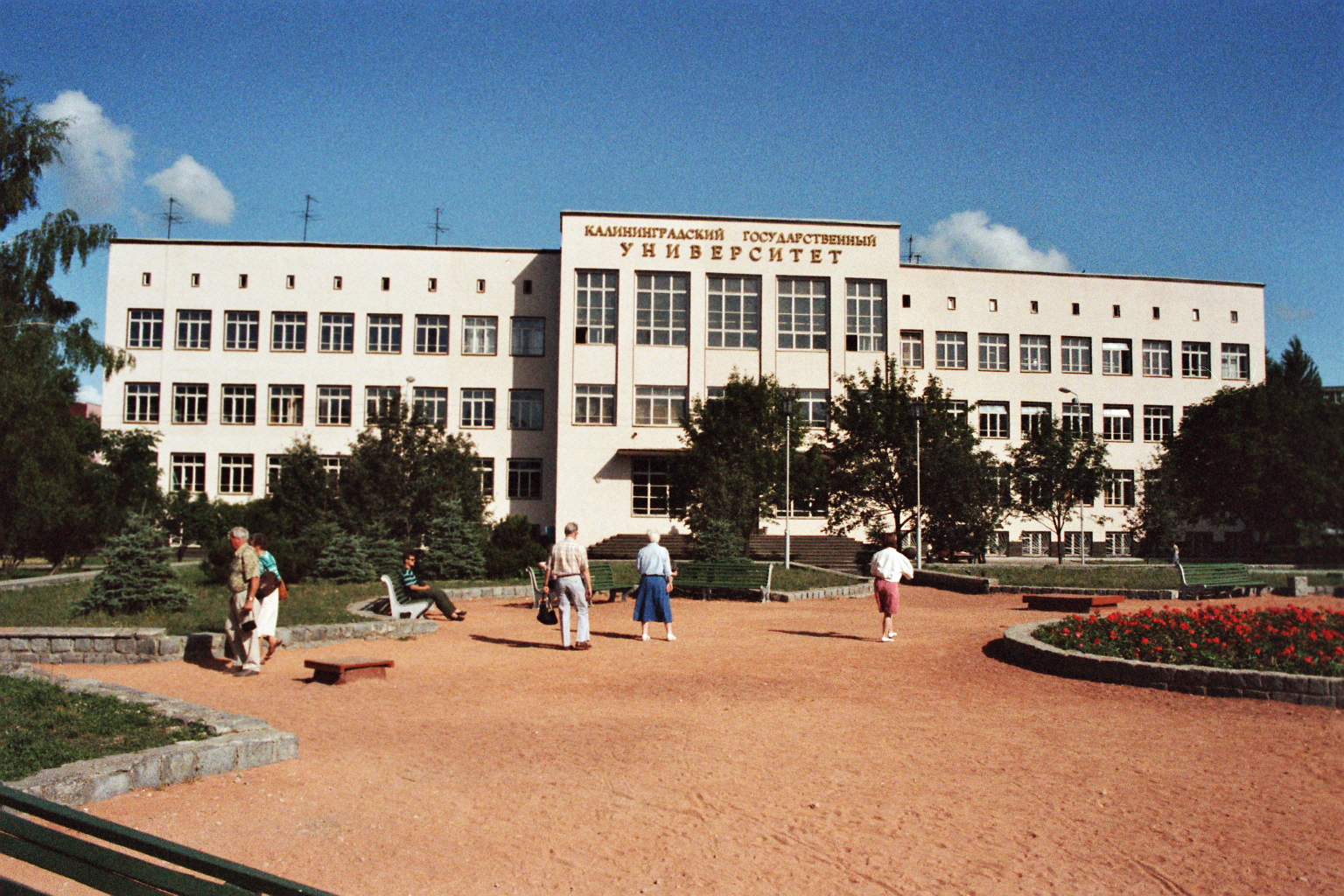
Früher Albertina, heute Kant-Uni.

### Breschnew: „Akropolis der Moderne“ ab 1964
In der ersten Aufbauphase wurden noch die Reste aus deutscher Vergangenheit wiederhergestellt. Folgende Gebäude wurden wieder aufgebaut:
- Neue Börse (Kaliningrad)
- Bernsteinmanufaktursgebäude
- Gebäude des ehemaligen Polizeipräsidiums
- Reichsbahndirektionsgebäude
- Ostpreußische Generallandschaftsdirektion
- Land- und Amtsgerichtsgebäude
- Gebäude der früheren Hindenburg-Oberrealschule
- Gebäude Händelstraße 5, Mittelbau

In der ersten Aufbauphase rekonstruiert
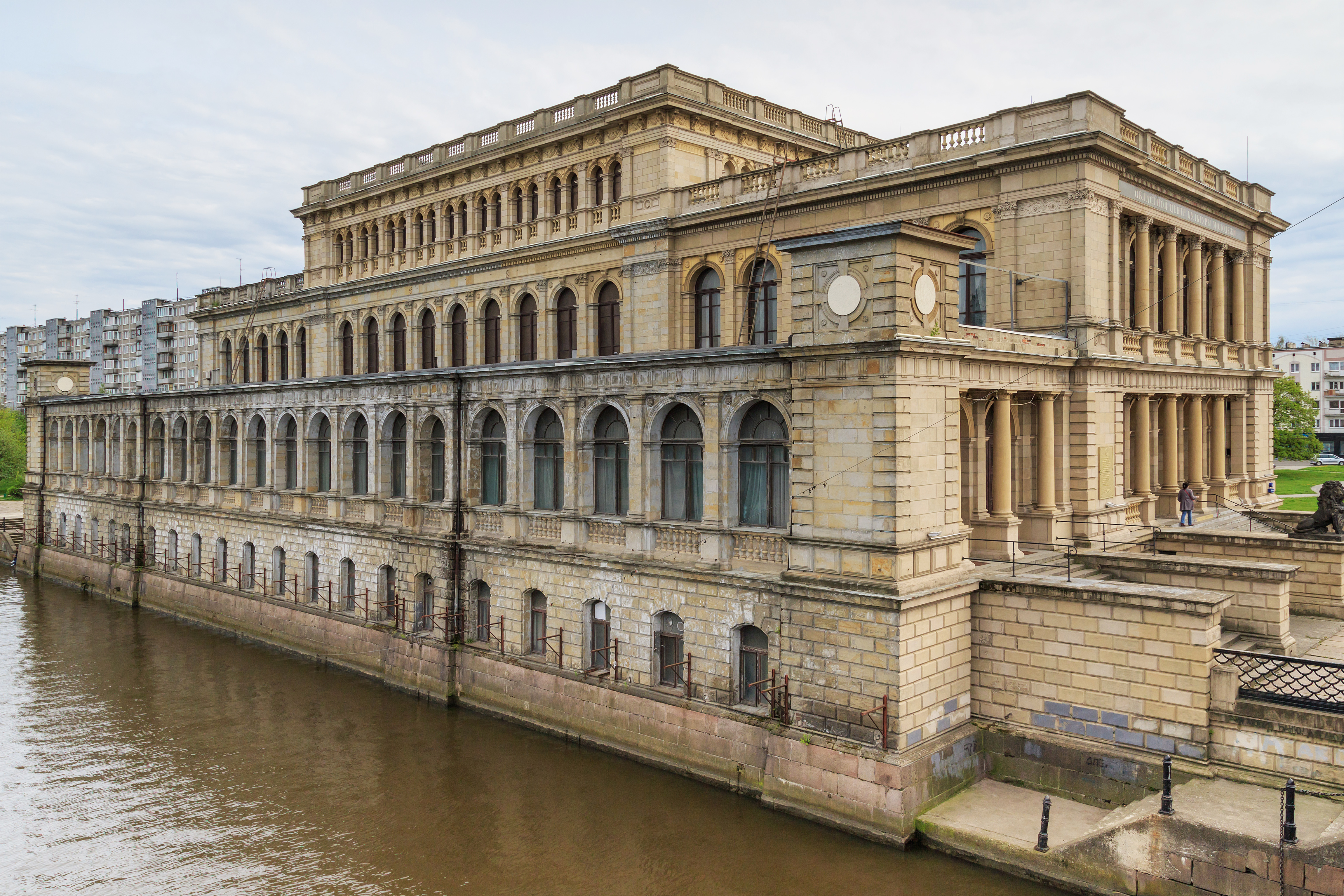
Neue Börse
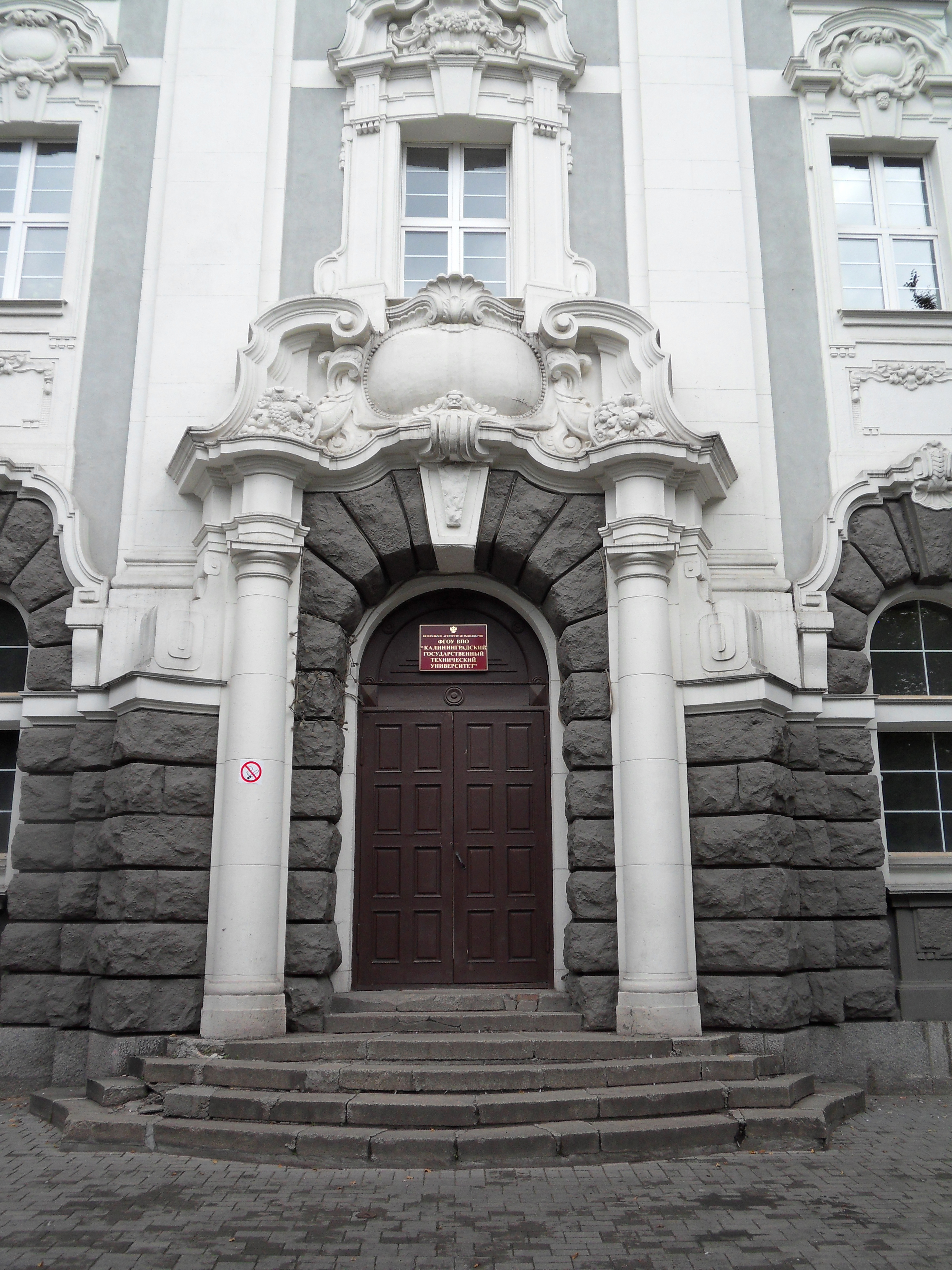
Gerichtsgebäude, Barock-Portal
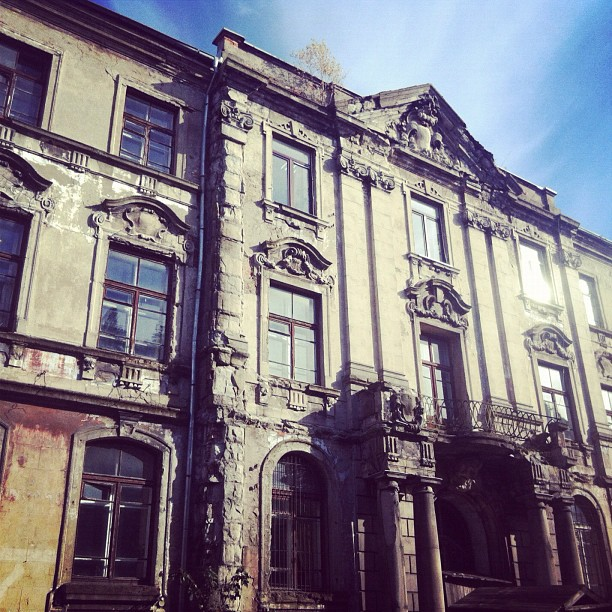
Ostpreußische Generallandschafts- direktion, Mittelbau.
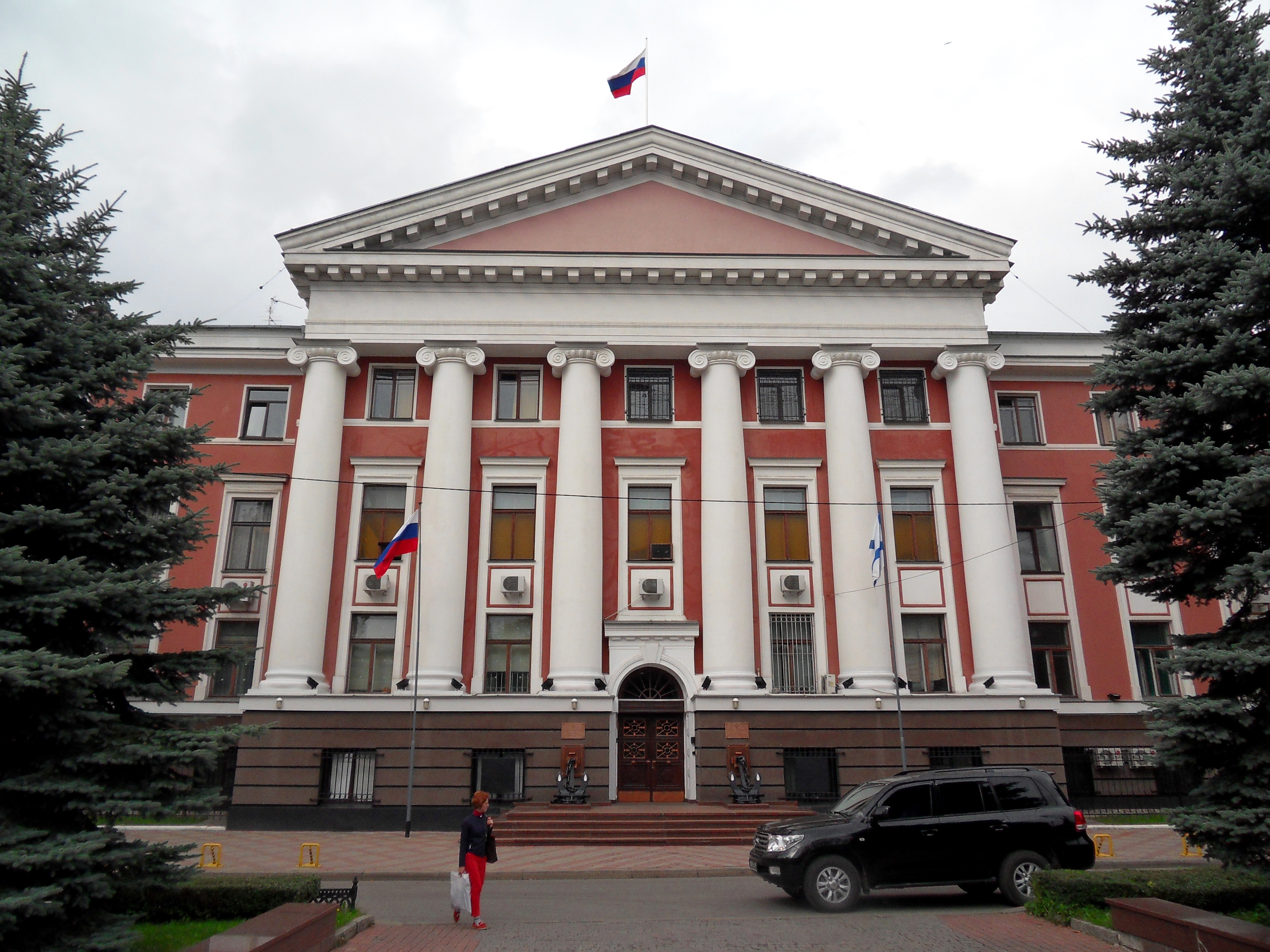
Oberpostdirektion, Mittelbau.
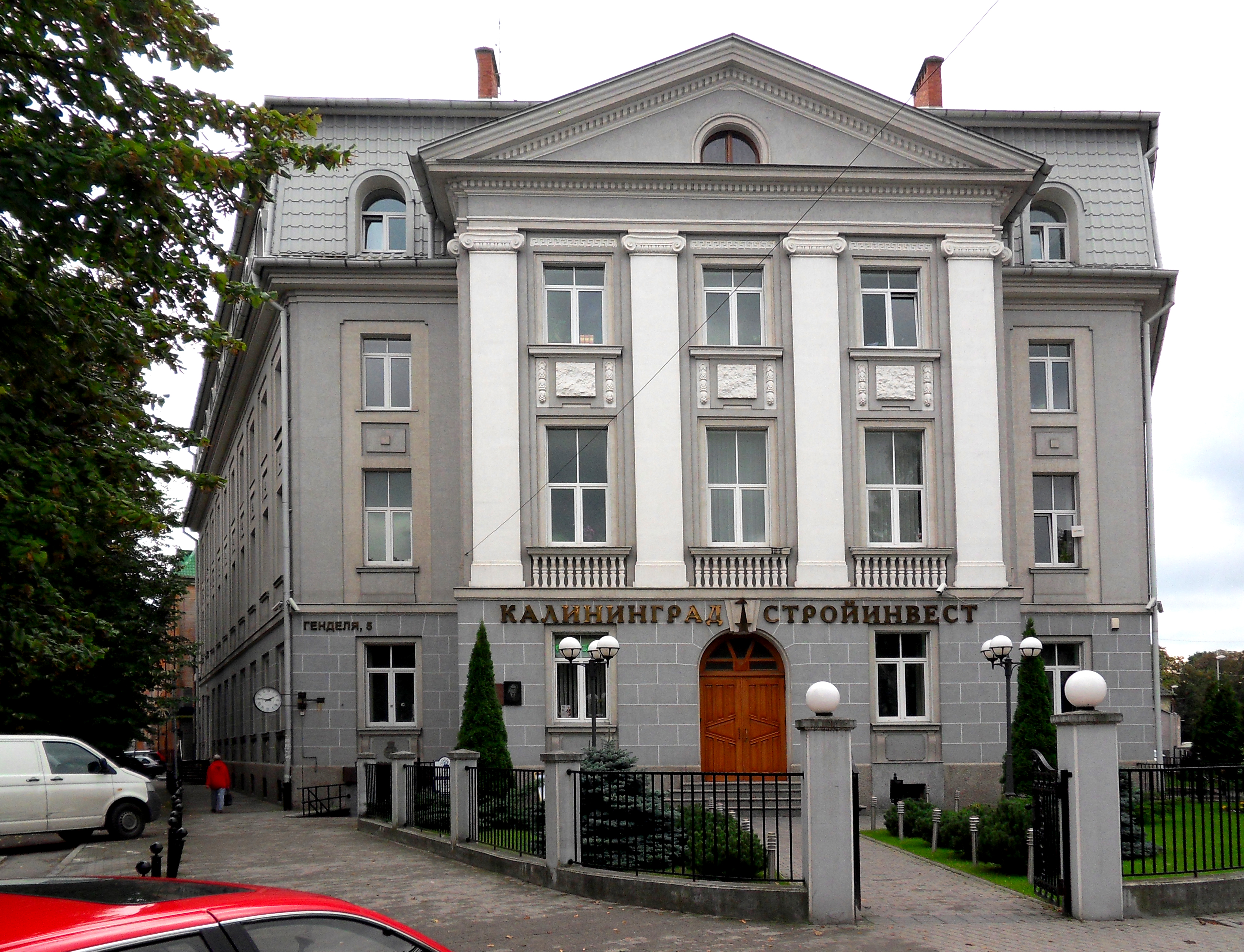
Gebäude Händelstraße 5, Mittelbau.
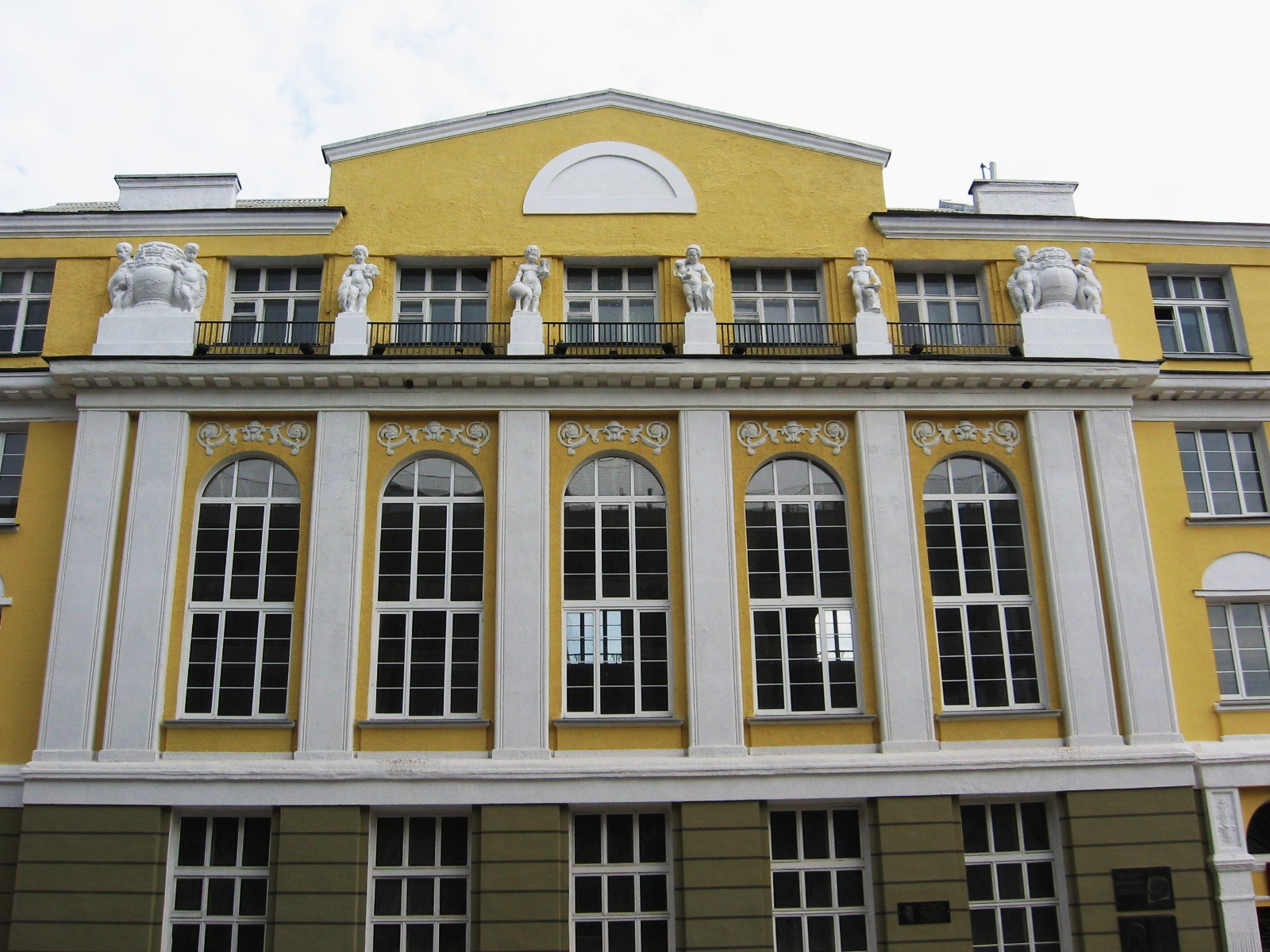
ehem. Hindenburg-Oberrealschule

Als jedoch Anfang der 1960er Jahre die erste Etappe des Wiederaufbaus abgeschlossen war, begann man die noch vorhandenen Reste abzureißen. Daher wurden sämtliche Kirchenruinen abgetragen.
1964 fand eine Konferenz zur Bebauung des Stadtzentrums statt, die eine zweite Etappe im Aufbau von Kaliningrad zur Folge hatte. Dabei entstand das Planungsinstitut „Kaliningrader Gebietsplanungskontor“ für die Oblast Kaliningrad (OBL-Projekt, Kaliningradskaja oblastnaja proektnaja kontora). Daraus entwickelte sich später das „Kaliningrader Projektierungsinstitut für ziviles Bauen und die Planung und Errichtung von Städten und Siedlungen“ (Kaliningradgraschdanprojekt) Chefarchitekt des Kaliningradgraschdanprojekts war von 1964 bis 1967 Soskin. Die Sympathie für das Königsberger Schloss in Kaliningrad und der dabei entstandene Konflikt um dessen Ruine wurde 1965 durch Leonid Breschnew beendet, als dieser die unverzügliche Sprengung der Ruine anordnete. Nach der Sprengung des Schlosses wurde nun die historische Stadtmitte um Schloss- und Gesecusplatz neu gestaltet. Einst wurde die Stadtsilhouette Königsbergs durch drei markante Türme geprägt, die ihre Inspiration aus der Architektur der Kreuzritter bezogen: Der Schlossturm von Stüler, der Turm des Telegraphenamtes von Heitmann am Gesekusplatz sowie der Kirchturm der Altstädter Kirche von Schinkel. Diese Bauten korrespondierten miteinander, so war das Post- und Telegrafenamt mit seinem hohen Eckturm die „architektonische Antwort auf das Schloss“.

Stadtbildprägende historische Türme
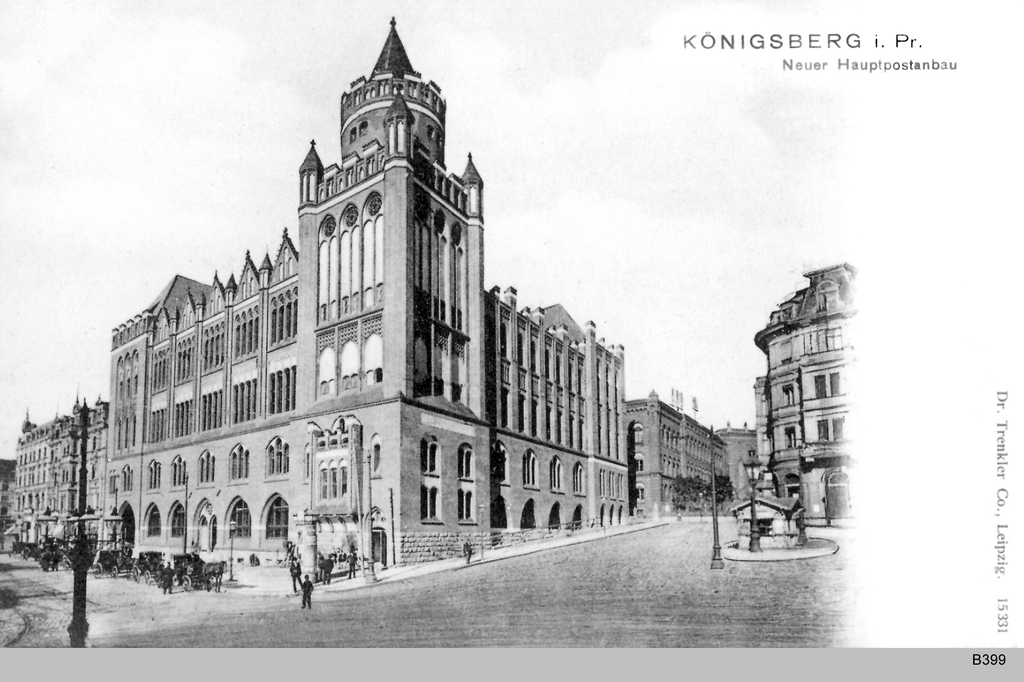
Hauptpost und Telegraphenamt
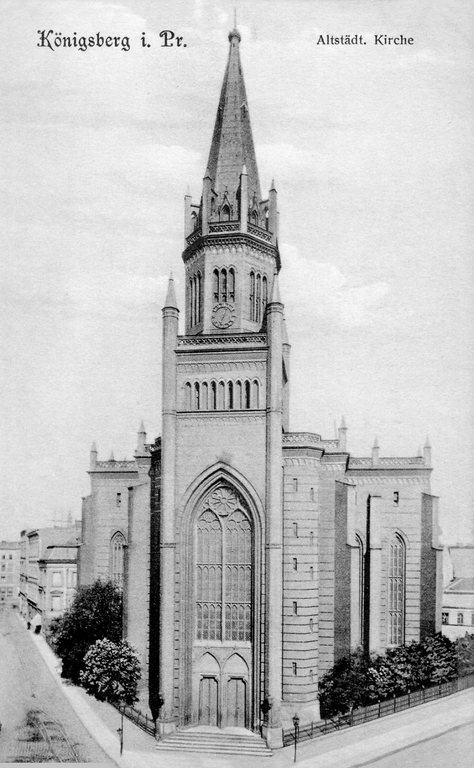
Altstaedtische Kirche
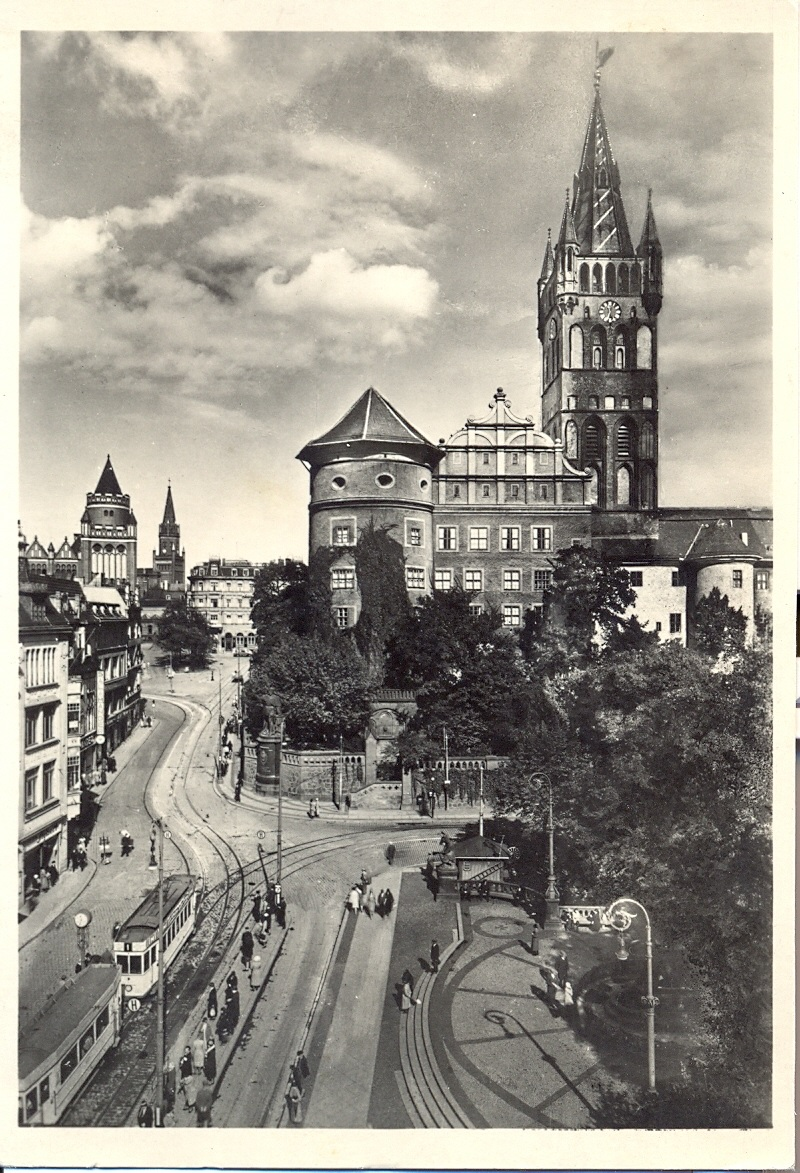
Schlossturm (rechts), Altstädter Kirche (Mitte) und Telegraphenamt (links)

Das Kaliningradgraschdanprojekt entwickelte den städtebaulichen Plan für den Zentralen Platz und das Haus der Räte. Heute bestimmen drei andere Bauten die Stadtsilhouette am ehemaligen Schlossareal: Das Haus der Kommunikation-Telekom, anstelle des Telegraphenamtes, das Hotel Kaliningrad, anstelle der Altstädter Kirche sowie das Haus der Räte, anstelle der Reichsbank.
Markus Podehl vergleicht den heutigen Gebäudekomplex mit der Athener Akropolis: „Der Zentrale Platz in Kaliningrad. Das Haus der Verbindungen, das Hotel Kaliningrad und das Haus der Räte bilden auf dem Plateau des ehemaligen Schlossareals oberhalb der Pregelinsel eine ‚Akropolis der Moderne‘“.

Akropolis der Moderne (Zitat:Markus Podehl)
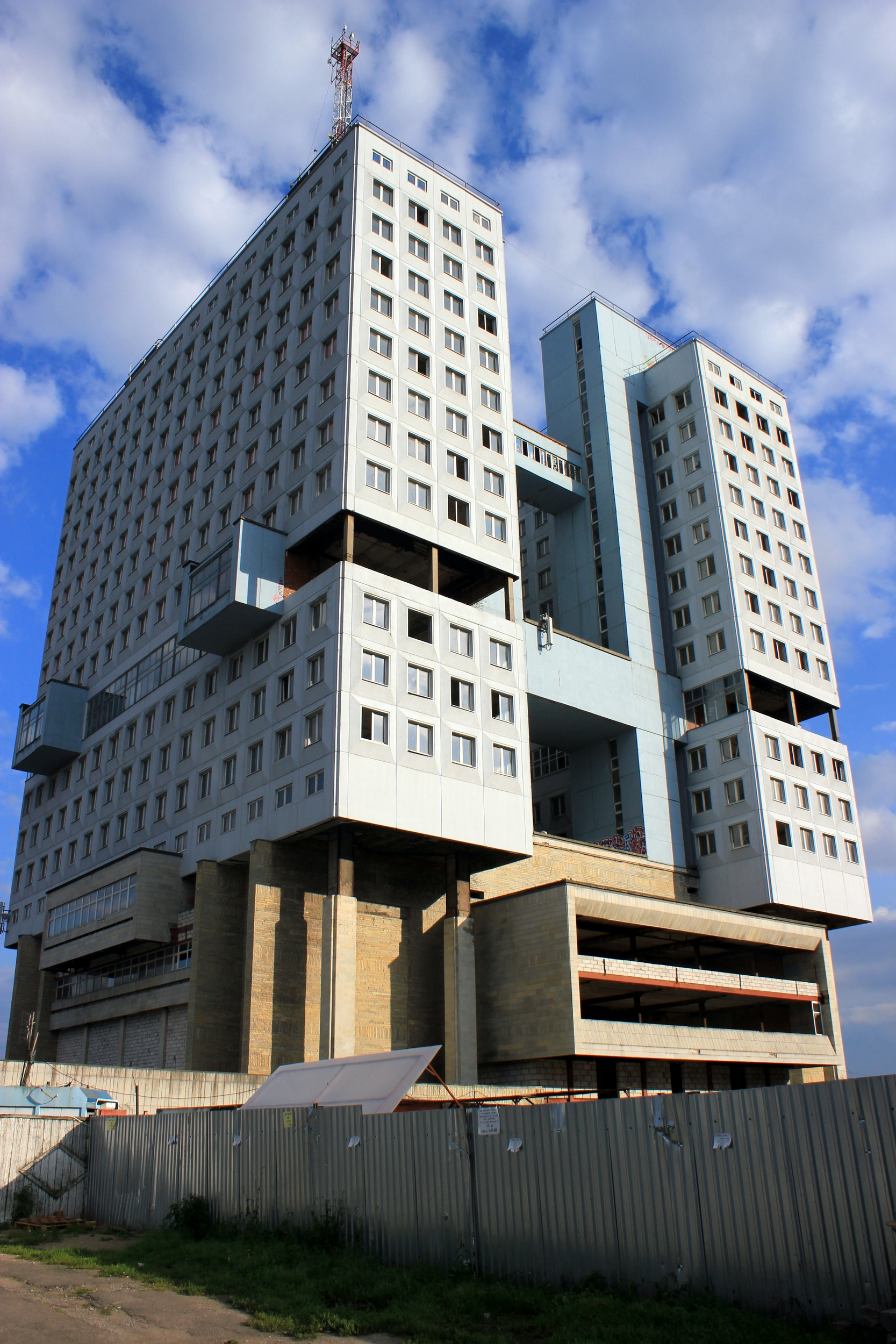
Haus der Räte
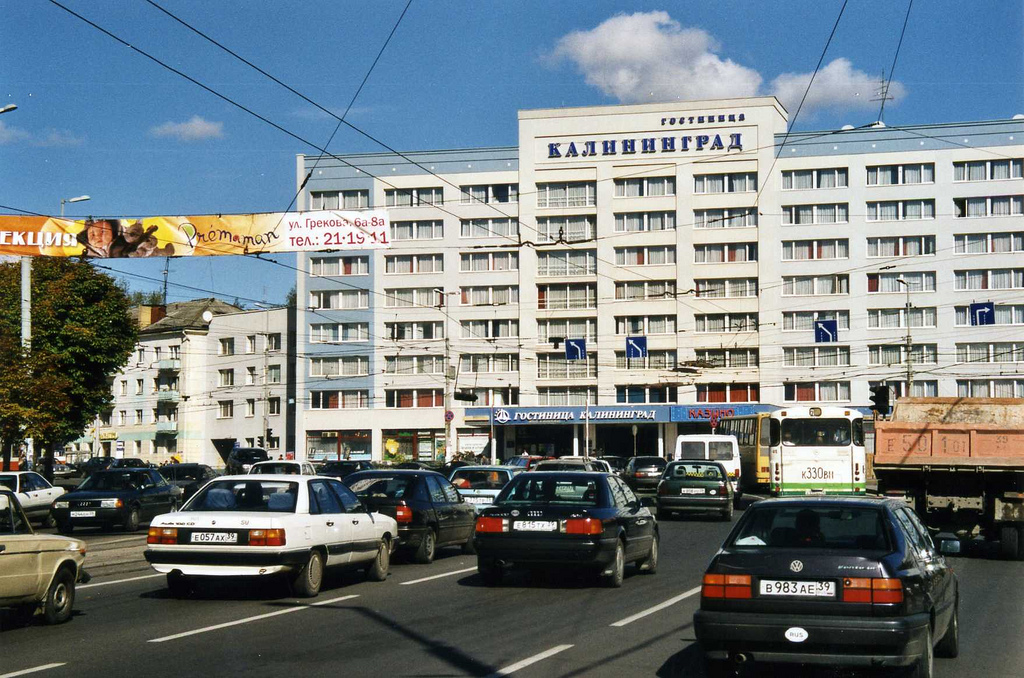
Hotel Kaliningrad
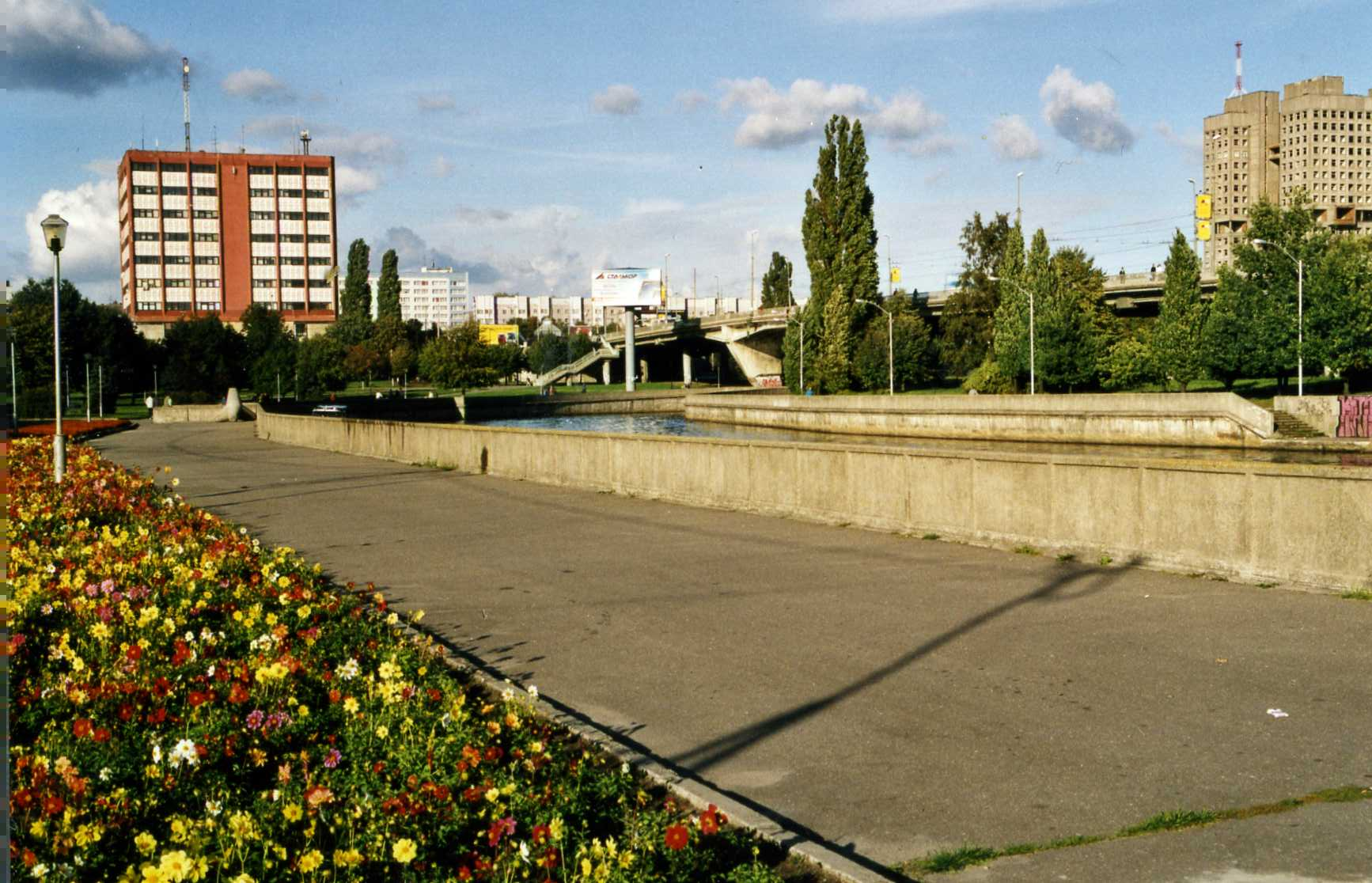
Haus der Kommunikation

Das Herz der Stadt, ein Bauplanungsprojekt, hat das Ziel den historischen Stadtkern rund um das frühere Königsberger Schloss und Haus der Sowjets zu regenerieren.

#### Haus der Räte
Das Haus der Räte, Dom Sowjetow; (deutsch auch Haus der Sowjets) ist ein 1970 begonnenes 16-stöckiges Hochhaus im Stil von Le Corbusier. Es wurde anstelle der klassizistischen Reichsbank im Osten des Unfriedtbaus errichtet. Die Entwürfe lieferte der Architekt Julian Lwowitsch Schwarzbreim. Im Westen des Bauwerks befindet sich die unbebaute Fläche, wo sich die 1965 gesprengte Schlossruine befand. Wegen der Konzentration staatlicher Ausgaben auf die Sportbauten in Moskau für die Olympischen Sommerspiele 1980 wurde ein fünfjähriger Baustopp für öffentliche Gebäude verhängt, weswegen der Weiterbau 1985 zum Erliegen kam. Das Gebäude war 1985 zu 72 % fertiggestellt. Zur Jubiläumsfeier der Stadt Kaliningrad 2005 wurde unter Putin das Gebäude vollendet und restauriert.

#### Hotel Kaliningrad
Das Hotel Kaliningrad (russisch «отель Калинингра́д», Калинингра́д) wurde nach Entwürfen des Kaliningrader Chef- und Stadtarchitekten Eugene Alexejewitsch Popow (russisch Евгений Алексеевич Попов) erbaut. Das Bauwerk ähnelte dem horizontalen Scheiben-Hotel Hotel Leningrad in Sankt Petersburg, das 1964/67 nach Entwürfen Sergej Speranskijs am Ufer der Newa erbaut wurde. Den Fassadenschmuck des Hotels Kaliningrad bildeten die großen Lettern mit dem Namen des Hauses, wie es sie auch auf dem Kino Oktober gab. Die Fassade wurde inzwischen sehr stark verändert und überarbeitet.
Das Hotel befindet sich zwischen der Junker- und Schloßstraße und verläuft zwischen Gesekus- und Münzplatz. Es war zu seiner Zeit das „modernste Hotel“ in Kaliningrad.

#### Haus der Kommunikation
Das Haus der Kommunikation (russisch «Дом связи», Калинингра́д) befindet sich an der Westseite des Zentralen Platzes und wurde nach 1975 erbaut. Die aus Platten mit einem besonderen Relief bestehende Fassade wird vertikal durch schmale Lisenen gegliedert. Aus einem Muster hyperbolischer Schnittlinien treten verzogene Pyramidenformen hervor und zeigen scharfkantige und spitze Schatten. Den Fassadenschmuck des Hauses bilden heute die großen Lettern mit dem Namen der Telekom.

### Architektur der 1970er, 1980er und 1990er Jahre

Kalinin-Denkmal (Bildhauer Boris Wassiljewitsch Jedunow) (russisch Бори́с Васи́льевич Едуно́в)

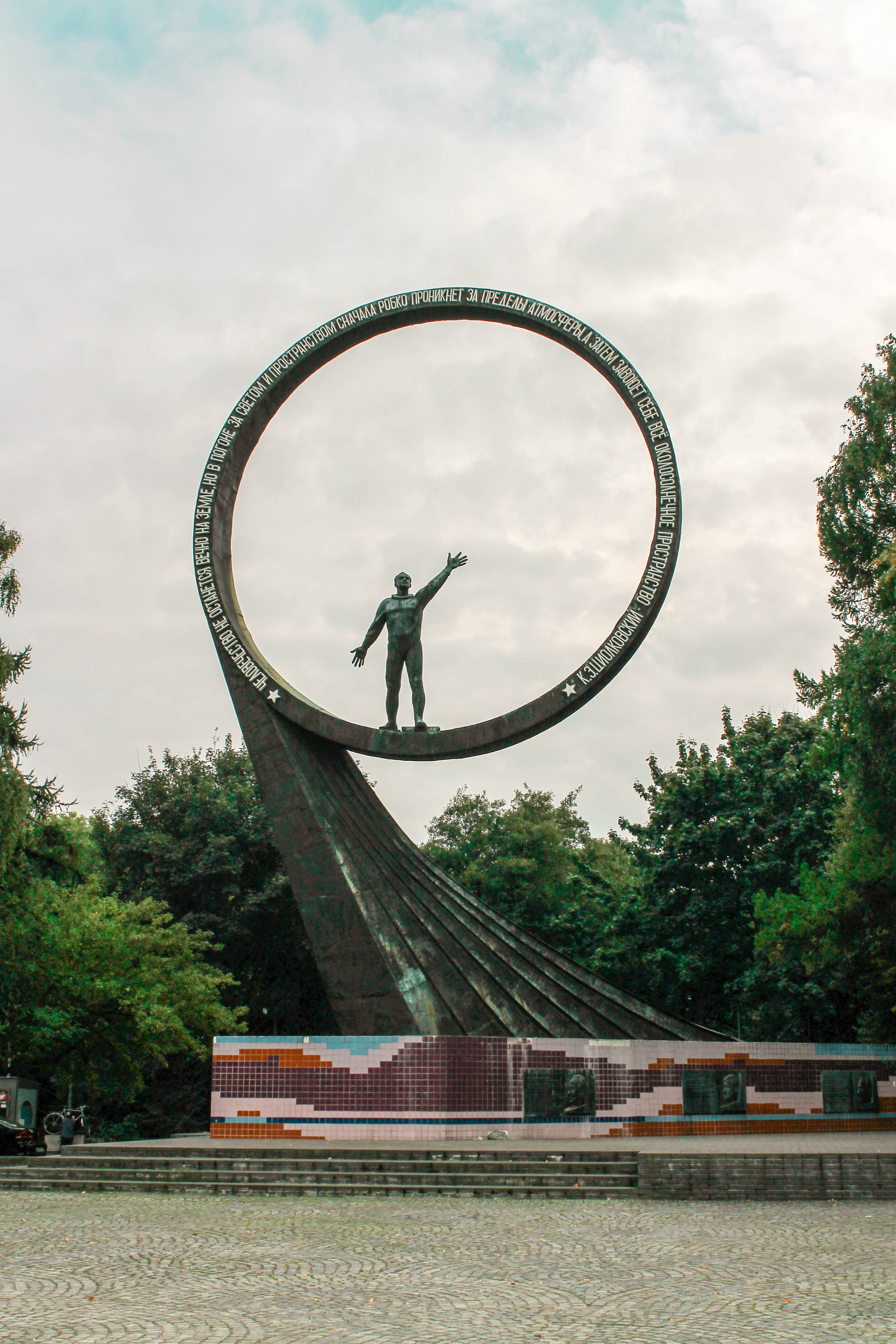
Denkmal des Bildhauers B. W. Jedunow für die Kosmonauten Leonow, Romanenko sowie Wiktorenko am Prospekt Mira zwischen ul. Komsomolzkaja und ul. Leonowa.

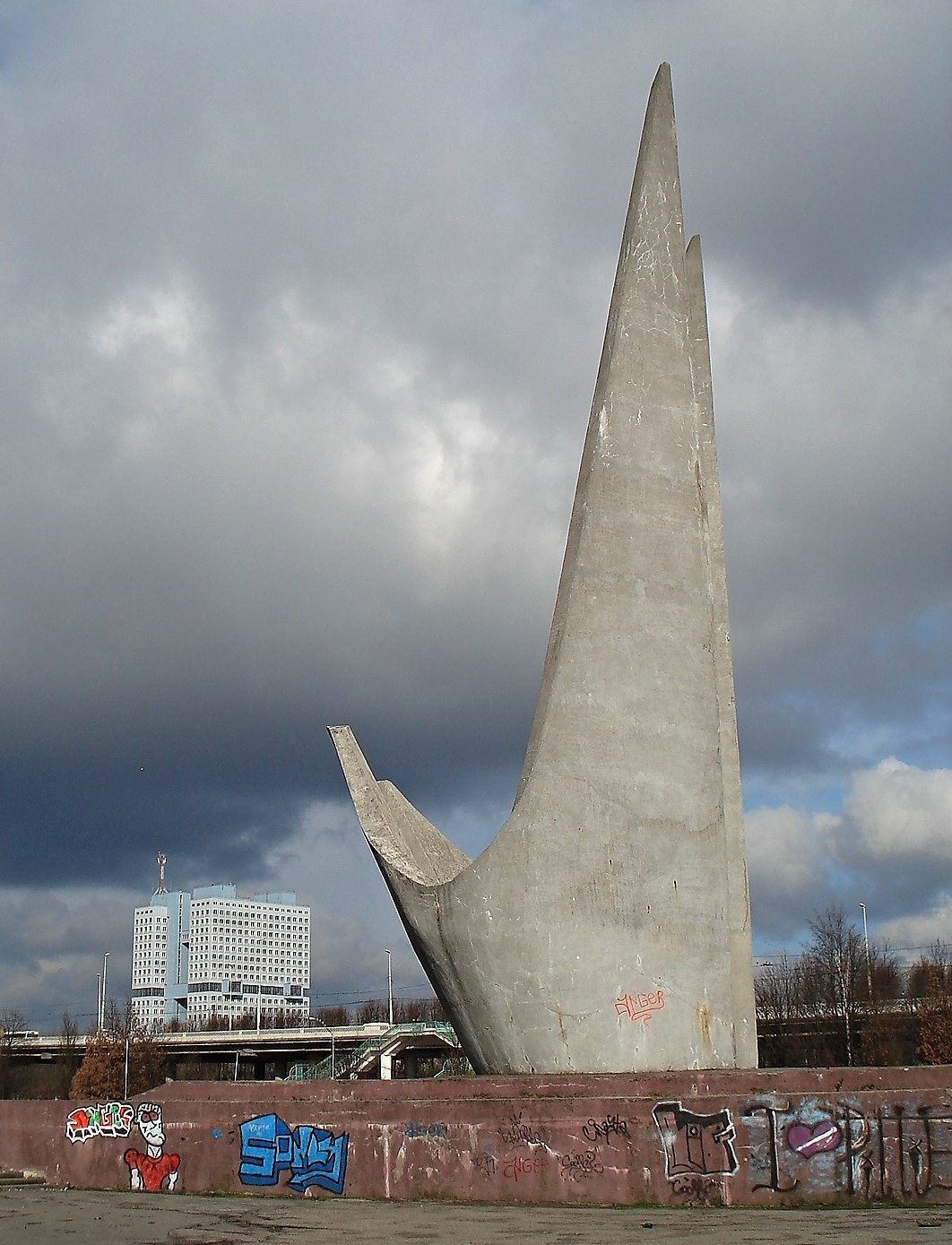
Denkmal der Fischer, das zwei Flossen darstellt

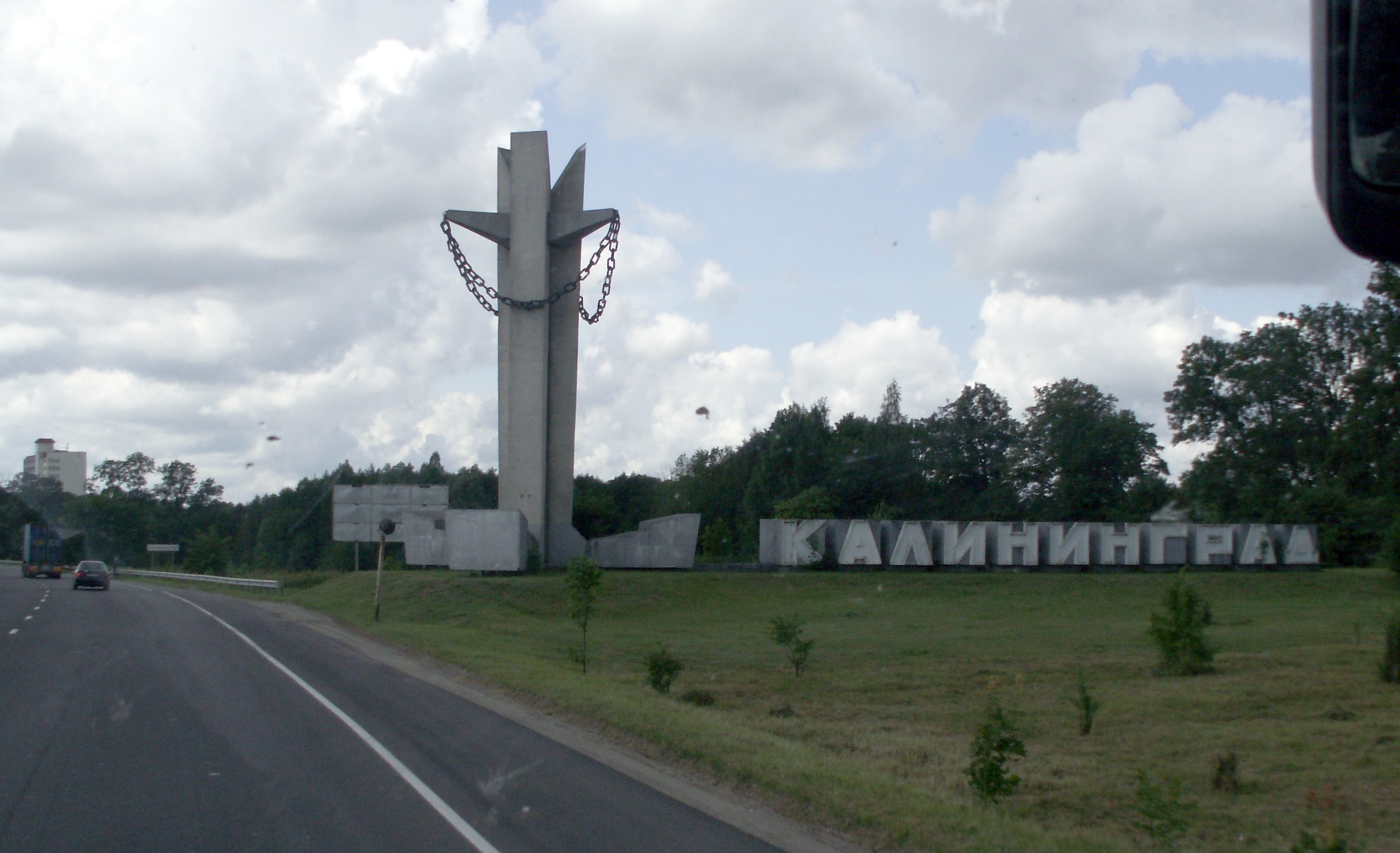
Eingang zu Kaliningrad

Das wichtigste Projekt, das Kaliningradgraschdanprojekt 1979 bearbeitete, war das Projekt zur Bebauung des Zentrums von Kaliningrad. Am Unterteich wurde eine breite Parkzone angelegt, die sich vom Haus der Räte aus nach Norden bis zu Cernjachovsker Straße hin erstreckte, wo eine Reihe öffentlicher Gebäude in Beton erbaut wurden.

#### Café Olsztyn
Das nach der Stadt Allenstein benannte und in den Jahren 1976/1979 erbaute Café Olsztyn (russisch «Кафе Ольштын», Калинингра́д) befand sich in der Nähe des Kalininplatzes am südlichen Ende des Leninski-Prospekt. Die Pläne für das Gebäude wurden bei Kaliningradgraschdanprojekt unter Leitung des Architekten und Kaliningrader Chef- und Stadtarchitekten (1980–1987) Eugene Alexejewitsch Popow (russisch Евгений Алексеевич Попов) erstellt. Der gesamte Baukörper bestand aus Sichtbeton. Der Grundriss war fast dreieckig und drei Geschosse hoch. Der Baukörper befand sich auf einem flachen Sockel einige Stufen über dem Niveau des Gehwegs und war von Grünanlagen und Blumenrabatten eingefasst. Das oberste Geschoss aus Beton erinnerte an historische Dachlandschaften. Es war durch langgezogene, vertikale Elemente gegliedert, die an Gauben erinnerten. Dieses Dachgeschoss kragte über den unteren Gebäudeteil aus. Die Architektur des unteren Gebäudeteils war auf wenige vertikale und horizontale Betonscheiben reduziert. Das Bauwerk war zwischen zwei monolithisch aussehenden, abgerundeten Treppenhaustürmen aufgespannt. Zum Leninski-Prospekt zeigte das Gebäude ein großes Wandbild mit einem stilisierten Elch und anderen Fabelwesen, womit der Bezug zum mittelalterlichen Allenstein hergestellt werden sollte. Die Wandbilder im Inneren zeigten historische Stadtansichten. Wie bei der Eingangszone des Hauses der Räte war die Eingangszone des Cafés um ein doppelgeschossiges Foyer herum gebildet, in dessen Mitte eine hohe Betonsäule stand. Im Obergeschoss befanden sich Galerien mit Sitzplätzen. Das Café befand sich auf dem früheren Oberhaberberg zwischen Ober- und Unterhaberberg.

#### Kino Oktober
In den 1970er Jahren wurde das Kino Oktober (russisch «Кинотеатр Октябрь», Калинингра́д) anstelle der Haberberger Trinitatis-Kirche erbaut. Das Gebäude zeigte eine Fassade, die durch vertikale Elemente gegliedert war. Der aus weißem Zement, Leim, Pigmenten, Glassplittern und Steinen bestehende Putz an der Fassade funkelte bei Sonnenschein. Das Funkeln entstand durch die eingearbeiteten Glasstücke, die das Sonnenlicht reflektierten. Die ganze Anlage heißt heute Gagarin Park.

#### Neues Haus der Gewerkschaften
Das Haus der Gewerkschaften (russisch «Дом Профсоюзов») wurde in den späten 1970er Jahren nach dem Vorbild des RGW-Gebäudes in Moskau von Michail Posochin erbaut. Die nach außen schwingenden Gebäudeecken wurden übernommen. Das Gebäude ruhte auf Pfeilern, die auf einer leicht erhöhten Plattform standen. Die Fassaden der oberen Geschosse waren als breite Bänder erbaut, die sich an ihren Enden nach außen bogen. Die Stützen, auf denen das Gebäude stand, waren mit Naturstein verkleidet. Im Inneren bestanden die Wandverkleidungen aus Travertin, der aus Armenien stammte und aus Muschelkalkstein. Im Foyer bestanden die Böden aus Marmor, der aus Murmansk und dem Ural stammte.
Der leitende Architekt war Jeremjew.

#### Palast der Pioniere
Der Palast der Pioniere (russisch «Дворец пионеров», Калининград), auch Palast der Kinder und Jugend (russisch «Дворец творчества детей и юношества», Калининград), wurde im Jahre 1984 nach Entwürfen des Architekten Aleksandr Nevezin fertiggestellt. Er hat eine Größe von 21 × 30 m und eine Höhe von 11 m. Ein besonderes Merkmal ist die minarettartig geformte große Kuppel des Observatoriums und ein Schwimmbecken mit einer Länge von 12 m sowie die Glasmalereien im Foyer. Eine der Glasmalereien zeigt abstrahiert den Feuervogel von Iwan Jakowlewitsch Bilibin.

#### Standesamt
Der Standesamt (russisch «Дворец бракосочетаний», Калининград) zeigt eine Reihe von Säulengängen sowie einen Portikus mit darüber befindlichen Halbtonnengewölben. Dazu ein großes Relief, das die Familie darstellt. Gestaltet wurde es nach Entwürfen des Kaliningrader Chefarchitekten Eugene Alexejewitsch Popow (russisch Евгений Алексеевич Попов).

#### Sportpalast
Der Sportpalast Yunost (russisch «Дворец Юность», Калининград), (deutsch: Sportpalast Jugend) wurde 1974/1975 nach Entwürfen des Architekten Lew Alexandrowitsch Soskin errichtet. Davor befindet sich ein Denkmal: Zwei Flossen, ein Symbol der Fischer.

#### Weitere Gebäude
Das Gebäude der Immanuel-Kant-Universität ist ein Neubau in Sichtbeton. Ein Teil des Gebäudes beherbergt die alte Albertina. Vor dem Gebäude befindet sich eine große Figur des Francis Skarin. Neuere Gebäude sind das Gebäude der Hafenbehörde, das Ozeanmuseum und der Flughafen.

Immanuel-Kant-Universität, Hafenbehörde, Ozeanmuseum und Flughafen
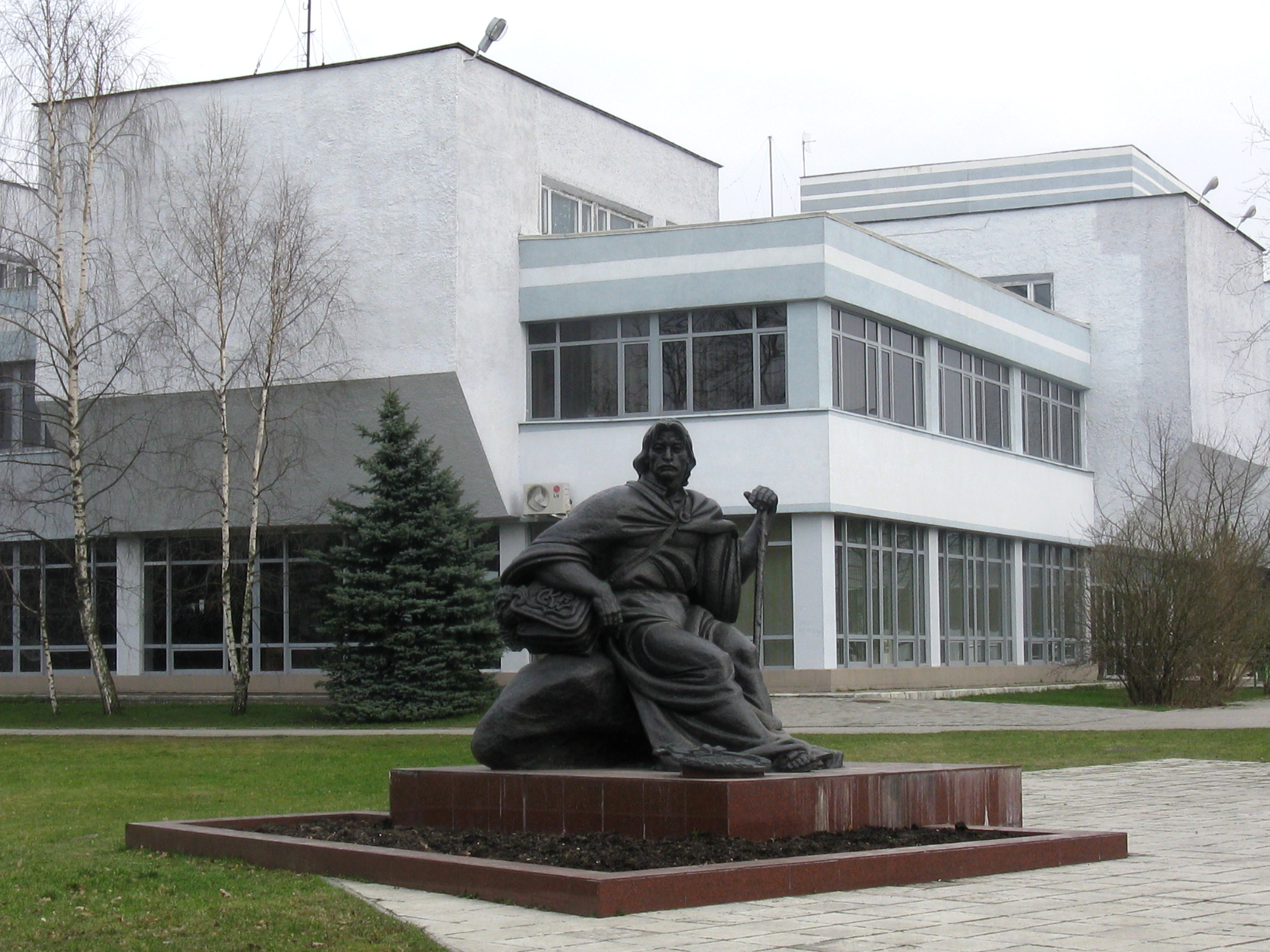
Figur des Francysk Skaryna vor der Immanuel-Kant-Universität
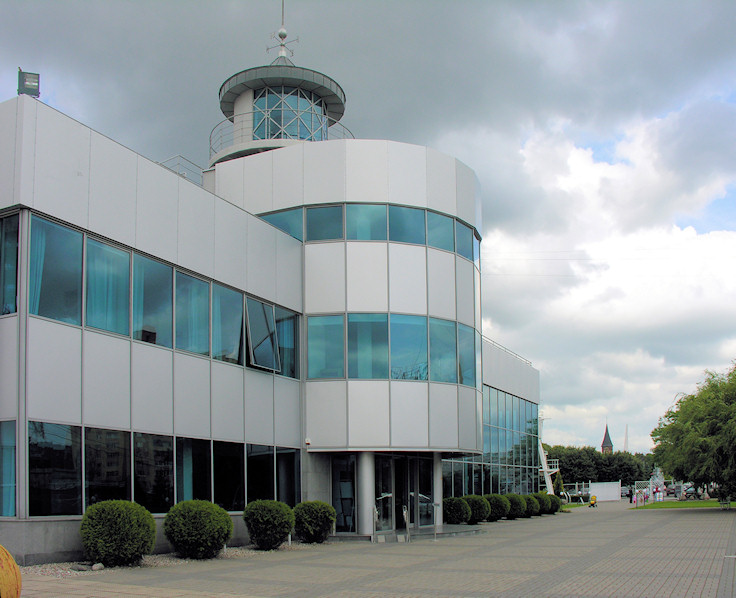
Ozeanmuseum, Kaliningrad
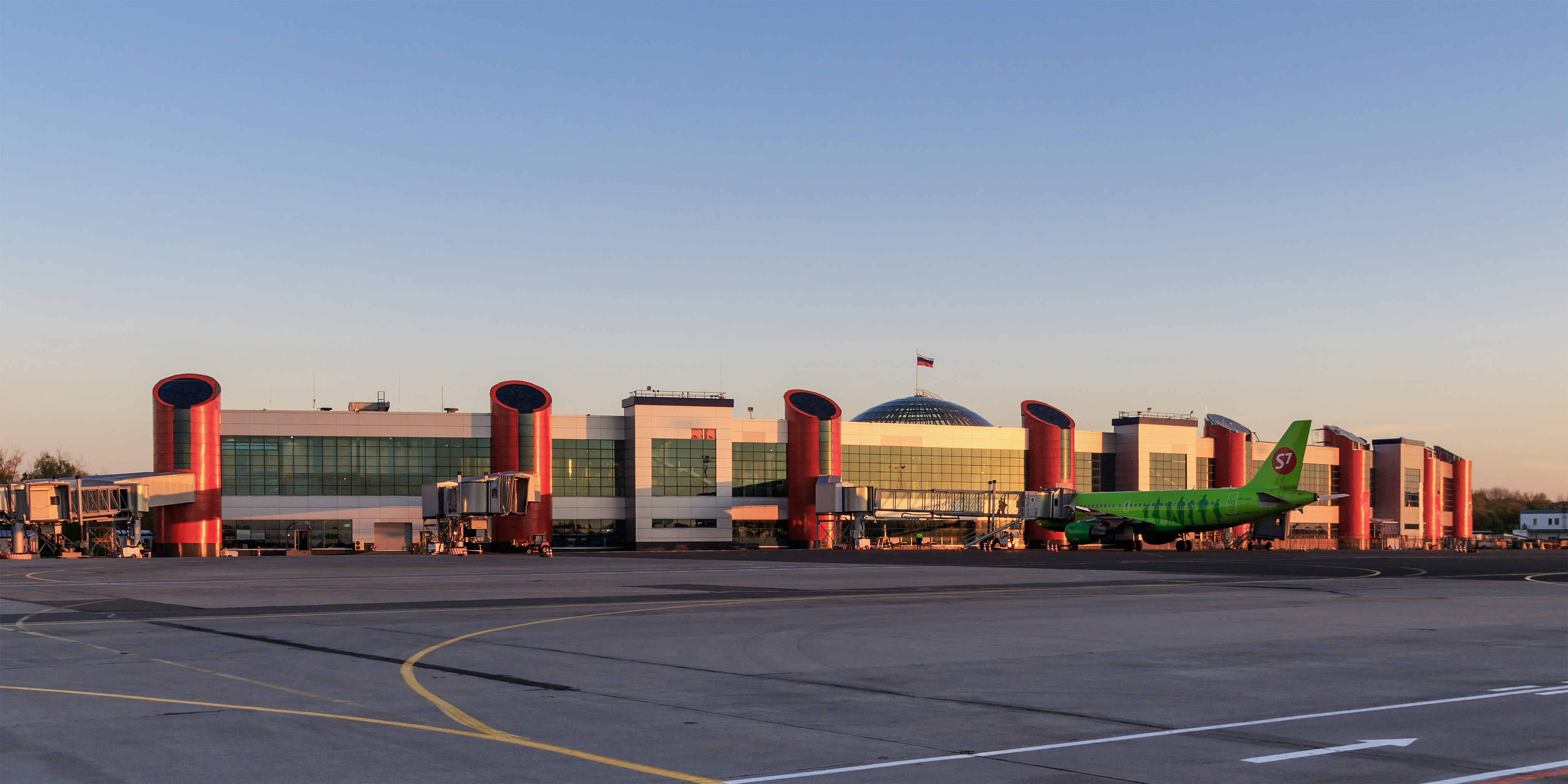
Flughafen, Kaliningrad.
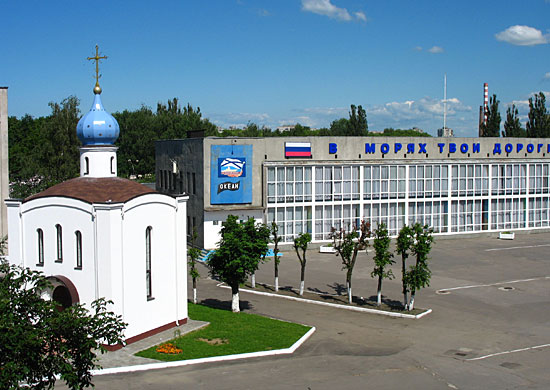
Baltisches Marine-Institut

#### Kirchen und Kapellen
Die Christ-Erlöser-Kathedrale wurde 1996/2006 im traditionellen russisch-byzantinischen Stil nach Entwürfen des Architekten Oleg Wadimowitsch Kopilow (russisch Олег Вадимович Копылов) erbaut. Die evangelisch-lutherische Auferstehungskirche am Prospekt Mira 101 wurde 1996/1999 nach Entwürfen von Pawel Gorbatsch erbaut. Die armenisch-apostolische Stephanskirche wurde 2006 eingeweiht. Zudem gibt es die Kapelle der Heiligen Peter und Fewronija von Murom auf dem Platz des Sieges und die St. Georgs-Kapelle auf der Gedenkstätte am Deutschordensring.

Kirchen in Königsberg
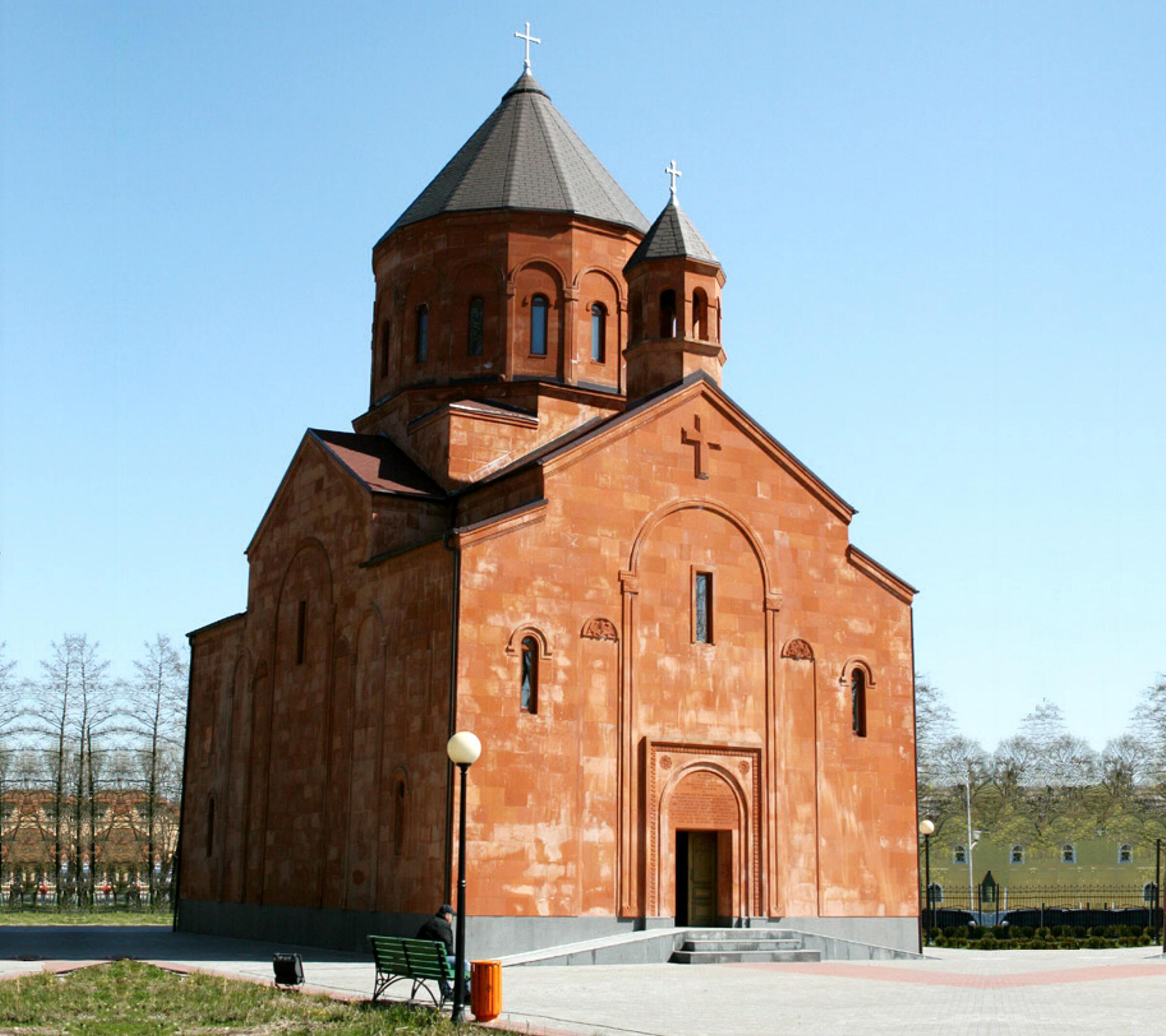
Stephanskirche
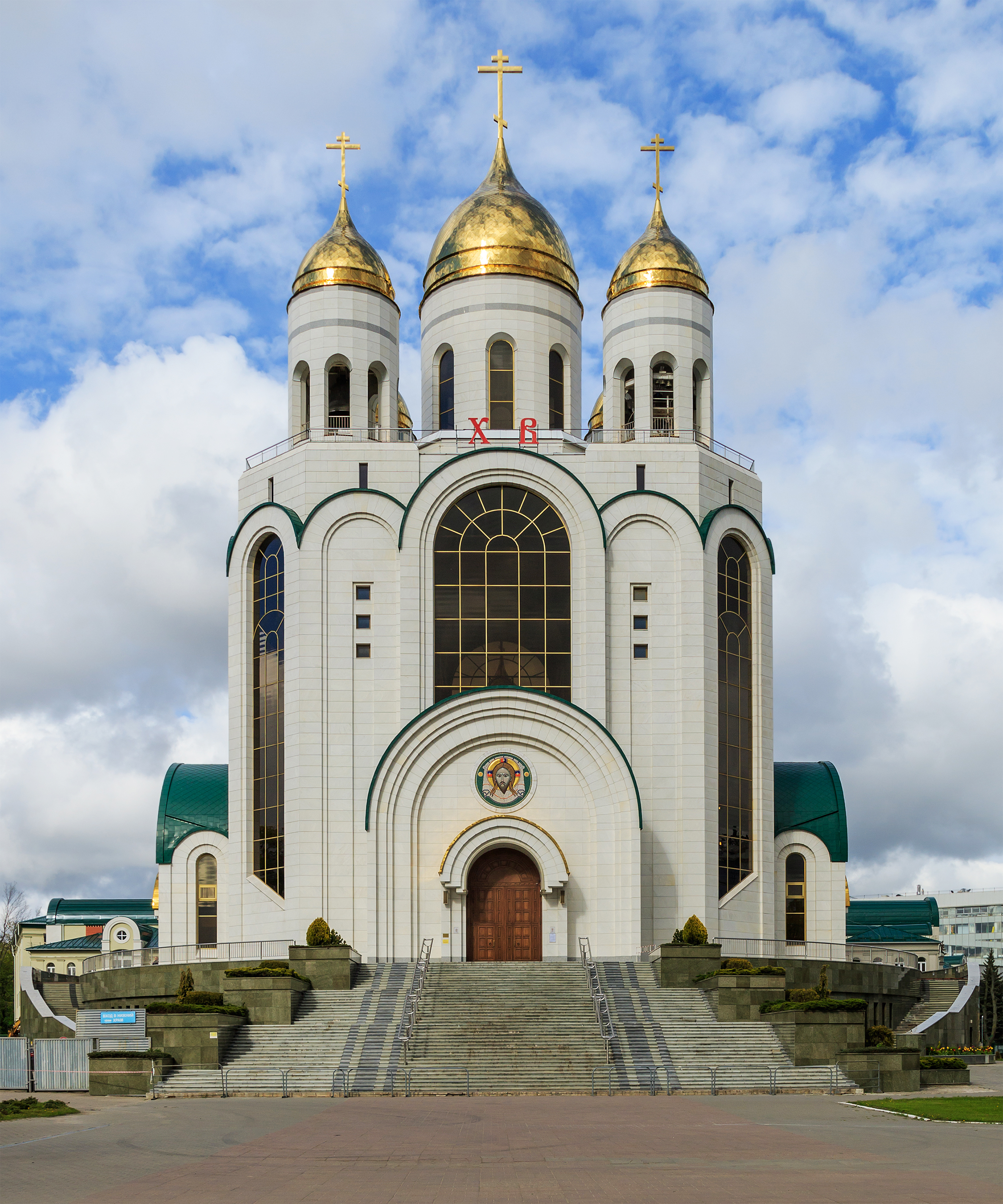
Christ-Erlöser-Kathedrale am Ploschtschad Pobedy
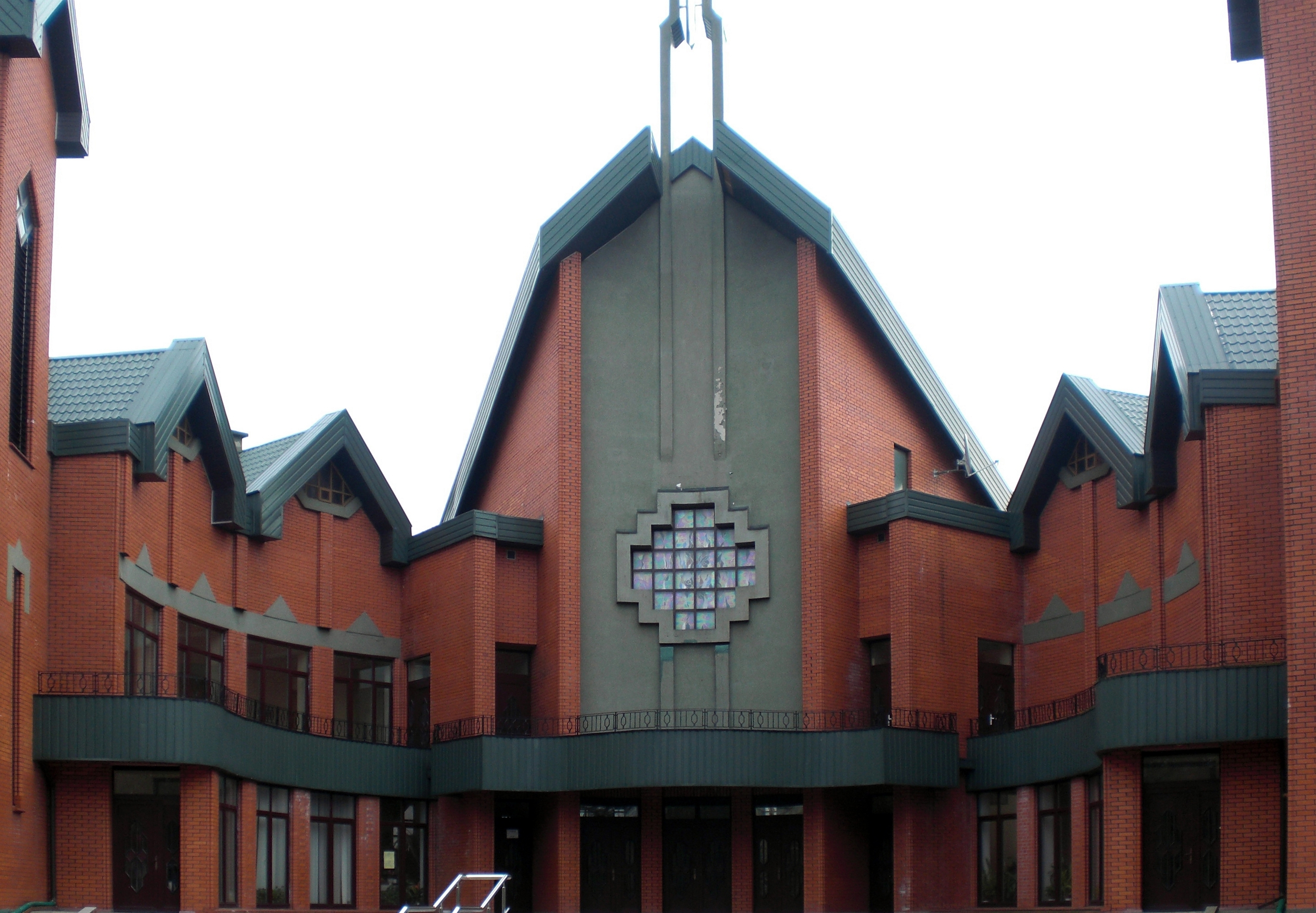
Auferstehungskirche
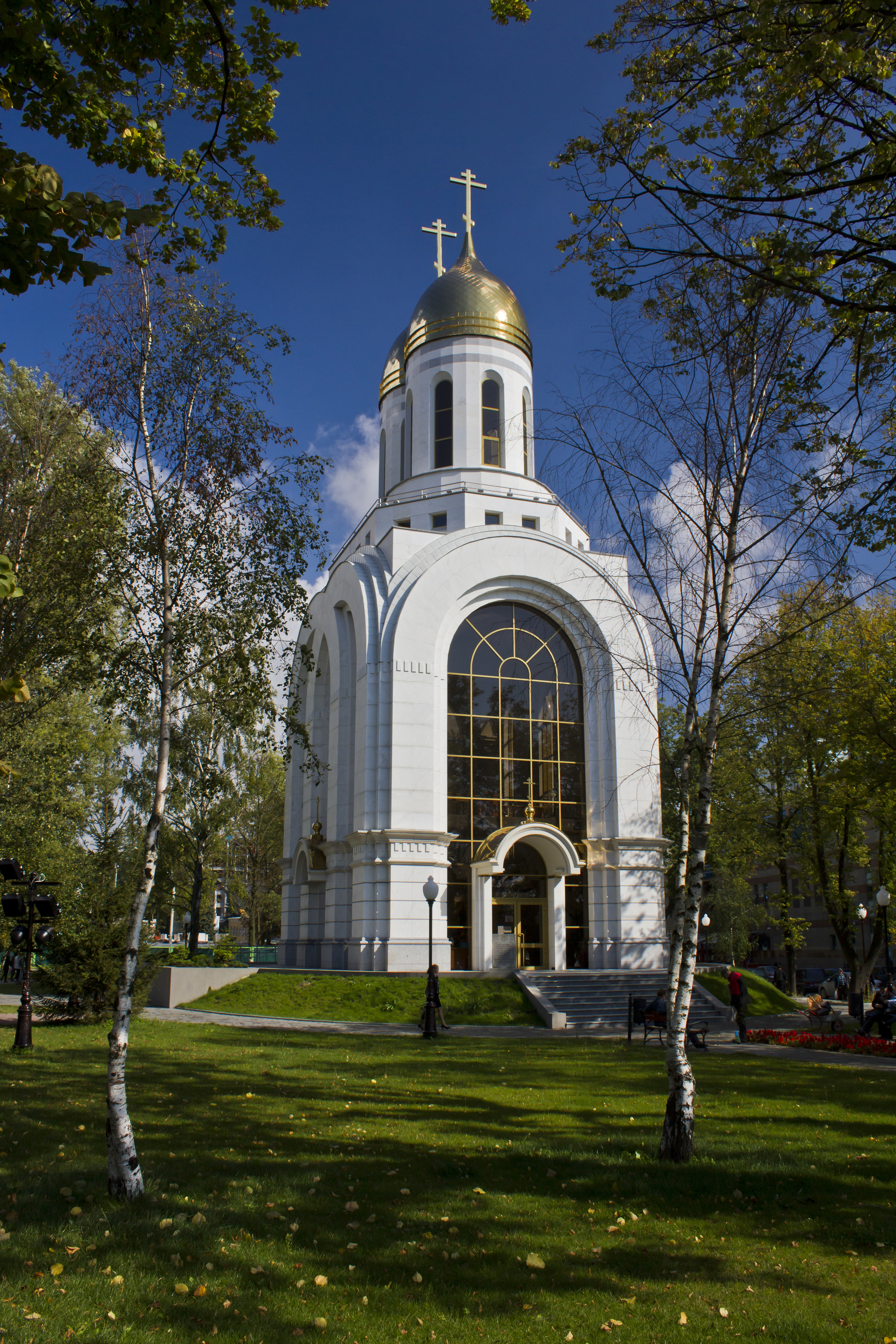
Kapelle St. Peter und Fewronija von Murom am Ploschtschad Pobedy
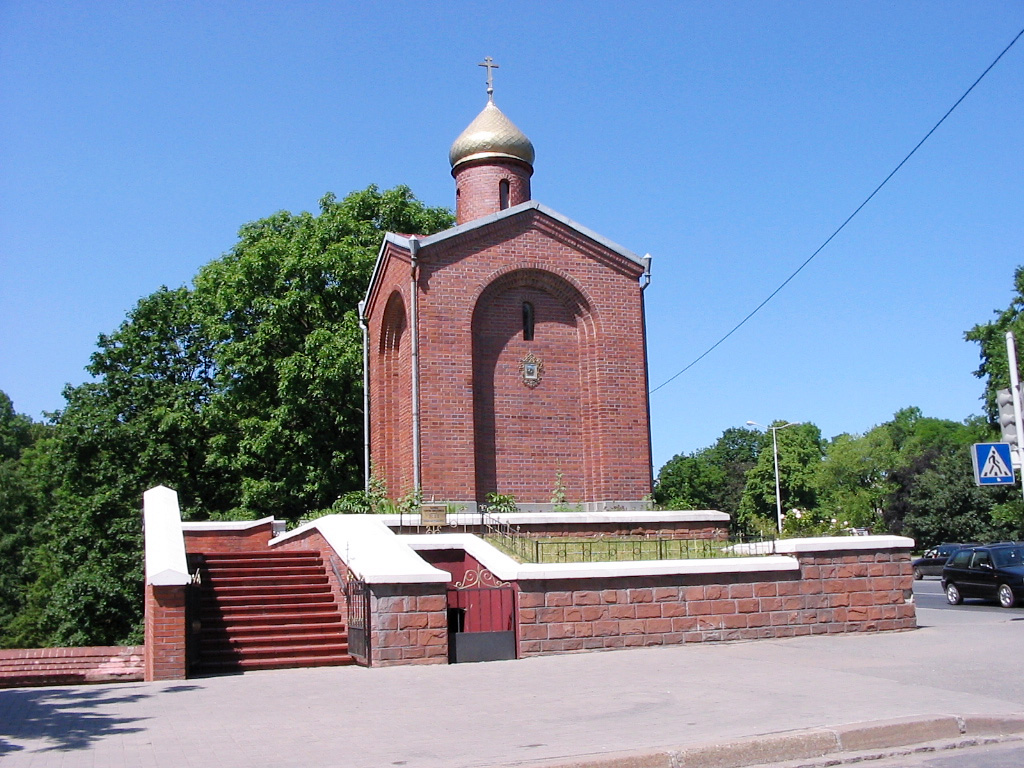
St. Georgs-Kapelle auf der Gedenkstätte am Deutschordensring.

### Neotraditionalismus
Am früheren Weidendamm in Königsberg, heute Straße des Oktobers (russisch Октябрьской улицы), bis zur Honigbrücke entstanden Gebäude im Stil des „Neotraditionalismus“, darunter das Fischdorf (russisch Рыбная биржа) sowie das Hotel Kaiserhof (russisch Отель Кайзерхоф) an der rekonstruierten Jubiläumsbrücke (russisch Мост Юбилейный), früher Kaiserbrücke.

Neotraditionalismus in Königsberg
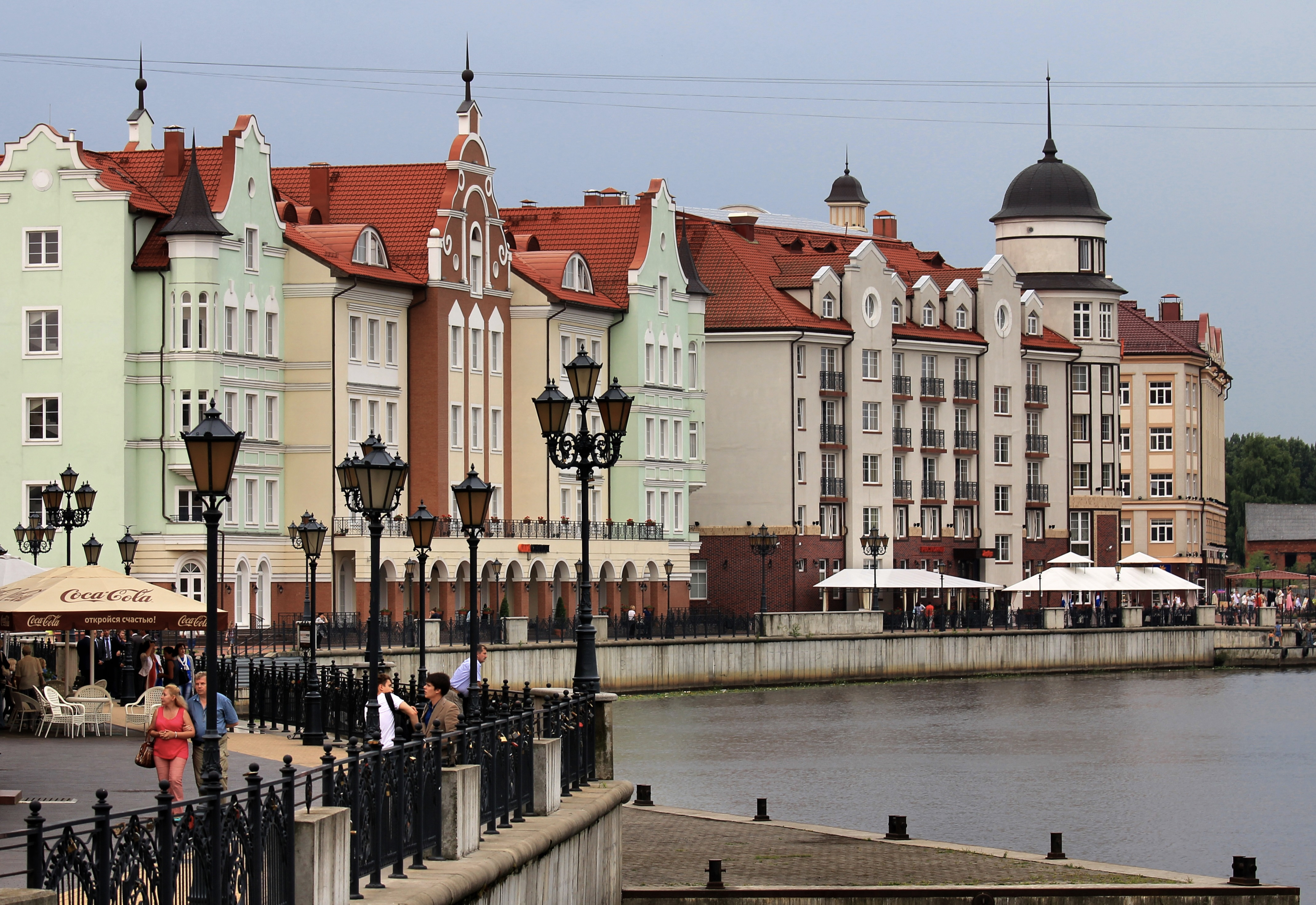
Rekonstruktion des historischen Kneiphofs
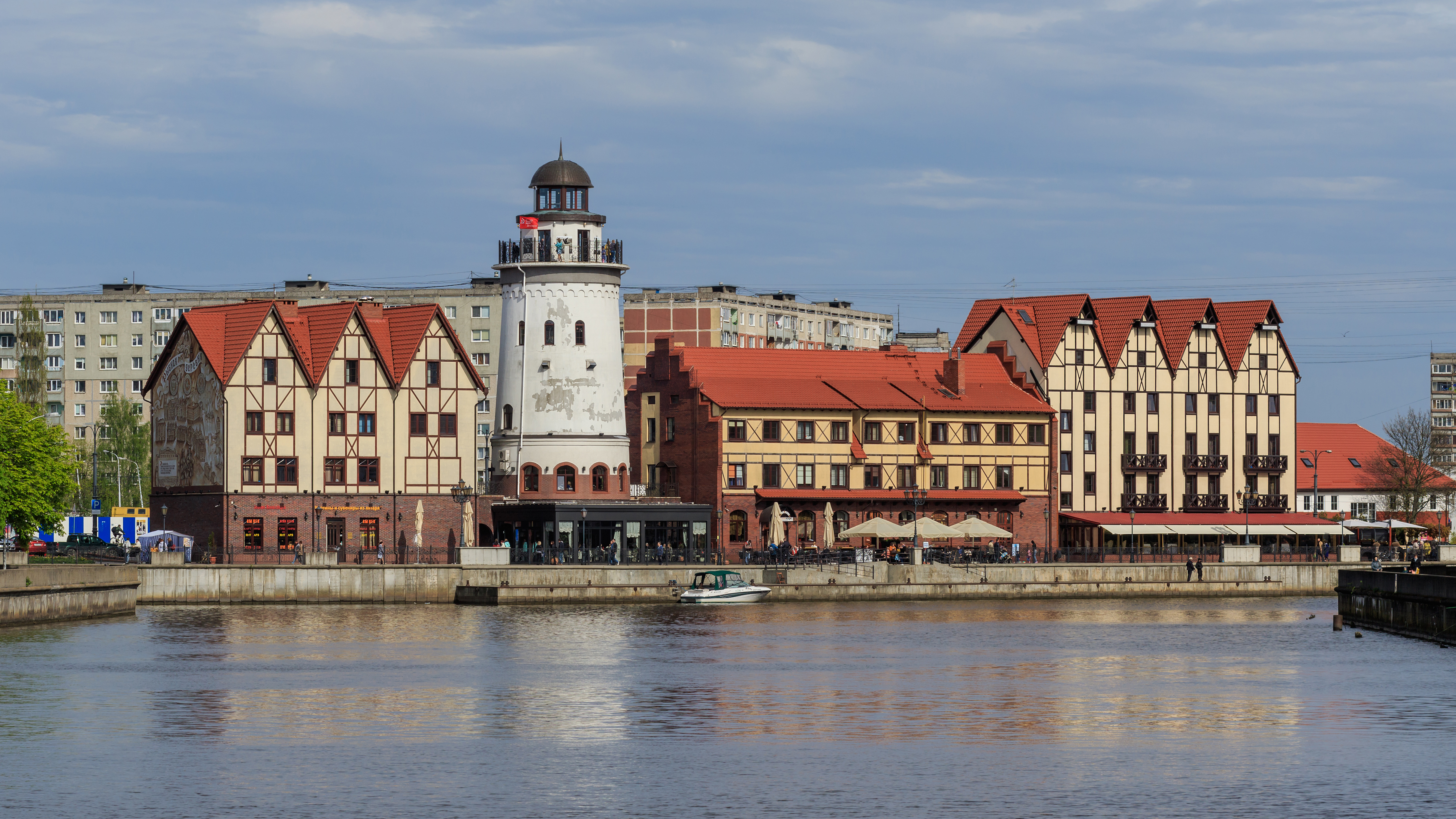
Rekonstruktion der Speicherstadt
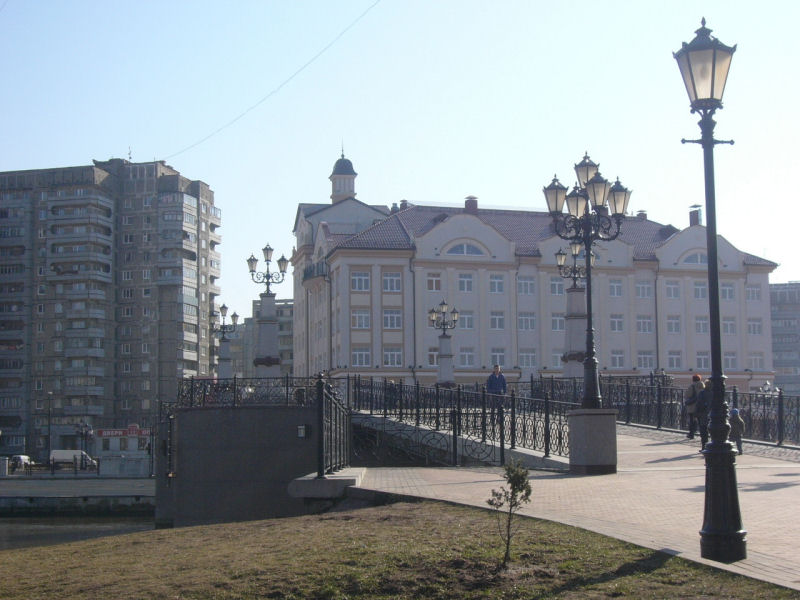
Königsbrücke, heute Jubiläumsbrücke, rekonstruiert

## Denkmalschutz
Das Denkmal für Suworow vor dem Schloss wurde 1956 errichtet. Dafür wurde die Bismarck-Statue gegen die Suworow-Büste ausgetauscht und diese auf den alten Sockel der Bismarck-Statue vor dem Schloss gestellt. Suworow wohnte zusammen mit seinem Vater, dem damaligen Generalgouverneur Ostpreußens, im Unfriedtbau, als Königsberg von 1758 bis 1762 zu Russland gehörte. So erklärte die Kaliningradskaja Pravda im Mai 1950, dass die von 1758 bis 1762 dauernde Zugehörigkeit Königsbergs zu Russland bereits ein Vorlauf der späteren Einnahme Königsbergs 1945 war. Über 180 Jahre nach Suworow sei nun Russland wieder zurückgekehrt und habe „die urslawische Erde für ewig“ nach Hause zurückgeholt. Mit der Sprengung des Schlosses 1965 wurde auch der Kaiser-Wilhelm-Platz mit dem Suworow-Denkmal entfernt.
Vor 1956 zählten zu den Denkmälern Kaliningrads ausschließlich das Stalin- und Lenindenkmal und die große Gedenkstätte für die 1200 gefallenen Rotarmisten. Nach 1956 wurden wesentlich mehr Denkmäler zugelassen und es kam zu einem „einschneidenden Umschwung“ in der Bewertung der Ruinen. Denkmalgeschützte Standbilder waren nun die Büsten für Suworow und Kutusow, aber auch die Ruinen der Alten Börse, mehrere Kirchen, sogar die Stadttore standen nun unter Denkmalschutz. Ende 1957 wurden sogar 100.000 Rubel für die Restaurierung des Doms bewilligt. Auch die Ordensburgen in Tapiau, Labiau, Balga, Insterburg, Ragnit und Pillau wurden unter Denkmalschutz gestellt. „In dieser neuen Einstellung zu den deutschen Denkmälern spiegelt sich die Neubewertung der Vorkriegsgeschichte Königsberg […] Den Höhepunkt, gleichzeitig aber auch Wendepunkt, der Neubewertung der deutschen Bau- und Kunstdenkmäler der Stadt bildet die Diskussion um den Erhalt oder Abriß der Ruine des ehemaligen Königlichen Schlosses in Kaliningrad An dieser Auseinandersetzung ist besonders gut abzulesen, daß der Streit um die alten Mauern tatsächlich ein Konflikt um die Bewertung der deutschen Geschichte des Gebietes und somit des gesamten Selbstverständnisses der Region war“.
1965 bewertete das Kultusministerium die Schlossruinen wie folgt: „[…] zwar stünden die Ruinen nicht auf der offiziellen Denkmalliste, doch sei zumindest der teilweise Erhalt gerechtfertigt, da das Gebäude nicht nur mit der Geschichte des deutschen Volkes, sondern auch mit wichtigen Ereignissen im Leben des russischen Staates verbunden ist. Im Schloss habe sich neben der Gesandtschaft des Großfürsten Wassili III., nach denen der Moskoviterssal im Nordflügel benannt wurde, auch der junge Peter I., der Feldherr Suworow und der spätere Führer des letzten großen Baueraufstandes von 1773, Jemeljan Pugatschow, aufgehalten. Das Schloss sei Schauplatz der Übergabe der Schlüssel der Stadt Königsberg nach ihrer Einnahme durch die russischen Truppen im Siebenjährigen Krieg gewesen und hier habe der Prozess gegen die deutschen Sozialdemokraten stattgefunden, die halfen, die Zeitung der russischen Sozialdemokraten Iskra nach Russland zu transportieren“.
Am 22. November 1965 teilte das Kulturministerium dem Gebietsexekutivkomitee mit, „das Schloss sei nun doch in die Liste der vom Staat erhaltenen Denkmäler aufgenommen worden“.
Die Neuplanungen des Stadtarchitekten Chodakowski von 1961 und 1962 zeigen das Stadtzentrum Kaliningrads, mit dem Westflügel des Schlosses und Dom auf dem Kneiphof. Chodakowski sah diese beiden Gebäude als historische Identifikationsmerkmale der Stadt an.
1989/90 wurde im Rahmen des Kaliningradgrazhdanproekt eine Denkmalschutzliste von Nawachilin erstellt. Zahlreiche historische Gebäude wurden restauriert.

Restaurierte Objekte
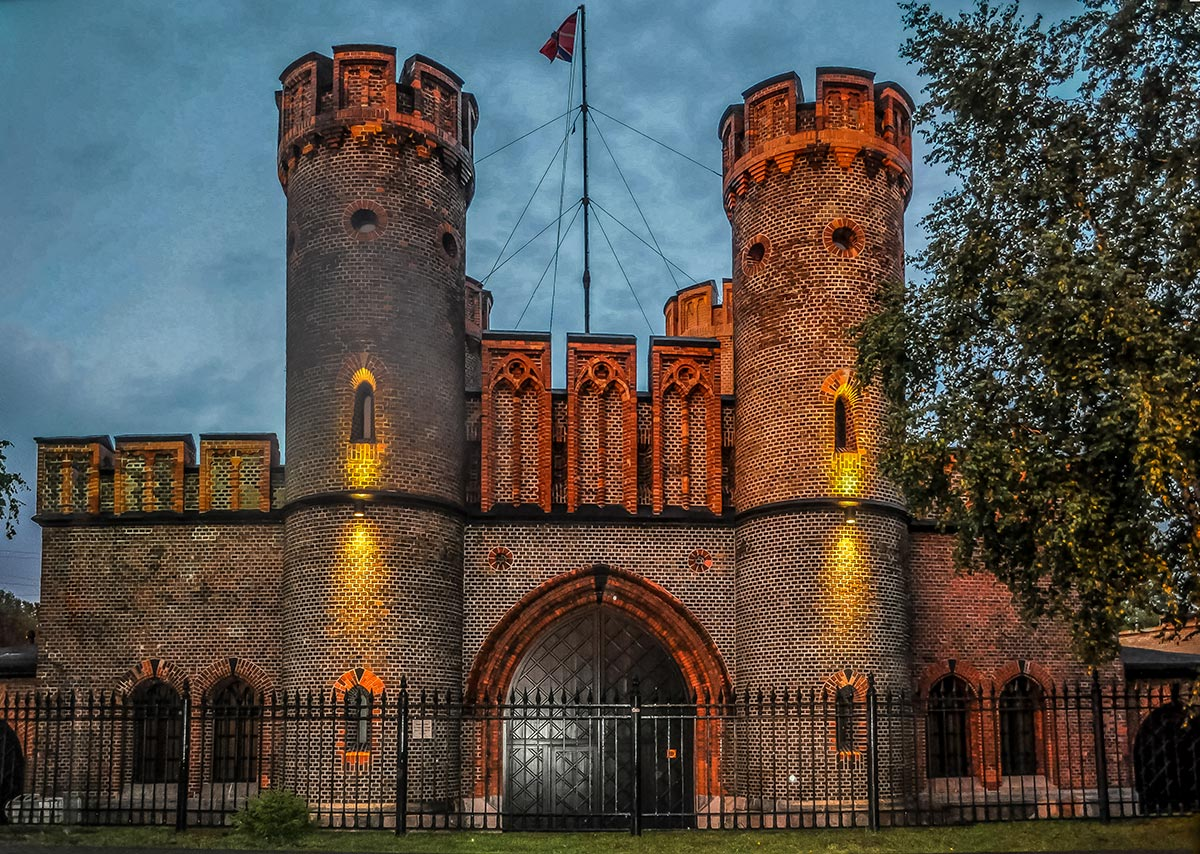
Stadttor
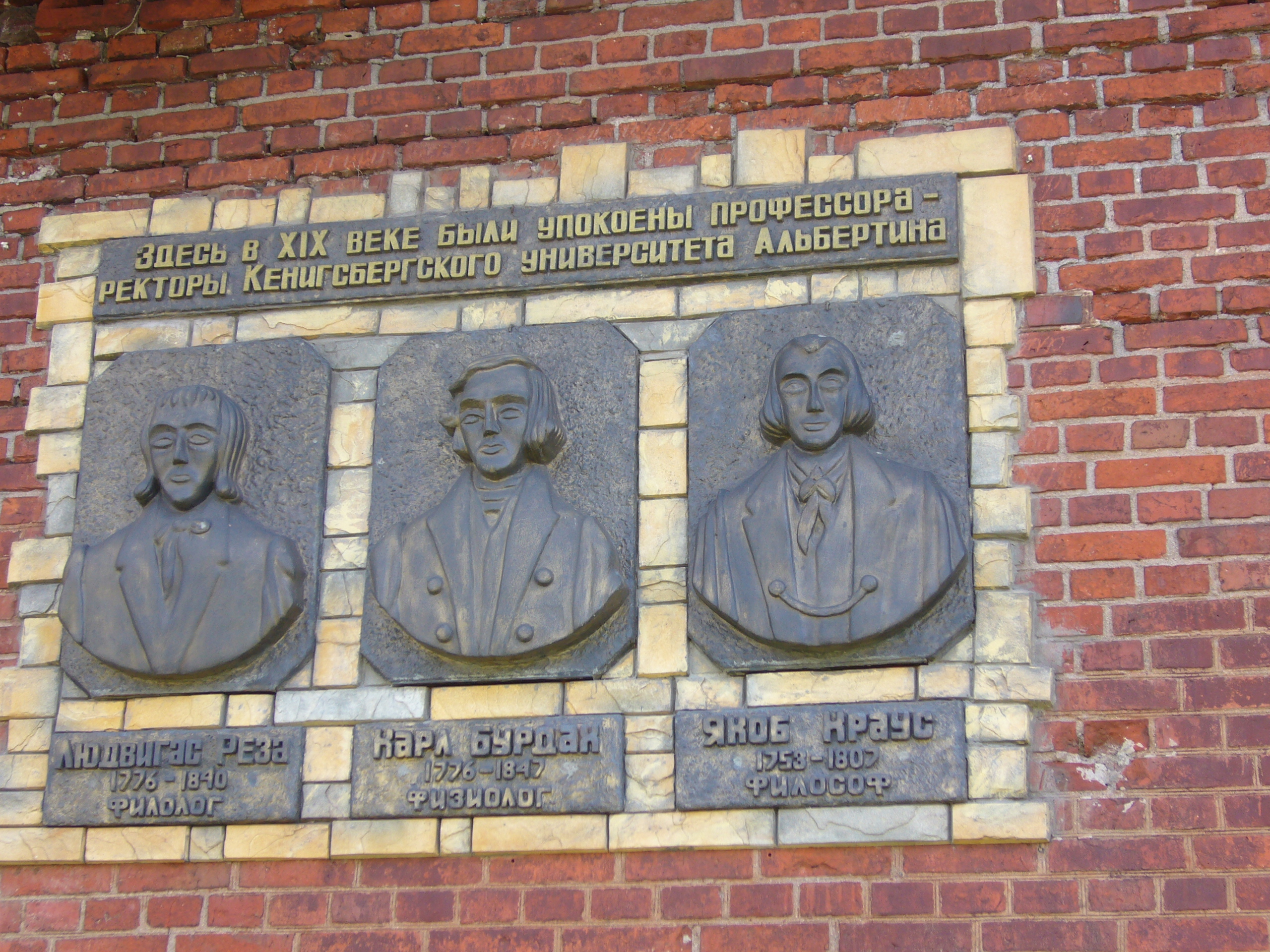
Bilder der Rektoren der Königsberger Universität am Brandenburger Tor
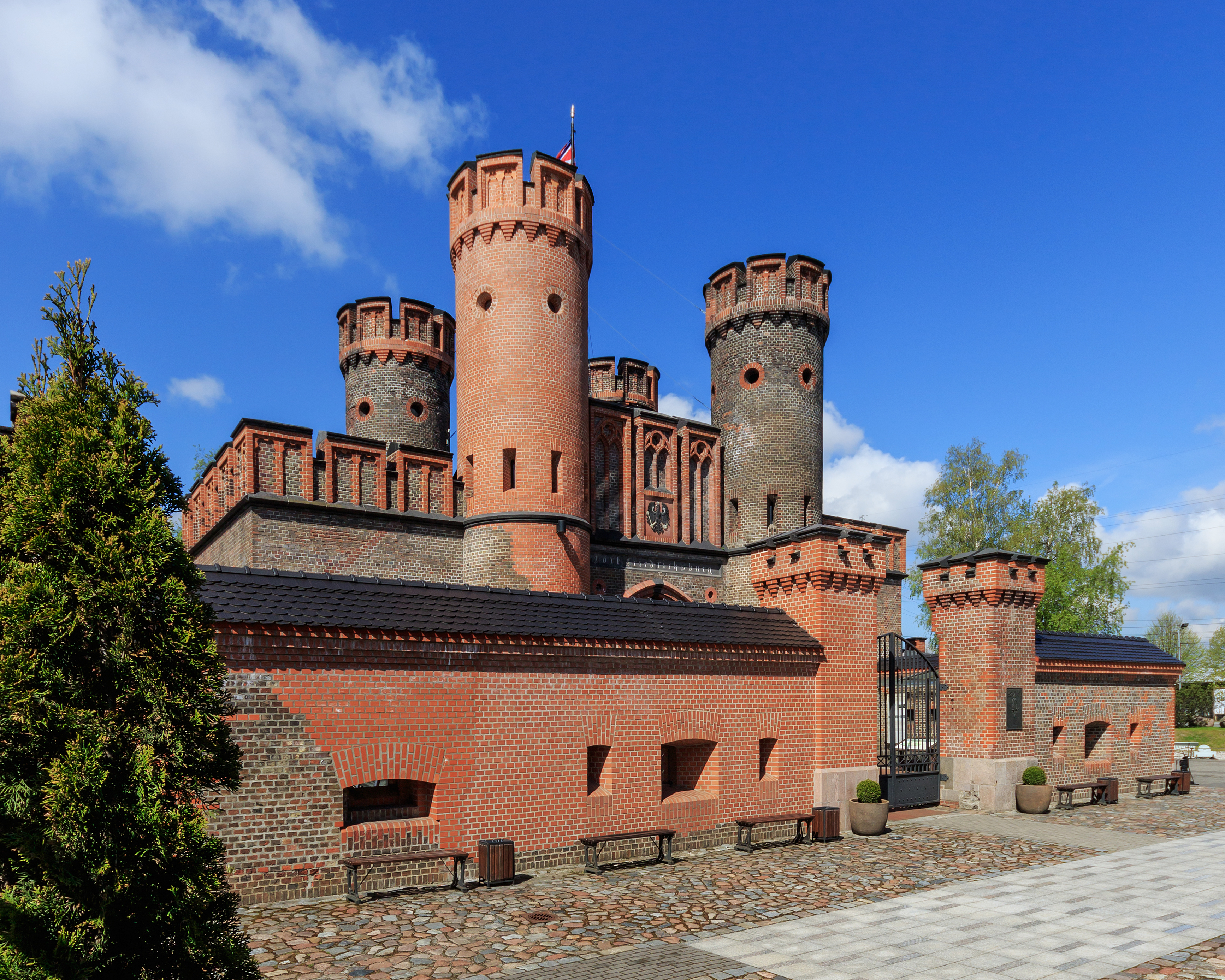
Friedrichstor
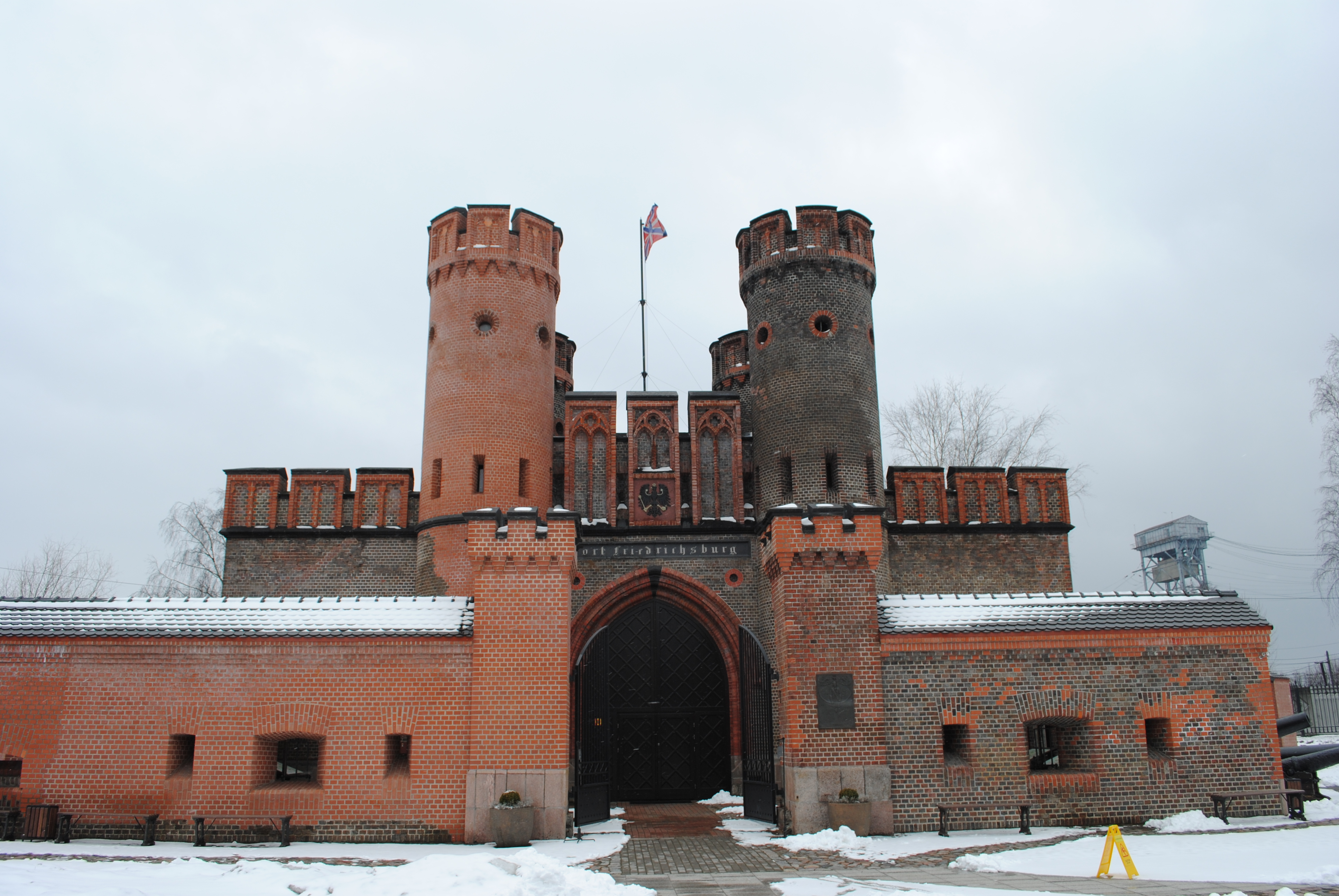
Friedrichstor
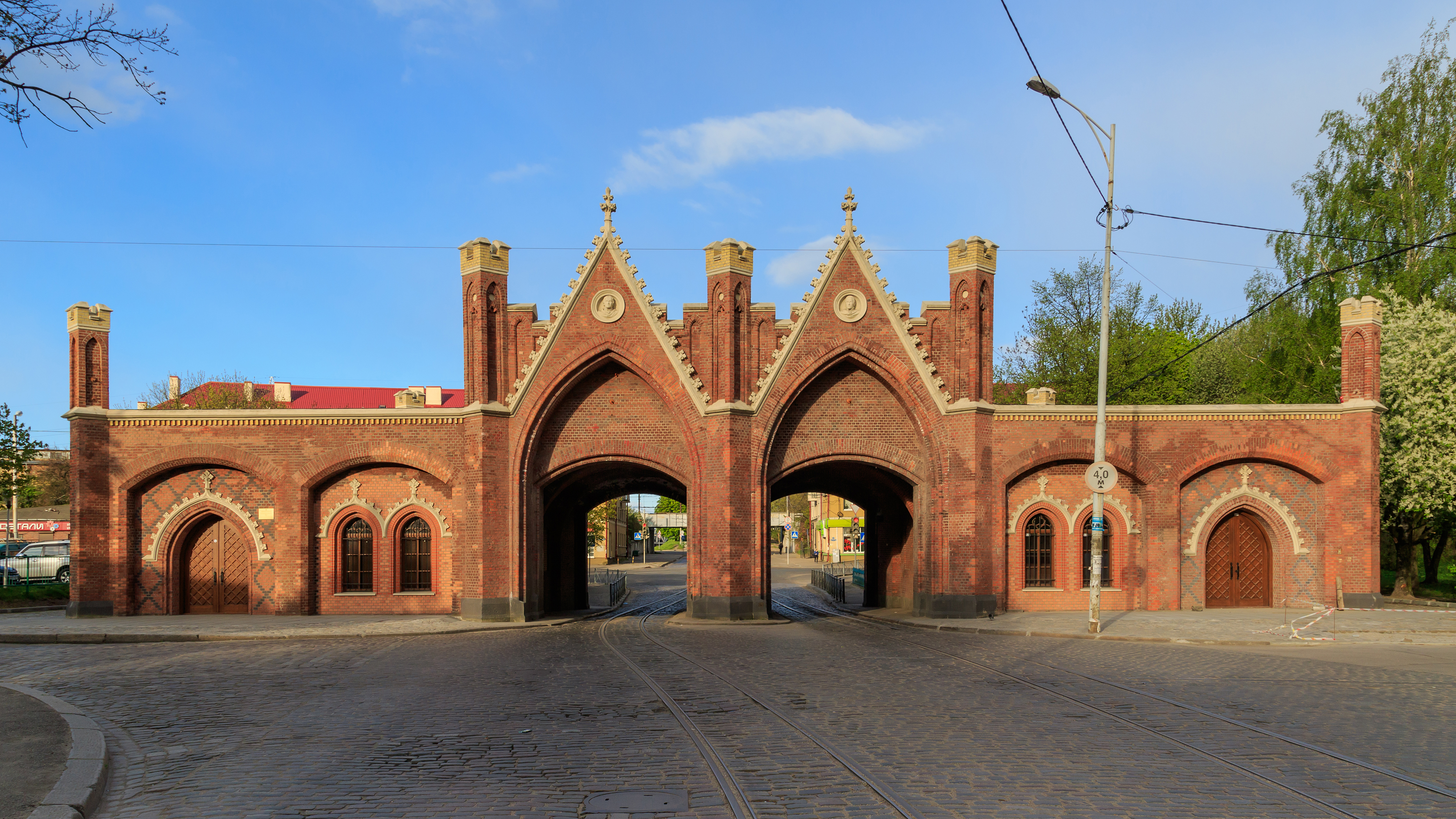
Brandenburger Tor
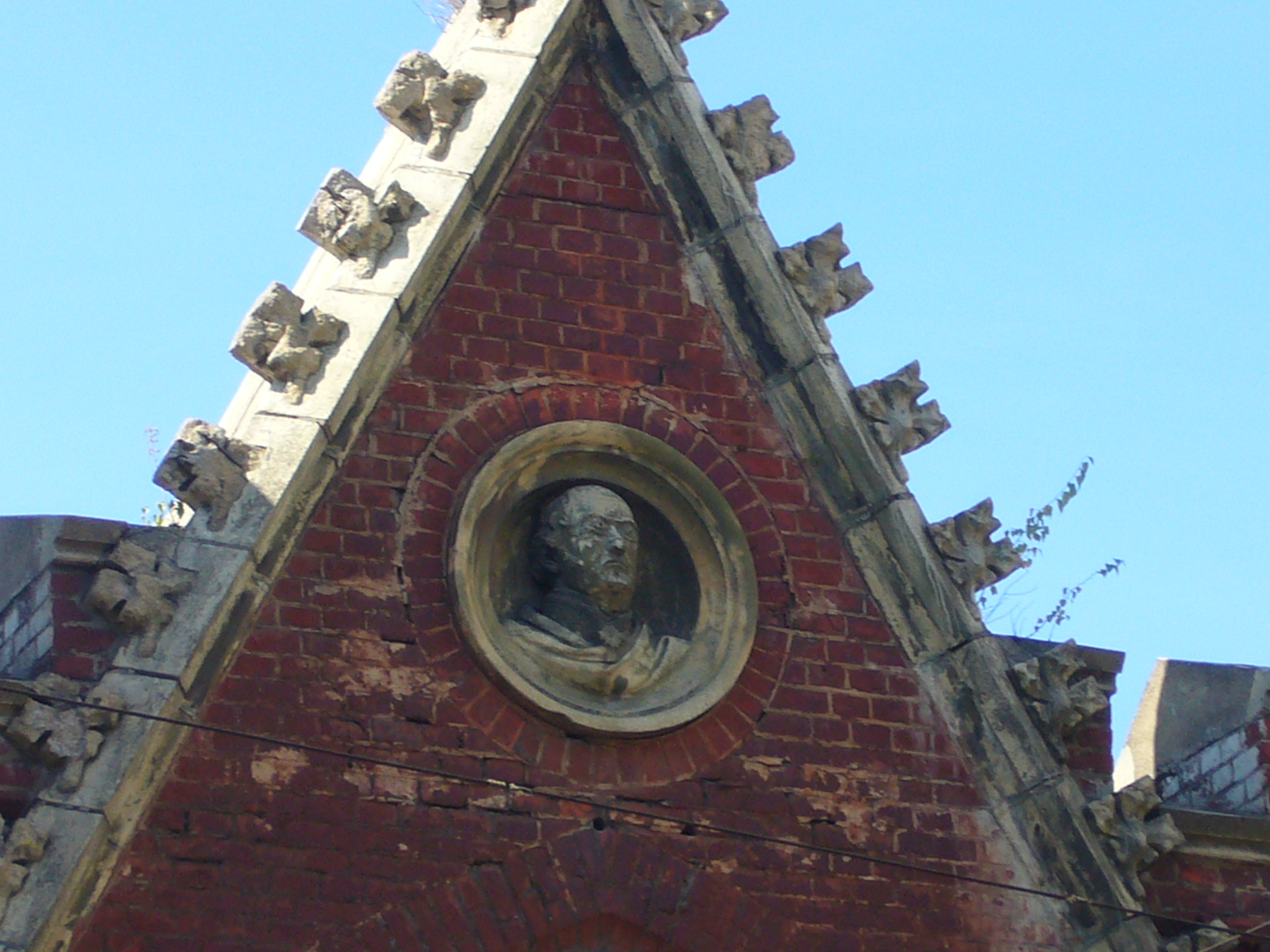
Brandenburger Tor
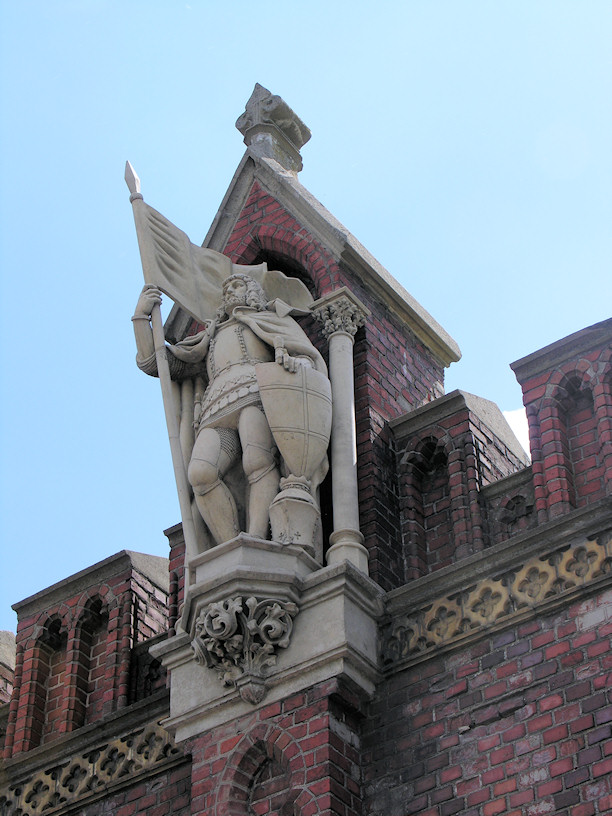
Friedländer Tor
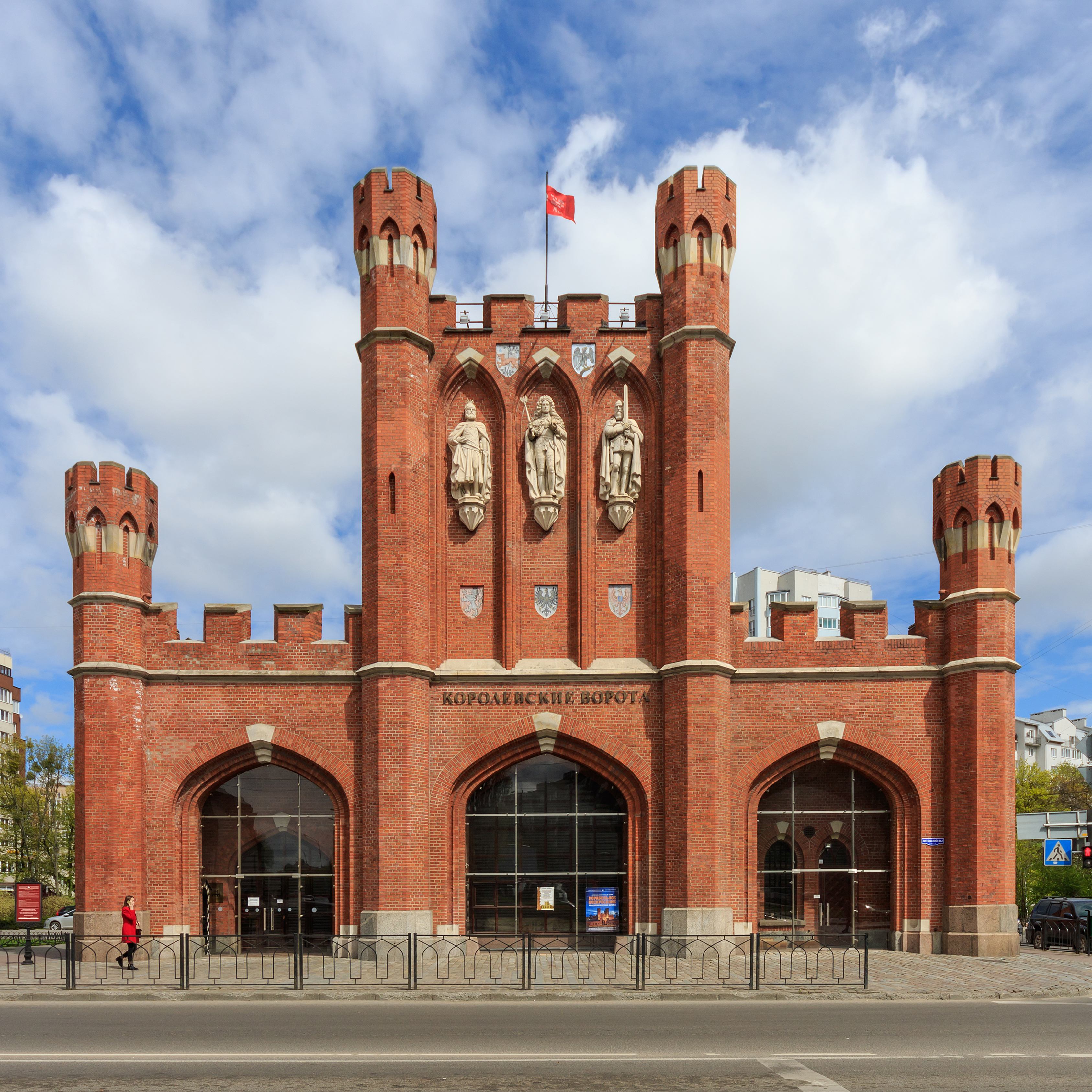
Königstor
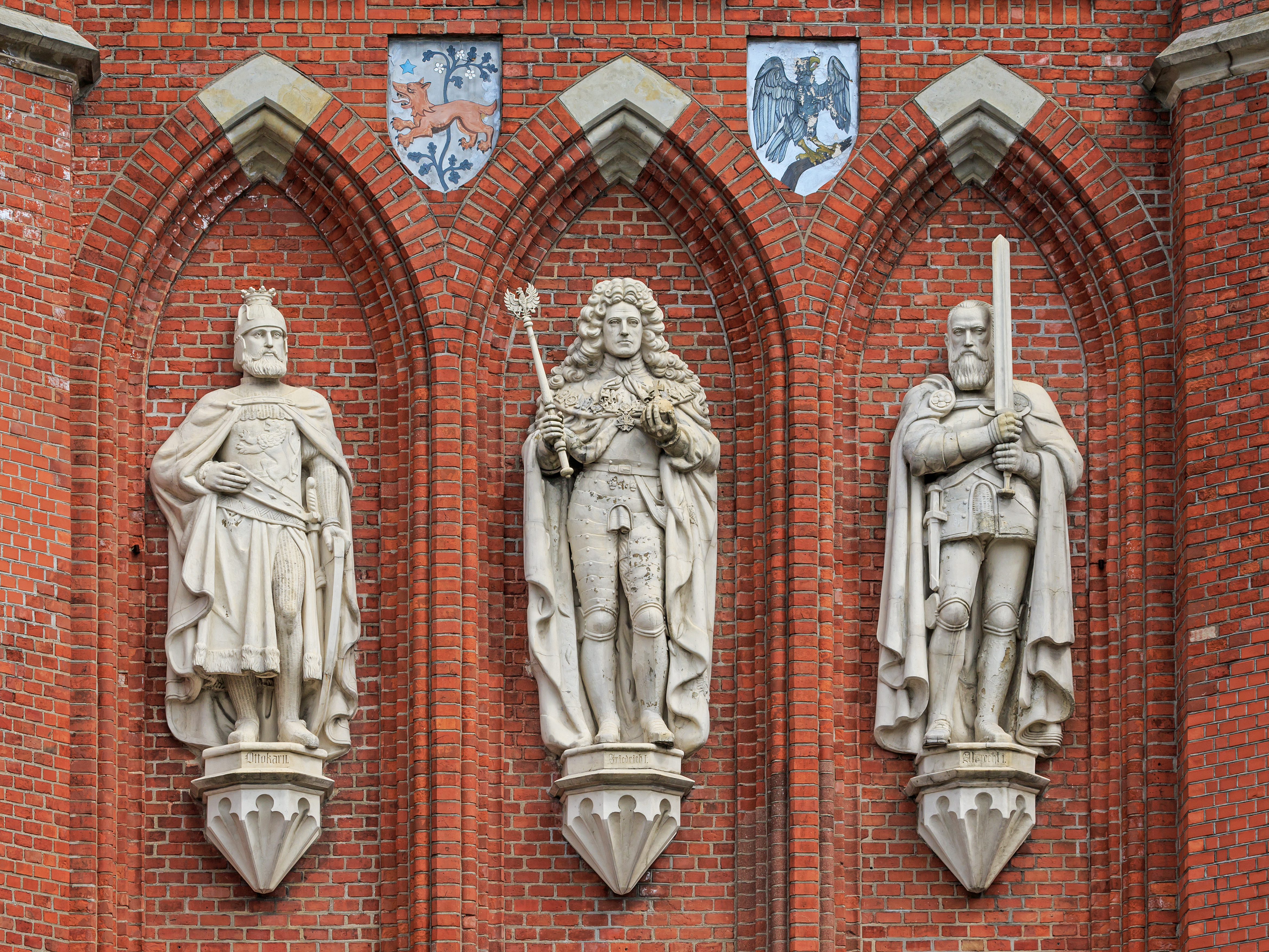
Königstor
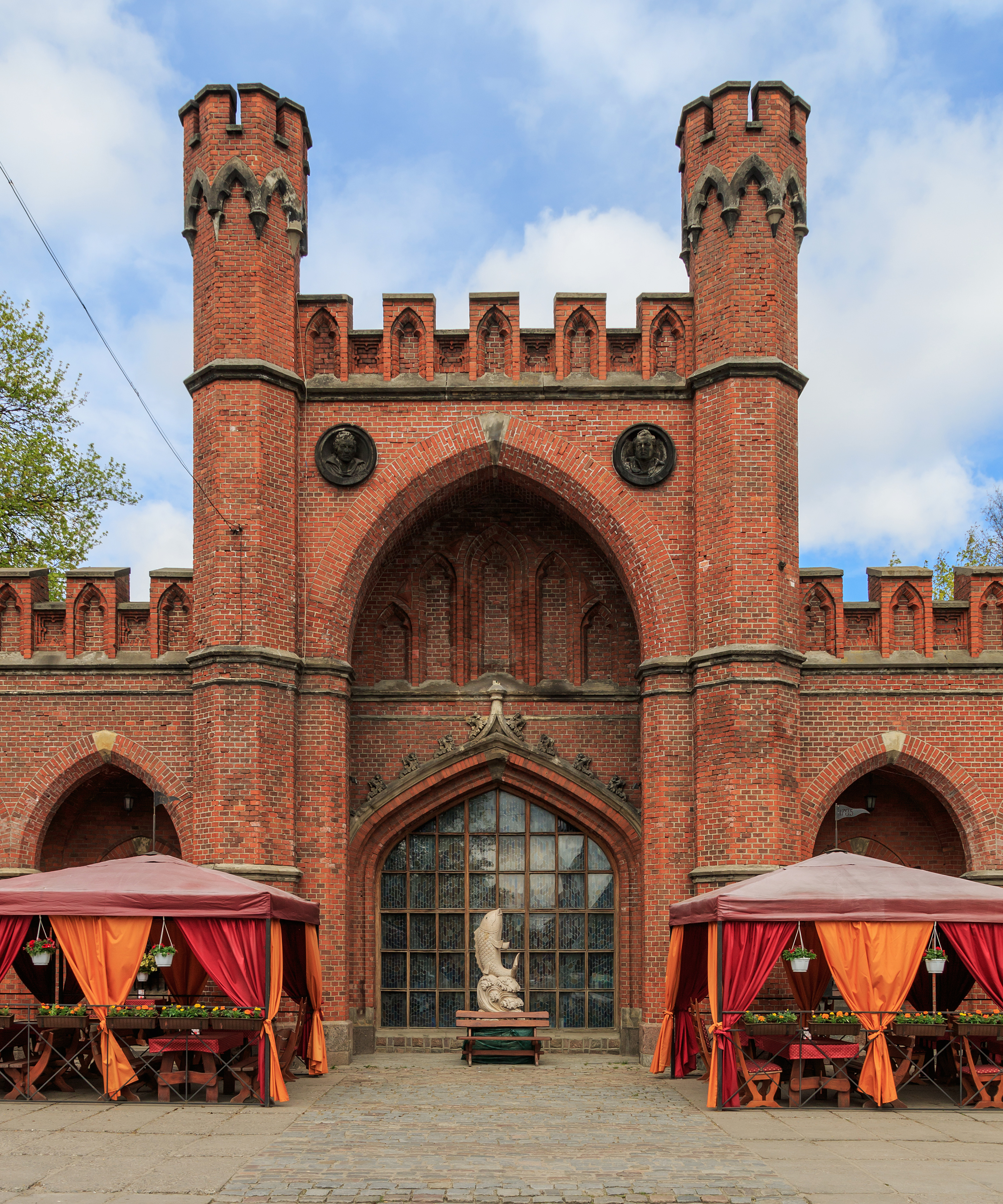
Rossgarten Tor
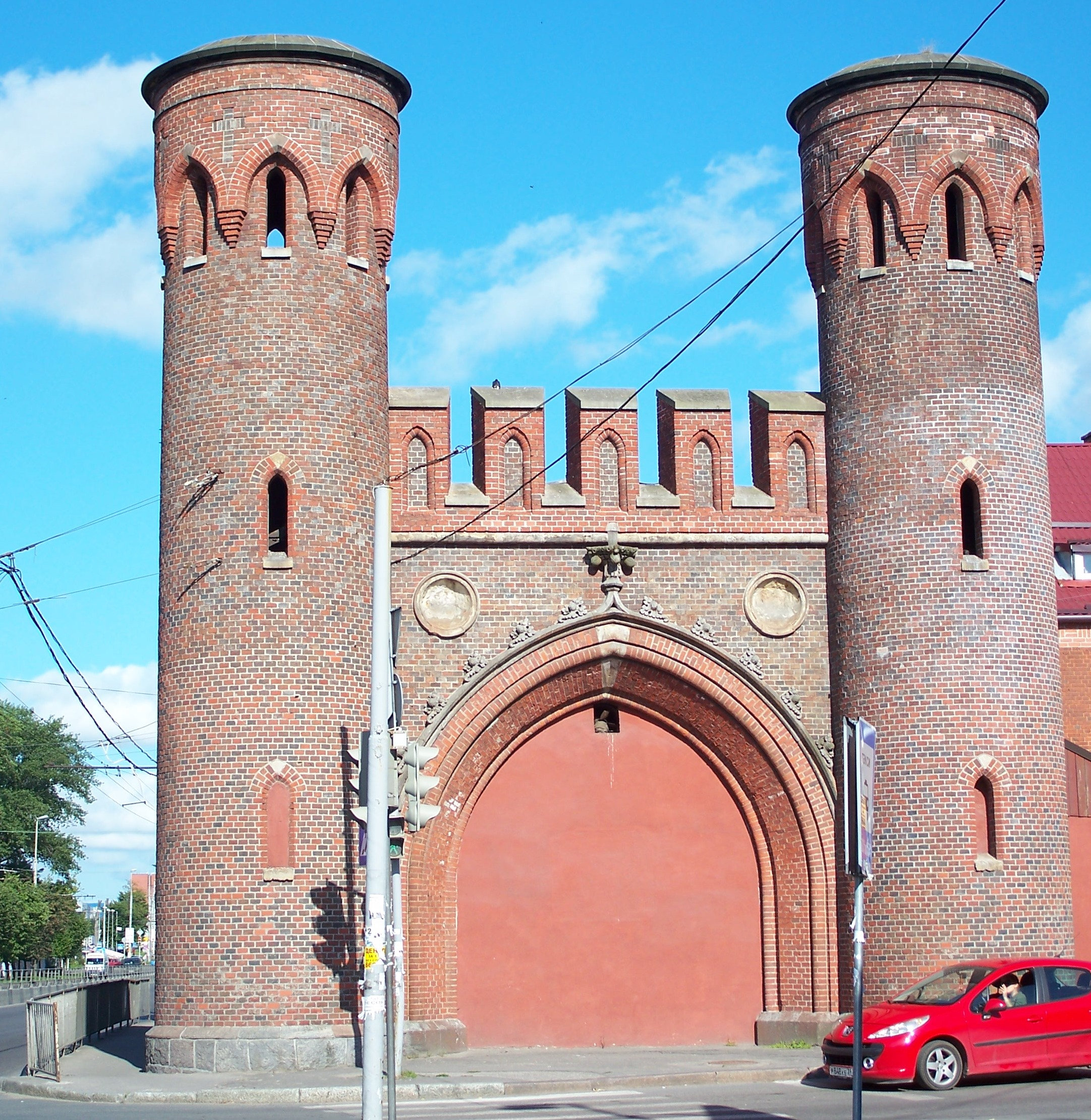
Sackheim Tor
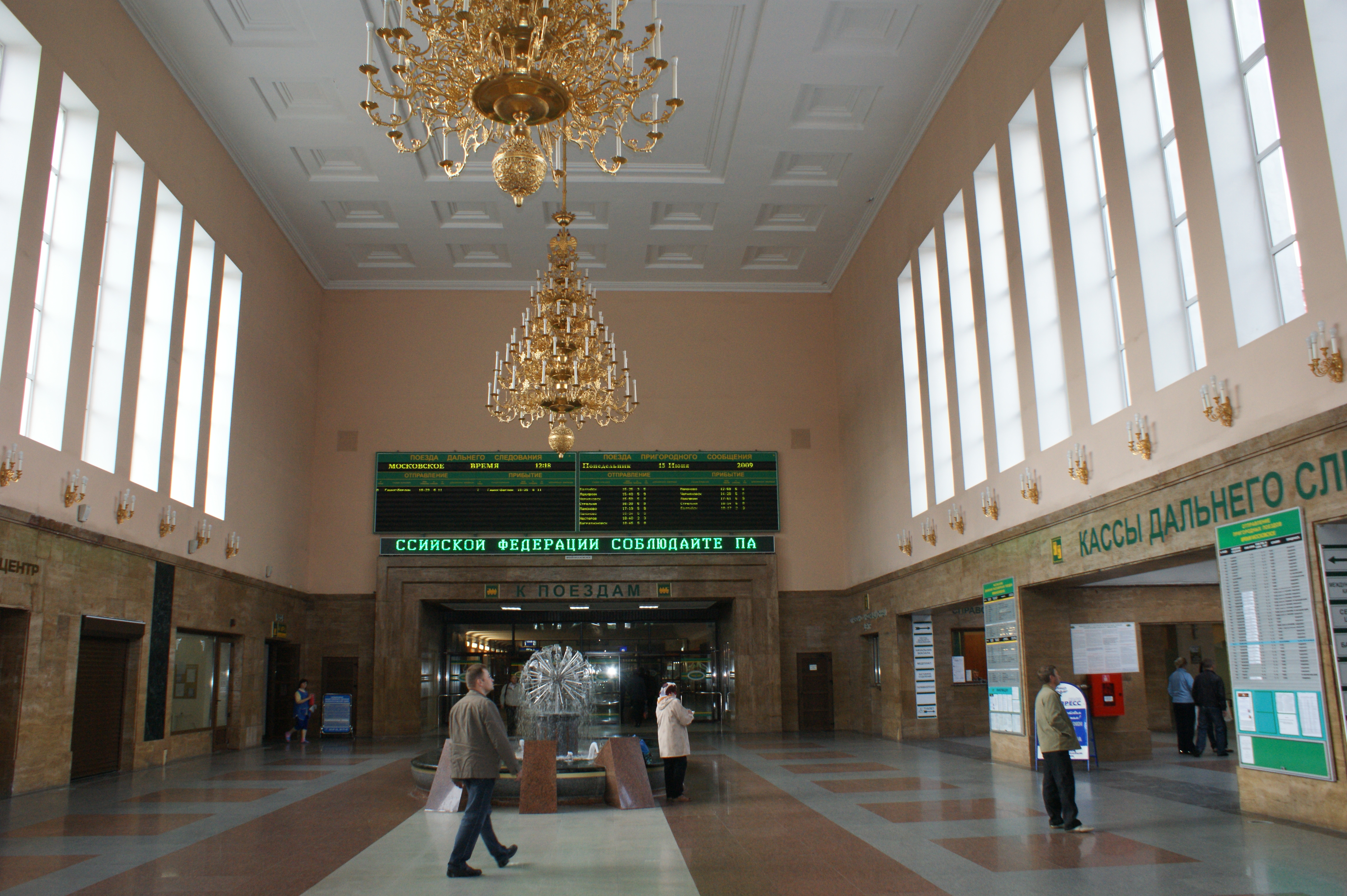
Ehemaliger Hauptbahnhof, Halle (heute „Südbahnhof“)

## Funktionsträger (Stadtarchitekten u. a.)

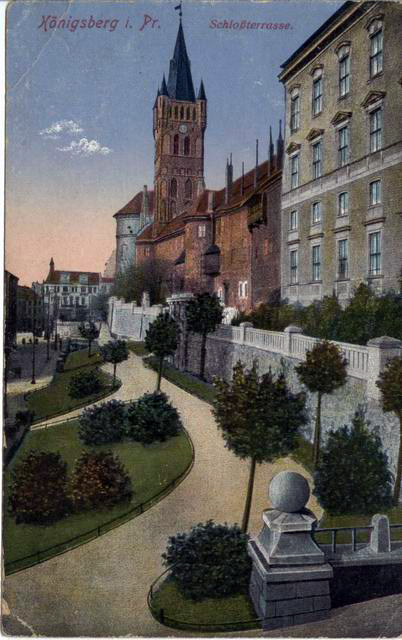
Maximow und Nawachilin wollten das Schloss retten.

Für die Architektur der Stadt verantwortlich sind Kaliningrader Chefarchitekten (russisch главный архитектор Калининграда/главным архитектором Калининграда, wiss. Transliteration glavnogo arhitektora Kaliningrada) sowie Chefarchitekten der Gebietskommunalwirtschaft:
- 1944–1945: Maximow. Seit Juni 1945 war Maximow dafür verantwortlich, eine Bestandsaufnahme der zerstörten Stadt Königsberg vorzunehmen und deren Rekonstruktion zu planen. Maximows Pläne und Entwürfe beeinflussten spätere Stadtplaner Kaliningrads, wie Dmitri Konstantinowitsch Nawalichin 1949, Michael Naumov 1954 sowie Vladimir Chodakovskij 1960. Maximow lebte bis 1968 in Kaliningrad.
- 1946: P. Vladimir Timochin (russisch П. Владими́р Тимохин ), Chefarchitekt der Gebietskommunalwirtschaft. Timochin wollte die Altstadt zum Freilichtmuseum erklären.
- 1947–1948: Dimitri Tjan (russisch Дмитрий Тьян), Hauptverantwortlicher für den Wiederaufbau, beschrieb den „deutsch-teutonischen Stil“[8] der Stadt Königsberg: „Die vorherrschenden Stile sind die Gotik, die modernisierte Gotik und die Gotik im Konstruktivismus … der vorherrschende Stil Königsbergs war eine simplifizierte Gotik oder richtig eine gotische Verkleidung“.[85]
- 1948–1955: Dmitri Konstantinowitsch Nawalichin, Chefarchitekt. Von 1955 bis 1957 war er Leiter der Gebietsverwaltung. Sein Wiederaufbauplan von 1949 sah vor, das Königsberger Schloss wiederaufzubauen. GIPROGOR – das staatliche Institut für Stadtplanung (russisch «Гипрогор» – Государственный институт проектирования городов) lehnte die Rekonstruktion jedoch ab.
- 1957–1958: K. Ja. Chrustalew (russisch Константи́нович Ярослав  Хрусталев,[86] wiss. Transliteration K. Ja. Chrustalev), Stadtarchitekt. Er beklagte die Herrschaft der regionalen Bauherren, die das Stadtzentrum nicht mit Gebäuden im Stil des sozialistischen Klassizismus bebauen wollten. Die Bauherren waren die Werft, die Zellstofffabrik und die Waggonbaufabrik, die Gebäude für ihre Arbeiter in der Nähe der Arbeitsorte, aber nicht im historischen Zentrum bauten.[87] Er beschrieb seinem Artikel „Zastroim central'nye magistrali goroda“[88] den beklagenswerten Zustand des historischen Stadtzentrums. Der Artikel erschien in der Kaliningradskaja Pravda am 2. Oktober 1957. Chrustalew erklärte, „dass alle Städte ein historisch gewachsenes Zentrum mit hohen, schönen Häusern besäßen, von dem aus alle Teile der Stadt gut erreichbar seien. Königsberg habe alle diese Merkmale gehabt, Kaliningrad aber besitze gegenwärtig überhaupt kein Zentrum“.[88]

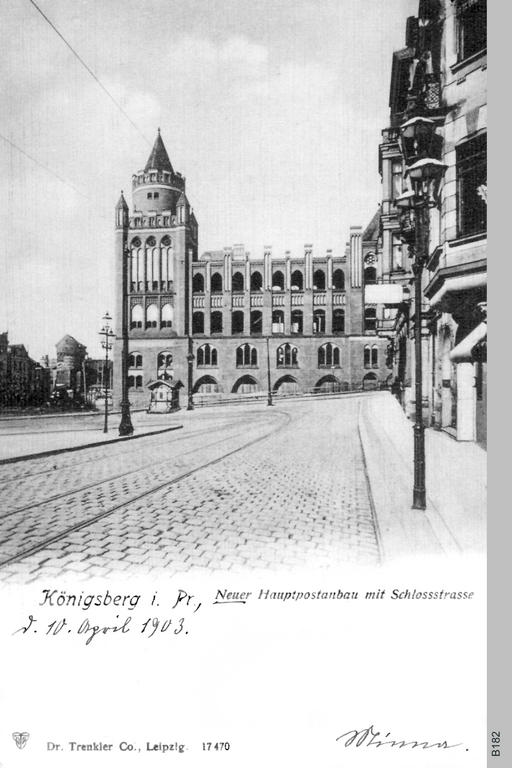
Stadtarchitektin Zelenkova versuchte das Postamt zu retten.

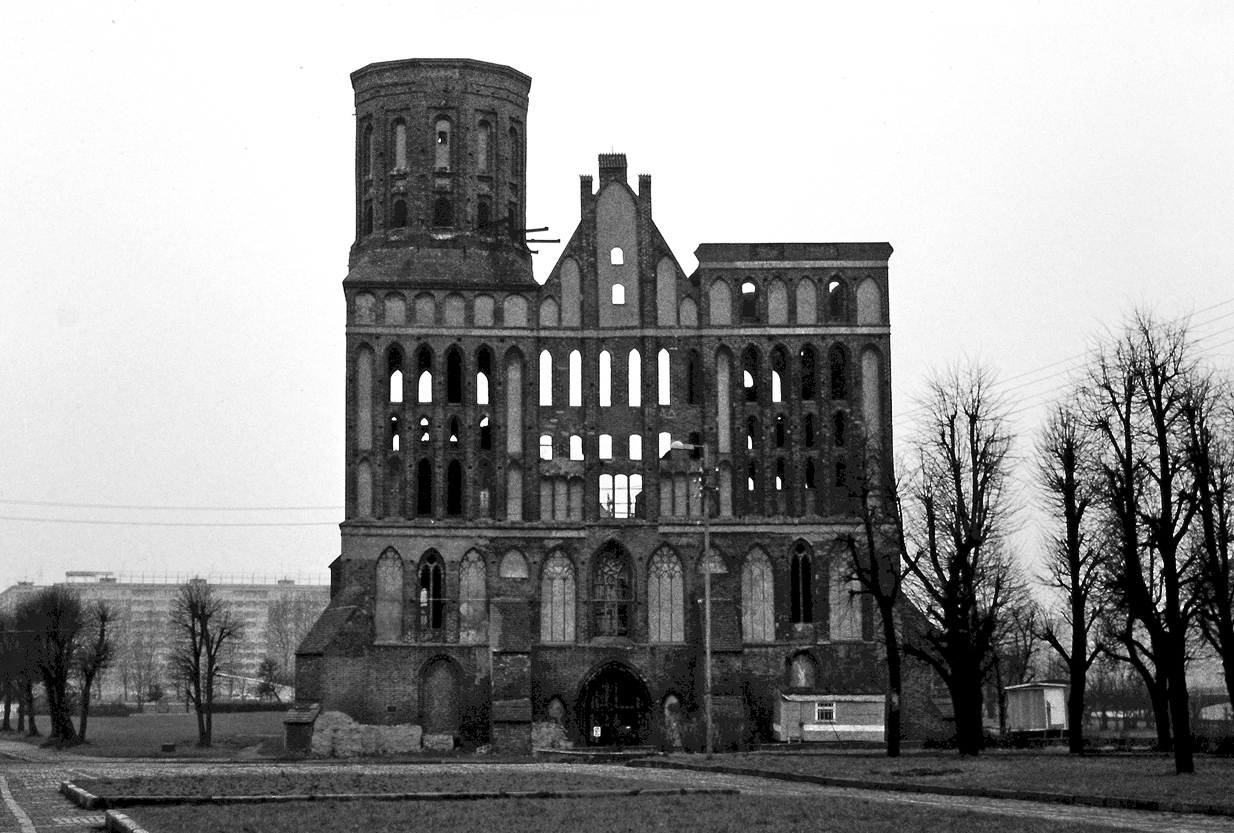
Stadtarchitekt Pokrovskij versuchte die Domruine zu sprengen.

- 1958–1959: Natalja Alexandrowna Sehlenkowa (russisch Наталья Александровна Зеленкова, wiss. Transliteration Natalya Aleksandrovna Zelenkova), Stadtarchitektin. Sie regte an, das neogotische Postamt wiederaufzubauen und darin das Hauptpostamt unterzubringen.[89] Am 15. Mai 1959 erwähnte Sehlenkowa in einem Artikel für Kaliningradskaja Pravda das Stadtschloss nicht zu schleifen. Nachdem Sehlenkowa das Amt abgab, wurde das neogotische Postamt im Jahre 1960 gesprengt.
- 1959–1961: Leonid Iljuchin (russisch Леони́д Илью́хин, wiss. Transliteration L. Iljuchin), Stadtarchitekt Kaliningrads. Er meinte 1960 in der Kaliningradskaja Pravda dass man Ruinen „im ursprünglichen Zustand wiederaufbauen, rekonstruieren“[90] könne.
- 1961–1965: Wladimir Wassiljewitsch Chodakowski, Stadtarchitekt Kaliningrads. Er wollte das Königsberger Schloss als Volkshaus oder Haus des Friedens wiederaufbauen.[91] Leonid Breschnew selbst befürwortete die Sprengung, anschließend trat Chodakowski ab.
- 1965–1967: Juri Pokrowski (russisch Юрий Покровский, wiss. Transliteration Jurij Pokrovskij) Stadtarchitekt Kaliningrads.[92][93] 1967 beschloss Pokrowski anstelle der Domruine ein zentrales Massengrab zu erstellen. Cygankov erklärte das Kant-Grab zu „einem der Ecksteine der marxistisch-leninistischen Lehre.“[94] Daraufhin wurden die Arbeiten zur Sprengung eingestellt.
- 1980–1987: Eugene Alexejewitsch Popow (russisch Евгений Алексеевич Попов), (* 1939; † 1996)[95] Chefarchitekt Kaliningrads. War Direktor des Instituts Kaliningradgrazhdanproekt und entwarf das Café Olsztyn sowie das Hotel Kaliningrad, das Standesamt sowie die Kapelle an der Gedenkstätte am Deutschordensring.
- 1990–1992: Sergej Benjaminowitsch Lebedichin (russisch Сергей Вениаминович Лебедихин; * 1944 in Swerdlowsk)[96] Chefarchitekt Kaliningrads. War Direktor des Instituts „Kaliningradgrazhdanproekt“ (1987–1990).
- 1992–1998: Wassili Britan (russisch Василий Британ), Stadtarchitekt Kaliningrads.[97][98]
- 1998–2002: Pawel Michailowitsch Gorbatsch (russisch Павел Михайлович Горбач), Stadtarchitekt Kaliningrads.[97][99] Gorbatsch restaurierte die Kirche der Heiligen Familie.
- 2002–2006: Tatjana Lasarewna Kondakowa (russisch Татьяна Лазаревна  Кондакова),[100] Stadtarchitekt Kaliningrads.[101][102]
- 2006–2008: Alexander Baschin (russisch Александр Башин,[103] wiss. Transliteration Aleksandr Bašin), Stadtarchitekt Kaliningrads. Baschin entwickelte ein neues Projekt. Er wollte das alte Königsberg rekonstruieren, darunter das Alte Schloss. Unter Baschin wurden zur Jubiläumsfeier der Stadt historische Gebäude restauriert und rekonstruiert.[104]
- ab 2008: Igor Alexandrowitsch Li (russisch Игорь Александрович Ли) (* 1955 in Taschkent),[105] Chefarchitekt Kaliningrads.
- ab 2011: Oleg Kuperdyaev (russisch Олег  Купердяев ),[106] Chefarchitekt Kaliningrads.
- ab 2013: Wjatscheslaw Genne (russisch Вячеслав Генне),[107][108] Chefarchitekt Kaliningrads.
- seit 2018 ist Andrej Anisimow (Андрей Анисимов) der Chefarchitekt von Kaliningrad.[109]